# Historia de la estética

El nacimiento de Venus, de Sandro Botticelli, ejemplo arquetípico de belleza clásica.

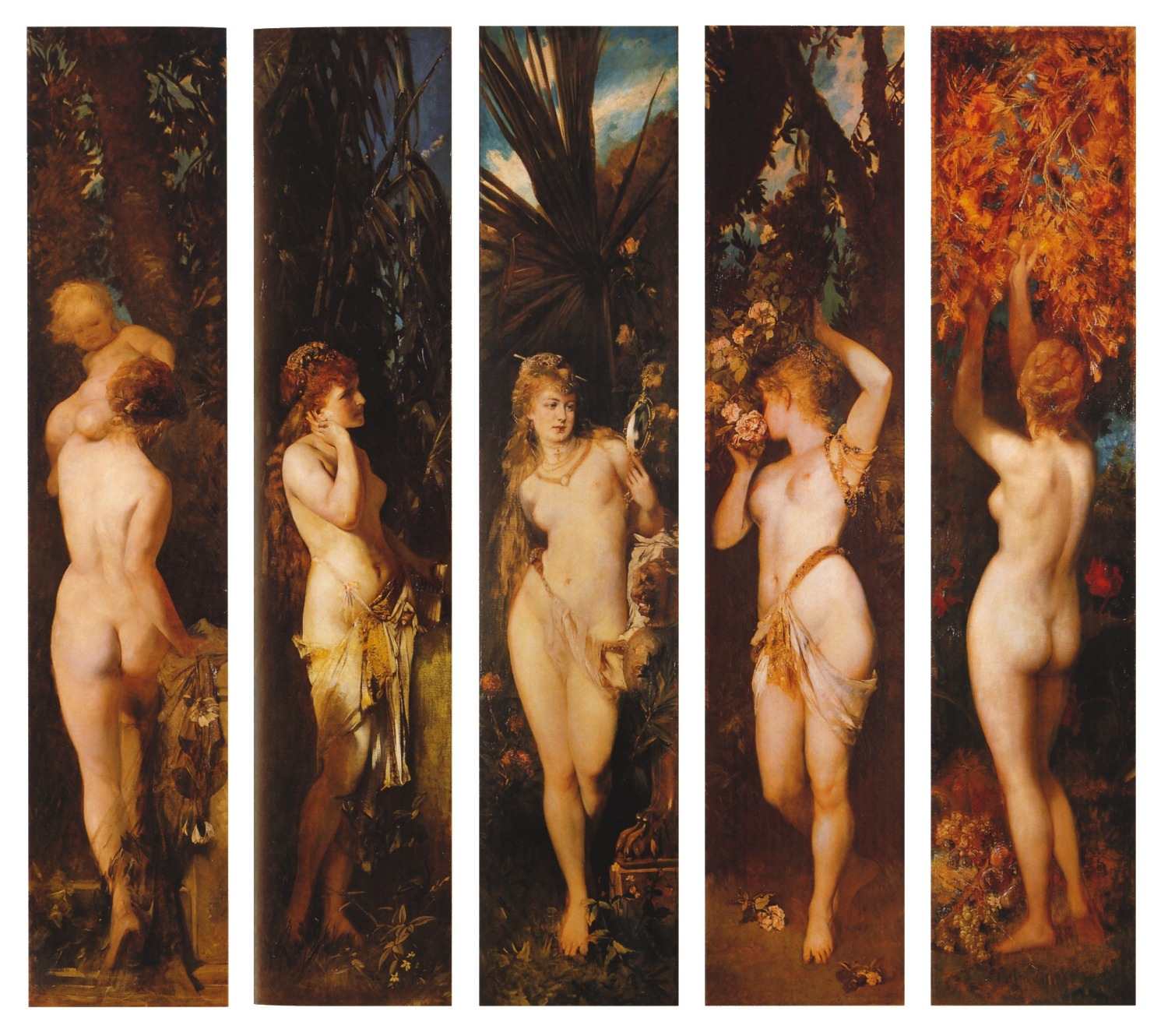
Los cinco sentidos, de Hans Makart.

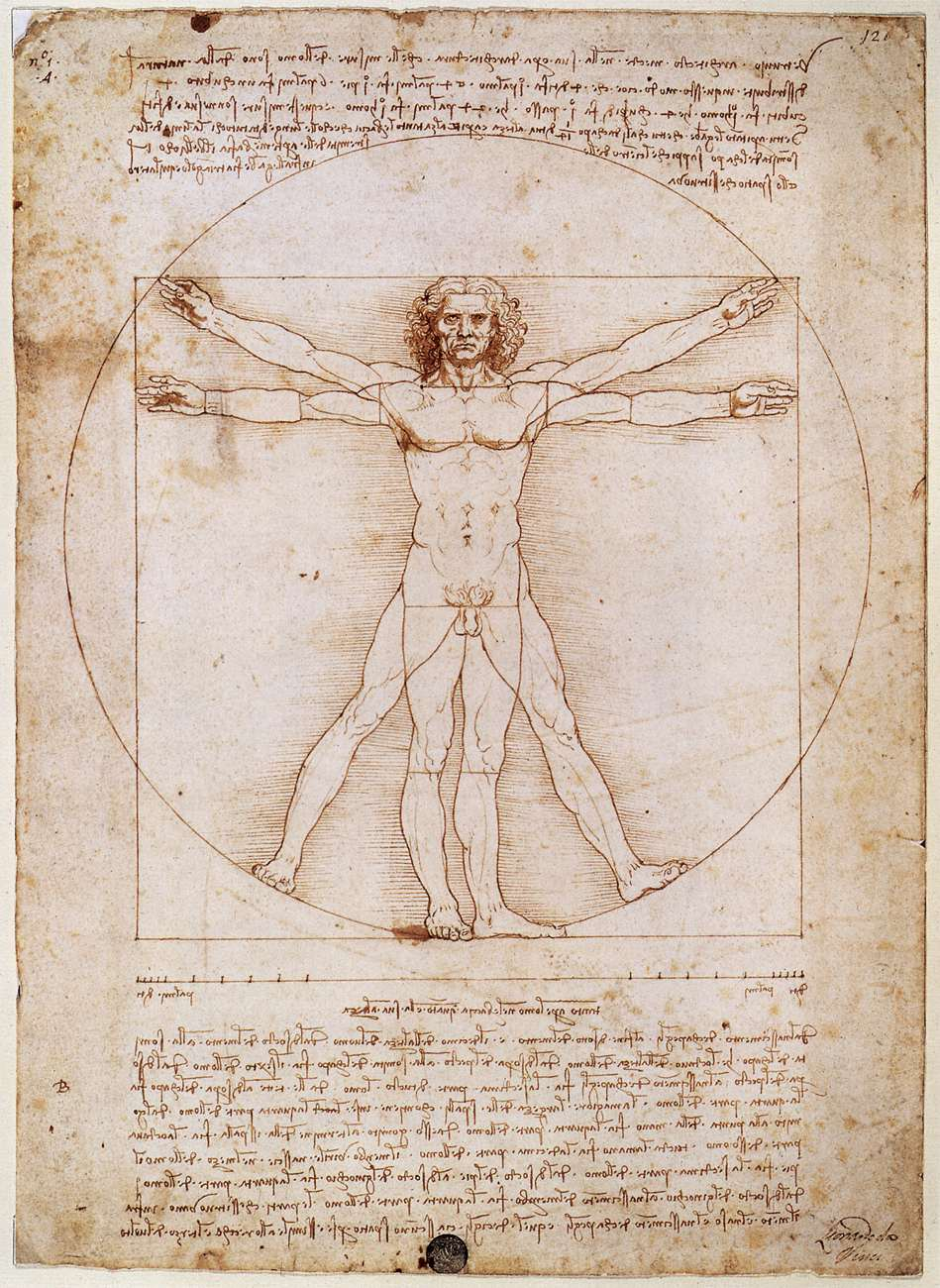
El Hombre vitruviano, de Leonardo da Vinci, estudio de las proporciones en el cuerpo humano.

La historia de la estética es una disciplina de las ciencias sociales que estudia la evolución de las ideas estéticas a lo largo del tiempo. La estética es la rama de la filosofía que se encarga de estudiar la manera en que el ser humano interpreta los estímulos sensoriales que recibe del mundo circundante, dando lugar al conocimiento sensible, adquirido a través de los sentidos. Entre los diversos objetos de estudio de la estética figuran la belleza o los juicios de gusto, así como las distintas maneras de interpretarlos por parte del ser humano. Por tanto, la estética está íntimamente ligada al arte y al estudio de la historia del arte, analizando los diversos estilos y periodos artísticos conforme a los diversos componentes estéticos que en ellos se encuentran. A menudo se suele denominar la estética como una «filosofía del arte».
El término estética proviene del griego αἴσθησις (aísthêsis), «sensación». Fue introducido por el filósofo alemán Alexander Gottlieb Baumgarten en su obra Reflexiones filosóficas acerca de la poesía (1735), y más tarde en su Aesthetica (1750). Así pues, la historia de la estética, rigurosamente hablando, comenzaría con Baumgarten en el siglo XVIII, sobre todo con la sistematización de esta disciplina realizada por Immanuel Kant. Sin embargo, el concepto es aplicable a los estudios sobre el tema efectuados por los filósofos anteriores, especialmente desde la Grecia clásica. Cabe señalar, por ejemplo, que los antiguos griegos tenían un vocablo equiparable al actual concepto de estética, que era φιλοκαλία (filocalía), «amor a la belleza». Se podría decir que en Grecia nació la estética como concepto, mientras que con Baumgarten se convirtió en una rama de la filosofía.
La estética es una reflexión filosófica que se hace sobre objetos artísticos y naturales, y que produce un «juicio estético». La percepción sensorial, una vez analizada por la inteligencia humana, produce ideas, que son abstracciones de la mente, y que pueden ser objetivas o subjetivas. Estas ideas provocan juicios, al relacionar elementos sensoriales; a su vez, la relación de juicios es razonamiento. El objetivo de la estética es analizar los razonamientos producidos por dichas relaciones de juicios. Por otro lado, las ideas evolucionan con el tiempo, adaptándose a las corrientes culturales de cada época. En consecuencia, dicha evolución es también el objeto de estudio de la historia de la estética.

## Antigüedad clásica

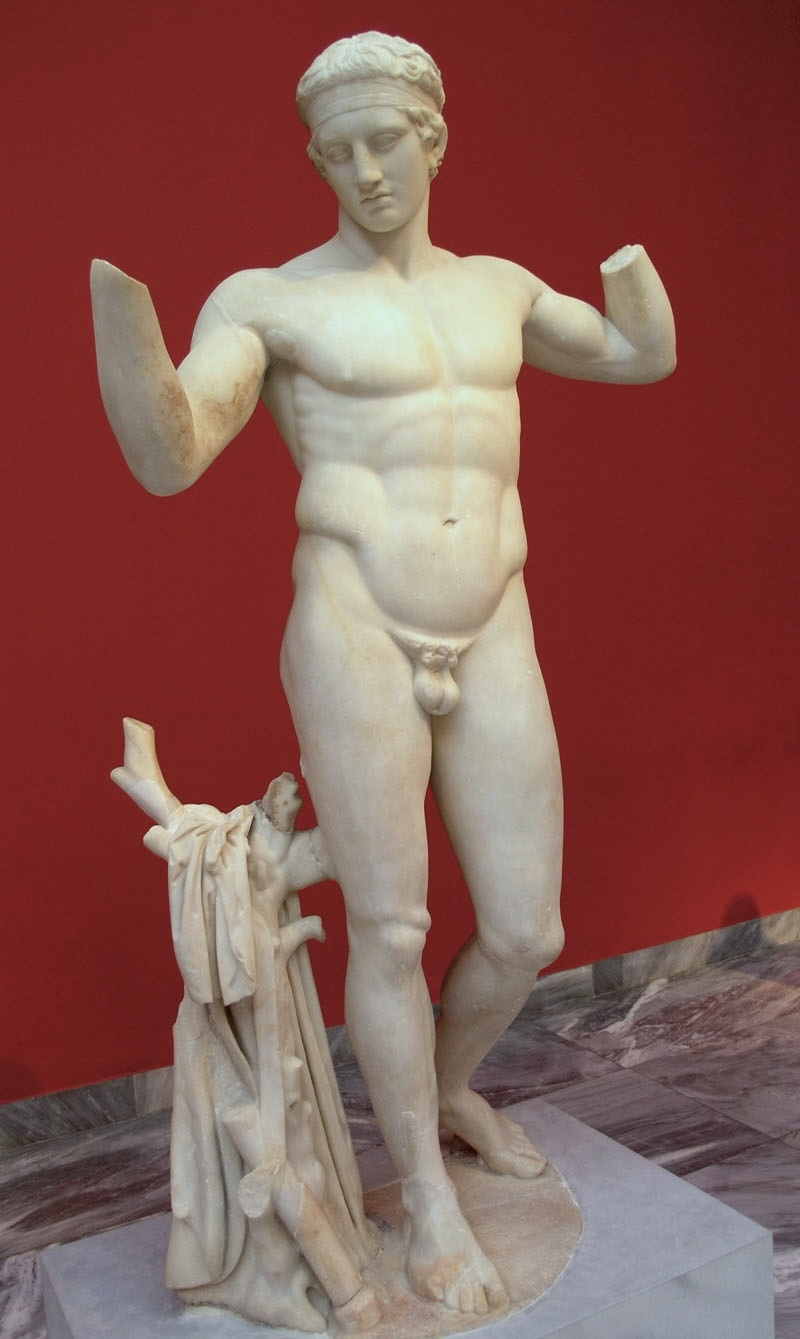
El Diadumeno, de Policleto.

### Grecia
Para los griegos preclásicos –como se puede percibir en la obra de Homero–, la belleza era tanto la natural como la de un objeto hecho por el hombre, si bien no tenía una definición clara y se asociaba generalmente con otras cualidades: lo bello (τò καλόν) es lo que gusta, lo que resulta grato a la mirada del espectador. El pensamiento preclásico era mitológico, interpretaban el mundo a través de mitos y fábulas. El μύθος (mýthos) permitió la aparición de otro tipo de pensamiento, el λόγος (lógos), más lógico y reflexivo, que interpretó el mundo mediante conceptos físicos, dando lugar a la filosofía. Hesíodo representa el paso entre este pensamiento mítico y el lógico, explicando el origen de los conceptos mitológicos de manera racional. Por otro lado, el primero en plantearse el mundo de forma racional fue Tales de Mileto, que comenzó a fijarse en la naturaleza, deduciendo sus leyes. Posteriormente, Pitágoras interpretó la naturaleza en función de relaciones matemáticas: en su estudio de la música se dio cuenta de que esta depende de proporciones matemáticas, según la longitud de las cuerdas tensadas en los instrumentos musicales. Partiendo de aquí creó una teoría terapéutica de la música, la cual opinaba que es capaz de restaurar la armonía del alma del ser humano.
Durante la era de Pericles, en el llamado periodo clásico griego, el arte gozó de un gran esplendor, generando un estilo naturalista de interpretar la realidad: los artistas griegos se inspiraban en la naturaleza obedeciendo unas proporciones y unas reglas (κανών, canon) que permitiesen la captación de esta realidad por parte del espectador, recurriendo si era necesario al escorzo. Se perseguía un concepto de belleza basado en la realidad natural pero idealizado con la incorporación de una visión subjetiva que reflejaba la armonía de cuerpo y alma, equiparando belleza con bondad (καλοκαγαθία, kalokagathía).
Uno de los primeros filósofos en ocuparse de temas relacionados con la estética –sobre todo el arte y la poesía– fue Demócrito, quien bajo una actitud empírica estudió el arte de forma más descriptiva que conceptual, considerándolo reflejo de la obra natural del hombre, basado en la naturaleza y con un objetivo tendiente al placer. Más tarde, los sofistas –como Protágoras y Gorgias– consideraron la belleza como «lo que produce placer por medio del oído y de la vista», relativizando el concepto de belleza como algo diferente para cada individuo. Sócrates opinó que el arte es la idealización de la naturaleza, y que cuando representa al ser humano no lo hace tan solo en cuerpo sino también en el alma, estableciendo por primera vez el concepto de belleza espiritual, contrariamente al de belleza física que había defendido hasta entonces la filosofía griega.

#### Platón

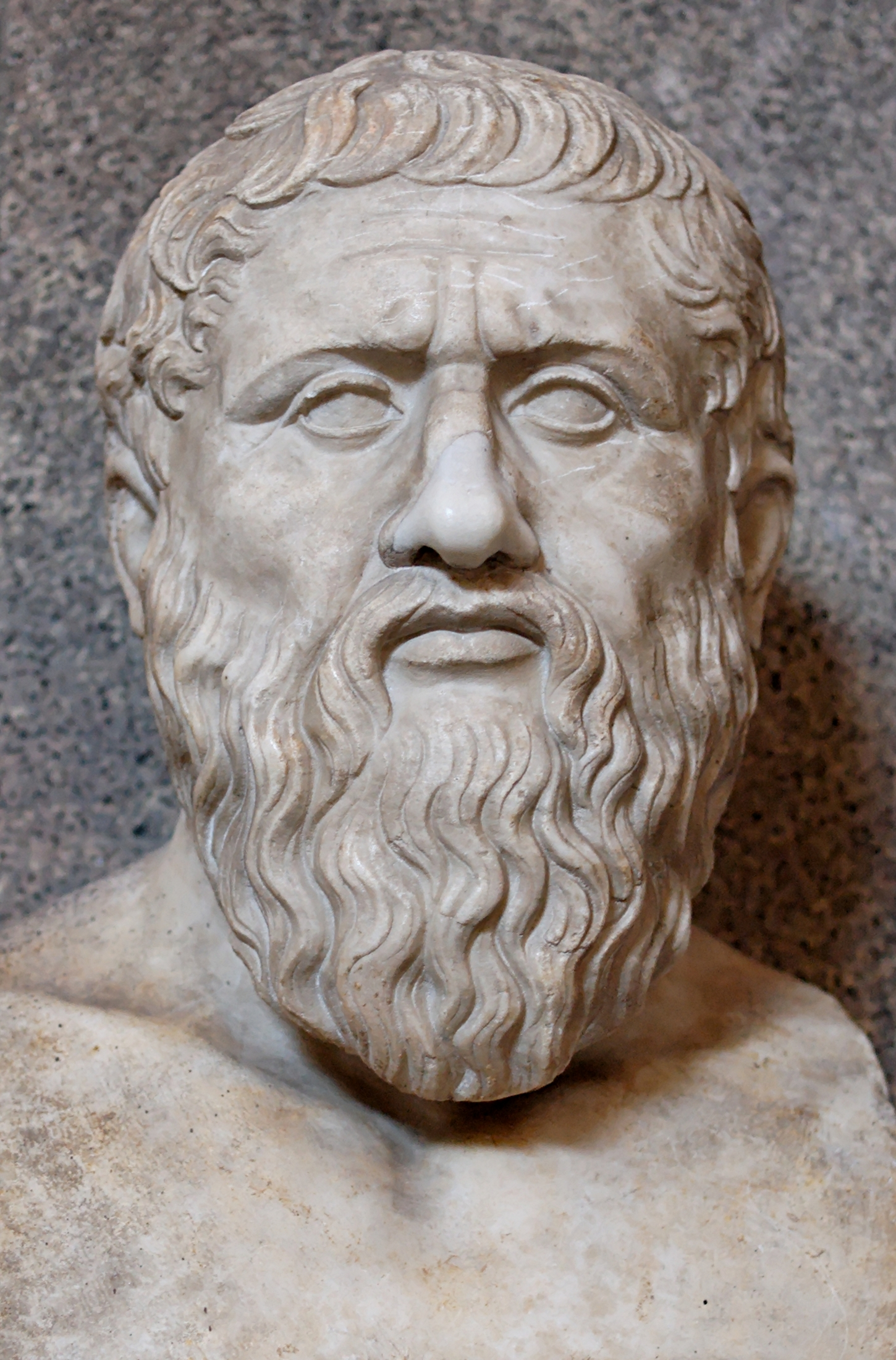
Platón.

Platón fue el primero que trató sobre conceptos estéticos como centro de muchas de sus reflexiones, sobre todo en temas relativos al arte y la belleza. En el Protágoras habló del arte como la capacidad de hacer cosas por medio de la inteligencia, a través de un aprendizaje. Para Platón, el arte (τέχνη, téchnê) tiene un sentido general, es la capacidad creadora del ser humano. Entendía el arte como «destreza» o «habilidad», tanto en el terreno material como en el intelectual. En el Sofista distinguió entre habilidades «adquisitivas» y «productivas», dividiendo a su vez estas últimas en productivas de objetos o de imágenes (εἴδωλα, eídôla). Introdujo el concepto de mímesis (μίμησις), ya que para él las imágenes son imitaciones de objetos reales, aunque sin desempeñar la misma función que sus originales. Estas imitaciones pueden ser «genuinas» (εἰκών, eikón), si guardan las mismas propiedades que su modelo; o «aparentes» (ϕάνταὓμα, phántasma), si solo se parecen al original. Sin embargo, Platón mismo consideraba esta diferencia difícil de dilucidar, ya que toda imitación debe por fuerza diferir de su original en alguna cosa, ya que si fuese idéntica nos encontraríamos con un objeto igual al representado. Para Platón, todas las creaciones artísticas son «conjeturas» (εἰκασία, eikasía), ya que su carácter imitativo las aleja de la realidad de las formas, y les confiere incluso un sentido peyorativo, ya que son «apariencias engañosas», ya que los artistas no representan las cosas como son, sino como parecen. Así, califica a los artistas de «pseudoartífices», ya que su habilidad no es auténtica.
La belleza la trató en diversos diálogos: en Hipias mayor habló de la belleza de los cuerpos; en Fedro, de la belleza de las almas; y en El banquete, de la belleza en general. 
- Hipias mayor: utilizando un diálogo entre Hipias y Sócrates, Platón busca la belleza perfecta, la «belleza ideal platónica».[nota 7] Proporciona varias definiciones de belleza, como la «conveniencia», que es la adecuación a una finalidad, que hace que un objeto parezca bello; o la «utilidad», relacionando la belleza con el bien, con la dimensión moral (la belleza conduce al bien, en relación causa-efecto).[8]

- Fedro: en este texto Platón explicó de forma mítica el origen del ser humano, así como su teoría del conocimiento basado en las «ideas». Sócrates cuenta a Fedro que el alma es como un carro tirado por dos caballos, uno manso y otro bravo, dirigidos por la razón. Esta alma se encuentra originariamente en el mundo de las ideas, pero al encarnarse en un cuerpo las olvidan en mayor o menor grado. Para Platón, el conocimiento es el recuerdo de estas ideas. La materia es «sombra de las ideas», que a través del estímulo que ofrecen pueden conducirnos a ellas, a través de un procedimiento que identifica como «amor» (ἔρως, érôs). Así, el amor por las cosas bellas puede conducirnos a la idea de belleza, a la belleza perfecta, ideal.[9]

- El banquete: en esta obra Platón manifiesta que el hombre tiene inclinación a buscar la perfección, la belleza, y que ésta se puede conseguir a través del amor, que es un camino de conocimiento, una energía que nos orienta. Platón distinguía dos clases de amor: el «popular», relacionado con el cuerpo, las formas y las acciones; y el «celestial», asociado a la virtud y el intelecto. El amor es la búsqueda de la belleza –que relaciona con la verdad–, primero la belleza física (amor de los cuerpos), y después la belleza espiritual (amor de las acciones), llegando por fin a la belleza ideal, al amor por la ciencia. Se pasa pues del cuerpo a la virtud, y de aquí a la esencia. El amor ideal –el llamado «amor platónico»– es infinito, no tiene tiempo ni forma.[10]

Se percibe pues una clara evolución: de la búsqueda de una noción general de belleza del Hipias, utilizando el sistema socrático de comparación, dedujo en el Fedro que la belleza está más allá de la realidad que nos envuelve; por último, en El banquete, identificó la búsqueda de la belleza con la propia vida humana, siendo el amor la forma de acceso. Platón fue el origen de dos de las teorías sobre la belleza más defendidas a lo largo del devenir histórico: la belleza como «armonía y proporción» y la belleza como «esplendor». Postuló que la belleza es independiente de su soporte físico, así como que no depende de la visión, que a menudo nos engaña: la visión sensible es superada por la visión intelectual, que es la que proviene de la filosofía. El concepto de belleza de Platón era muy amplio, abarcando tanto la belleza física como espiritual, la moral y cognoscitiva, la belleza de los cuerpos, de los objetos artísticos, tanto como la de colores, sonidos, leyes, actitudes morales, etc. Igualmente, relacionaba belleza con bondad, que para él eran sinónimos: el subtítulo de El banquete, que trata ampliamente la belleza, es Sobre el bien.

Si es que hay algo por lo que vale la pena vivir, es por contemplar la belleza.
Platón, El banquete 210 E-211 D

#### Aristóteles

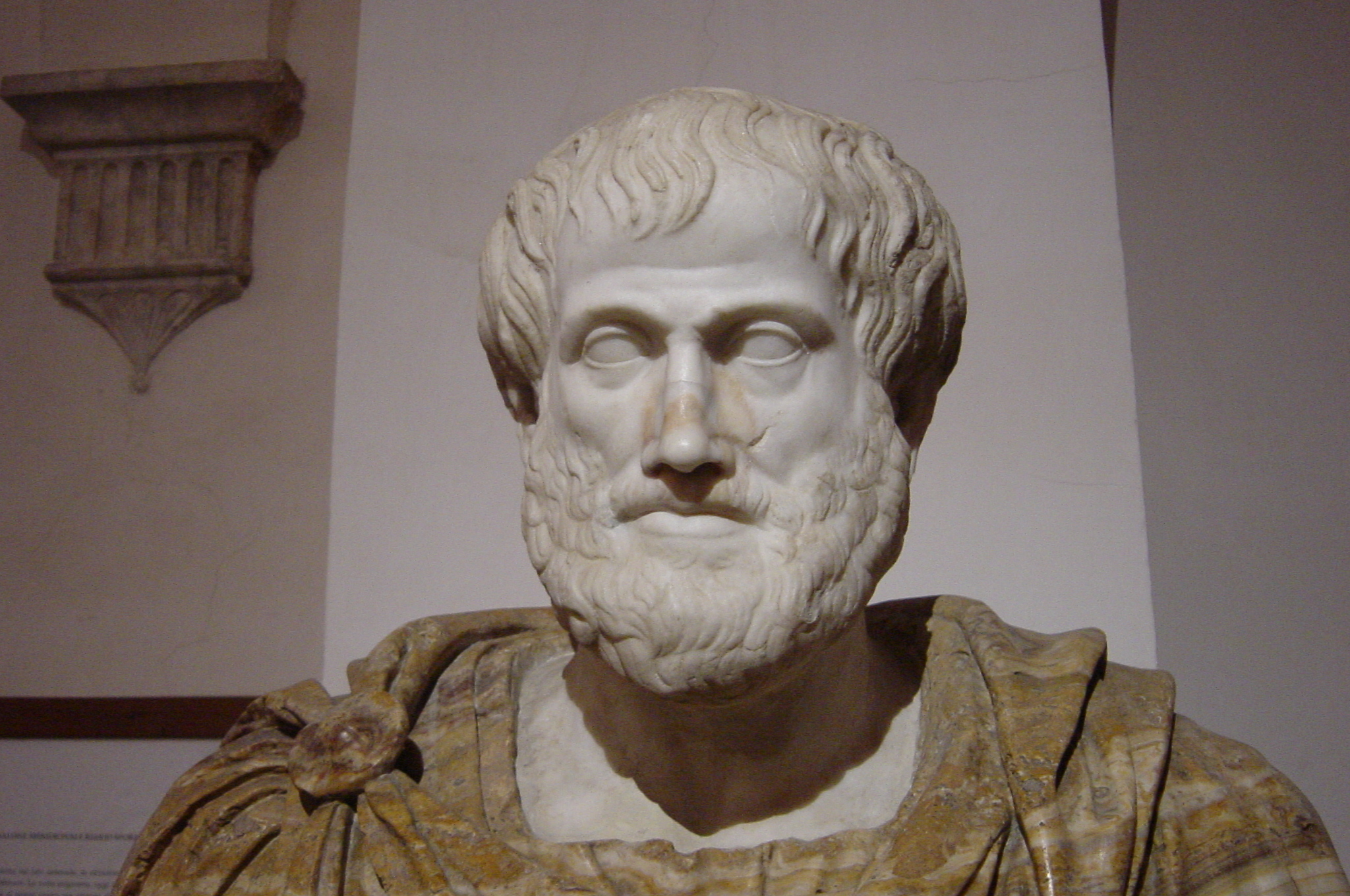
Aristóteles.

Así como Platón era un metafísico, Aristóteles se centró más en el terreno de la física, aplicando la lógica al estudio de la naturaleza y del ser humano. Para él, la naturaleza tiene un «germen» que da pie a la forma y el movimiento, que son las bases de la naturaleza. En el arte (cultura) el germen es el artista (el hombre); así, distinguía «naturaleza», de origen orgánico, de «cultura», de origen psicológico. Creó un «sistema causal», buscando una causa material en el origen de todo acontecimiento; después de la material viene una causa eficiente o motriz y, por último, una causa formal. Aristóteles distinguía tres clases de pensamiento: conocimiento (θεωρία, theôría), acción (πρᾱξις, prâxis) y realización (ποίησις, poíêsis).
La teoría estética de Aristóteles, plasmada sobre todo en su Poética, provenía en buena parte de la obra de Platón, sobre todo en el concepto de «mímesis». Para Aristóteles, la belleza consistía en magnitud (μέγεθος, mégethos) y orden (πάξις, páxis), cuestiones puramente físicas, y se encuentra en las proporciones perfectas, en la justa medida, en la simetría (συμμετρία). En su estudio de la tragedia –lamentablemente, la parte de la comedia se ha perdido–, definió ésta con base en la mímesis (μίμησις), como imitación de una acción honrada y acabada, que implica cierta magnitud, hecha en un lenguaje refinado, realizada por personajes que actúan y que opera una purificación de las emociones o catarsis (κάθαρσις, «purificación»).
La función del arte imitativo es la de acabar y perfeccionar los productos de la naturaleza. Para Aristóteles, el arte humaniza la naturaleza, magnificando la realidad. Así pues, la tragedia es un proceso estético: de la mímesis, la imitación de la realidad, a la poíêsis, la producción creativa. Es una operación moralizadora, de humanización de la realidad. La tragedia separa la realidad de la ficción, pero también reconduce la ficción a la realidad, por medio de la catarsis; el primer camino es estético, mientras que el segundo es ético. Para Aristóteles, la poesía trágica responde a leyes psicológicas, que denomina conducta «universal», ya que responde a criterios racionales de comportamiento del individuo, concepto que sentó las bases de la teoría artística –sobre todo literaria– hasta la Edad Moderna.
El concepto de belleza de Aristóteles se desarrolló más ampliamente en la Retórica: es bello lo que, por un lado, nos agrada y, por otro, lo que es valioso por sí mismo. Es decir, la belleza ha de proporcionar placer, y ha de tener un valor intrínseco independientemente de su finalidad. Para Aristóteles, la belleza es buena, aunque no todo lo bueno es bello; por otro lado, la belleza es agradable, aunque no todo placer es bello. A su vez, la belleza ha de ser buena y agradable a un mismo tiempo.

Del arte proceden las cosas cuya forma está en el alma.
Aristóteles, Metafísica

### Escuelas helenísticas

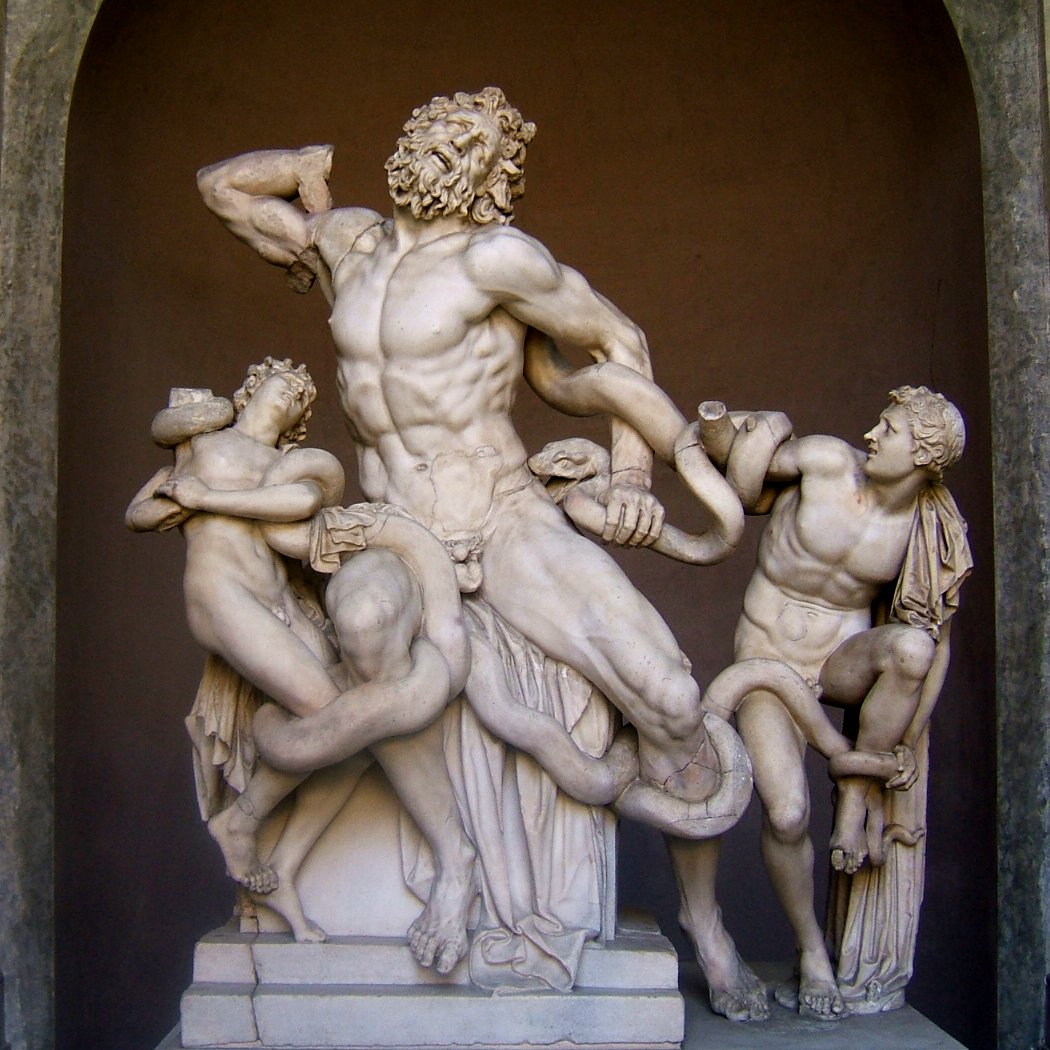
Laocoonte y sus hijos, de Agesandro, Polidoro y Atenodoro de Rodas.

El período helenístico supuso una cierta decadencia cultural. La filosofía dejó de estudiar el mundo para centrarse en el ser humano, pasando de una filosofía metafísica a una de contenido netamente moral. A menudo la filosofía se encaminó en esta época a elaborar formas de vida, actitudes existenciales generalmente ligadas a movimientos religiosos, creando corrientes sincréticas en que se sintetizaba la religión con la vida humana. En el arte, se introdujo un sentido de vida, de movimiento, un sentimentalismo trágico y exacerbado (πάθος, páthos), que produjo obras recargadas, dinámicas, que a través de la exageración de las formas dejaban traslucir fuertes emociones. Surgió asimismo el concepto de «gracia», de delicadeza de las formas.
- Estoicismo: esta doctrina se centró en los problemas del hombre, defendiendo como mejor solución ante la vida la búsqueda del equilibrio interior, que se consigue a través de la «autarquía», la autosuficiencia. El bien más preciado para el hombre es la felicidad, que encuentran en el ejercicio de la virtud, en la figura del hombre moderado, que domina sus pasiones.[22] Los filósofos estoicos se ocuparon esencialmente de cuestiones relacionadas con la lógica y la semántica, pero también trataron la poesía, principalmente Zenón de Citio y Crisipo. Para los estoicos, la belleza era la relación entre un objeto y la naturaleza, es decir, la armonía entre ellos («analogía estoica»). Relacionaban la belleza con la moral, con vivir la vida de forma correcta y decorosa, practicando la virtud. Así, la poesía era un vehículo para la elevación espiritual, que podía conllevar tanto un placer racional como irracional, interpretando la poesía como una alegoría de la filosofía.[23] Los estoicos veían la belleza como una presencia innata al mundo, tanto en su totalidad como en sus partes constitutivas, en los objetos y en los seres vivos. Sostenían que «la naturaleza es el mayor artista», así como que «la naturaleza ama la belleza». Creían igualmente que la fealdad sirve para realzar la belleza mediante el contraste. Distinguían entre belleza absoluta, que viene de la proporción (συμμετρία), y belleza relativa, definida en términos como «conveniente» o «adecuado» (πρέπον, prépon, en latín decorum). Asimismo, introdujeron un nuevo concepto en la psicología de la belleza: así como hasta entonces se distinguía entre ideas y sentidos, los estoicos plantearon una nueva categoría basada en la imaginación, la «fantasía» (φαντασία).[24]

- Epicureísmo: formulado por Epicuro, esta doctrina equiparaba el bien con el placer, creando una filosofía hedonista en la que el hombre debe buscar únicamente su felicidad –si bien Epicuro hablaba más de placeres espirituales que materiales–.[25] Los filósofos epicúreos reflexionaron poco acerca de cuestiones estéticas, siendo la principal aportación la de Filodemo de Gadara: en Sobre la música sostuvo que ésta es incapaz de provocar emociones en el ser humano, o de producir algún tipo de transformación en el orden moral; por otra parte, en Sobre los poemas, afirmó que la bondad poética (τò ποιετικόν αγαθόν) es la unidad de forma y contenido, rechazando cualquier contenido moral que la poesía pretenda tener.[26]

- Escepticismo: esta corriente se centraba en la desconfianza por la verdad, que consideraban inaprehensible para el hombre. Así, afirmaban la imposibilidad del conocimiento, absteniéndose de todo juicio (ἐποχή, epokhé): si sobre la belleza y el arte hay una gran diversidad de juicios, es imposible saber cuál de ellos es cierto. Tenían una opinión negativa del arte, la música y la literatura, que para ellos no aportan ningún beneficio, pudiendo ser incluso perjudiciales, ya que su naturaleza ficticia puede confundir al hombre. Así, la belleza no tiene una naturaleza objetiva y, aunque puede proporcionar placer, este es tan solo una sugestión sin valor práctico. Uno de sus principales representantes fue Sexto Empírico.[27]

- Neoplatonismo: creado por Plotino, esta filosofía afirmaba que la belleza es interior, pertenece al alma, y que el arte es una representación exterior del espíritu, por lo que la belleza está en el sujeto. En Sobre la belleza, Plotino refutó la idea aristotélica de la belleza como simetría, según la cual la belleza se encuentra en el conjunto; siendo así, las partes simples de ese conjunto no serían bellas, por lo que varias partes no bellas en sí no podrían hacer un todo bello. Siguiendo el concepto del Hipias mayor de Platón, afirmó que la belleza está en la vida, no en las formas, y se traduce por expresión, mirada, intensidad, algo que se esconde detrás de las formas, y que identifica como el «alma» (ψυχή).[28] Con Plotino comenzó la «estética de la luz» –que se desarrolló durante el gótico medieval–: la belleza proviene de una forma y la presencia de una luz incorpórea que ilumina la oscuridad de la materia («metáfora solar», el sol como metáfora de la belleza ideal). Por eso el fuego es el único que tiene belleza en sí mismo, porque no tiene forma, es la «idea» entre los elementos. Plotino asimiló el mundo de las ideas de Platón en un Uno (τò ἕν, to hen), que es como un foco de luz, que emana en la tierra, produciendo la realidad según tres estadios o hipóstasis (ὑπόστᾰσις): intelecto, alma y cuerpo.[29] El alma es el mediador entre el cuerpo y el intelecto, que es el que más participa de la belleza, al encontrarse más cerca de la luz. Así, la belleza no se encuentra en la forma, sino en su «resplandor»: todas las cosas, todas las formas, tienen luz, que es donde radica la belleza. El artista ya no tiene que imitar a la naturaleza, ya que la belleza se encuentra en el intelecto, en forma de idea; trabajando con materia, tiene que pasar esta idea a la materia. Así, el artista ya no trabaja racionalmente, sino por inspiración, ascendiendo al intelecto, que es donde se encuentran las ideas.[30]

En verdad no hay belleza más auténtica que la sabiduría que encontramos y amamos en algún individuo, prescindiendo de que su rostro pueda ser feo y sin mirar para nada su apariencia, buscamos su belleza interior.
Plotino, Enéadas, V, 8.

### Roma

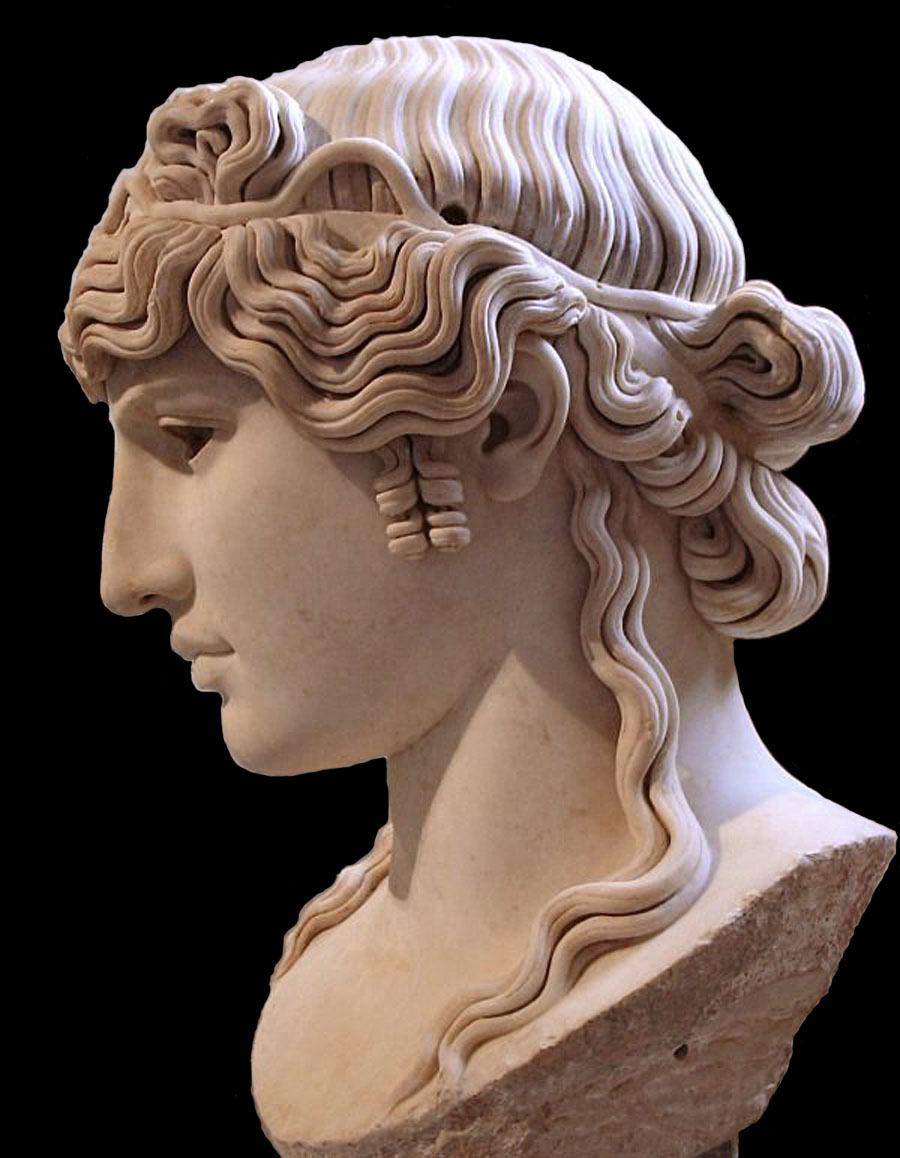
Busto de Antínoo, Colección Borghese, Frascati.

La estética romana era heredera de la griega, si bien no fue muy desarrollada por los autores romanos, al menos hasta la llegada del cristianismo. Las principales aportaciones vinieron del terreno de la literatura: Horacio trató en su poesía temas como el elogio de la vida tranquila (beatus ille) y la invitación a gozar de la vida (carpe diem). En Arte Poética señaló las reglas de la poesía, que está sometida a un control racional. Lucrecio fue autor del poema De la naturaleza de las cosas (De rerum natura), donde reflejó su visión atea del mundo, influido por el epicureísmo y el atomismo de Demócrito. Opinaba que la naturaleza está compuesta de átomos y de vacío, y que el alma es material y no sobrevive al cuerpo. Intentó liberar al hombre del miedo a la muerte y a los dioses, que según él causan la infelicidad humana. Plutarco aportó una concepción intelectualista del placer estético, opinando que el arte es conocimiento. En su obra Vidas paralelas, serie de biografías comparadas de personajes griegos y romanos, introdujo la descripción psicológica del individuo, analizando sus virtudes y defectos, así como la influencia del carácter sobre la vida del hombre.
Cicerón recibió la influencia estoica, desarrollando una filosofía cercana al eclecticismo. Definió la belleza basándose en conceptos postulados anteriormente, como orden (ordo) y proporción (convenientia partium), pero introdujo la noción de «aspecto» (aspectus), concepto que hace que la belleza conmueva, atraiga. Así, distinguía la apariencia, la belleza sensorial (pulchrum), puramente estética, de la belleza espiritual (decorum), presente en los caracteres, las costumbres y las acciones, de índole moral. Además, basándose en Platón, estableció otros dos tipos de belleza: «dignidad» (dignitas) y «gracia» (venustas), otorgando a la primera un carácter masculino y a la segunda uno femenino. Para Cicerón, el arte es imitación de la realidad, si bien no llega a captar su esencia: «la verdad vence a la imitación» (vincit imitationem veritas). Por otra parte, consideraba que la captación del arte proviene tanto del artista como del espectador, poseyendo el hombre un sentido especial (sensus) de la belleza y el arte. Cicerón fue el primero en estudiar el arte desde aspectos sociológicos y evolutivos.
Vitruvio escribió el tratado sobre arquitectura más antiguo que se conserva, De Architectura. Su descripción de las formas arquitectónicas de la antigüedad greco-latina influyó poderosamente en el Renacimiento, siendo a la vez una importante fuente documental por las informaciones que aporta sobre la pintura y la escultura griegas y romanas. El famoso dibujo de Leonardo da Vinci sobre las proporciones del hombre –el Hombre de Vitruvio– está basado en las indicaciones dadas en esta obra. Según Vitruvio, el artista debe poseer tres cualidades esenciales: capacidades innatas (natura), conocimiento (doctrina) y experiencia (usus). Asimismo, la obra artística debe tener solidez (firmitas), utilidad (utilitas) y belleza (venustas). Vitruvio entendía la belleza como un concepto amplio que abarca tanto el goce visual proveniente de la proporción y el color, como el que proporciona la finalidad, la conveniencia y la utilidad. La belleza puede ser verdadera y objetiva, teniendo su origen en las leyes de la naturaleza, que el hombre interpreta en la creación artística.
Cabe señalar que Galeno introdujo en el siglo II una clasificación de las artes que llegó hasta la era moderna, divididas en «artes liberales» y «artes vulgares», según si tenían un origen intelectual o manual. Entre las liberales se encontraban: la gramática, la retórica y la dialéctica –que formaban el trivium–, y la aritmética, la geometría, la astronomía y la música –que formaban el quadrivium–; las vulgares incluían la arquitectura, la escultura y la pintura, pero también otras actividades que hoy consideramos artesanía.
Con Pseudo-Longino –en su obra Sobre lo sublime– apareció una nueva categoría estética, lo sublime (ὕψος, ýpsos), que tuvo un gran desarrollo durante el romanticismo. Para Longino, una obra de arte bella persuade, convence, se dirige a la razón, aunque podemos discrepar; en cambio, una obra sublime tiene grandeza, no depende de la forma, prescinde de opiniones, se dirige más al interior, a una actitud psicológica. Así, es igual de buena para todo el mundo, no depende de las variaciones temporales del gusto. Lo sublime se relaciona con la belleza porque sobrepasa sus límites: la belleza es contención (magnitud y orden aristotélicos), lo sublime es incontinente; la belleza guarda las formas, lo sublime las pierde; lo bello convence y agrada, lo sublime involucra y sorprende; la belleza está en los objetos a la vista, en lo sublime el objeto desaparece. Lo sublime corresponde según Longino al último estadio del amor platónico, en que no se ve la belleza, sino que se sumerge en ella, está en un «océano de belleza».

## Edad Media

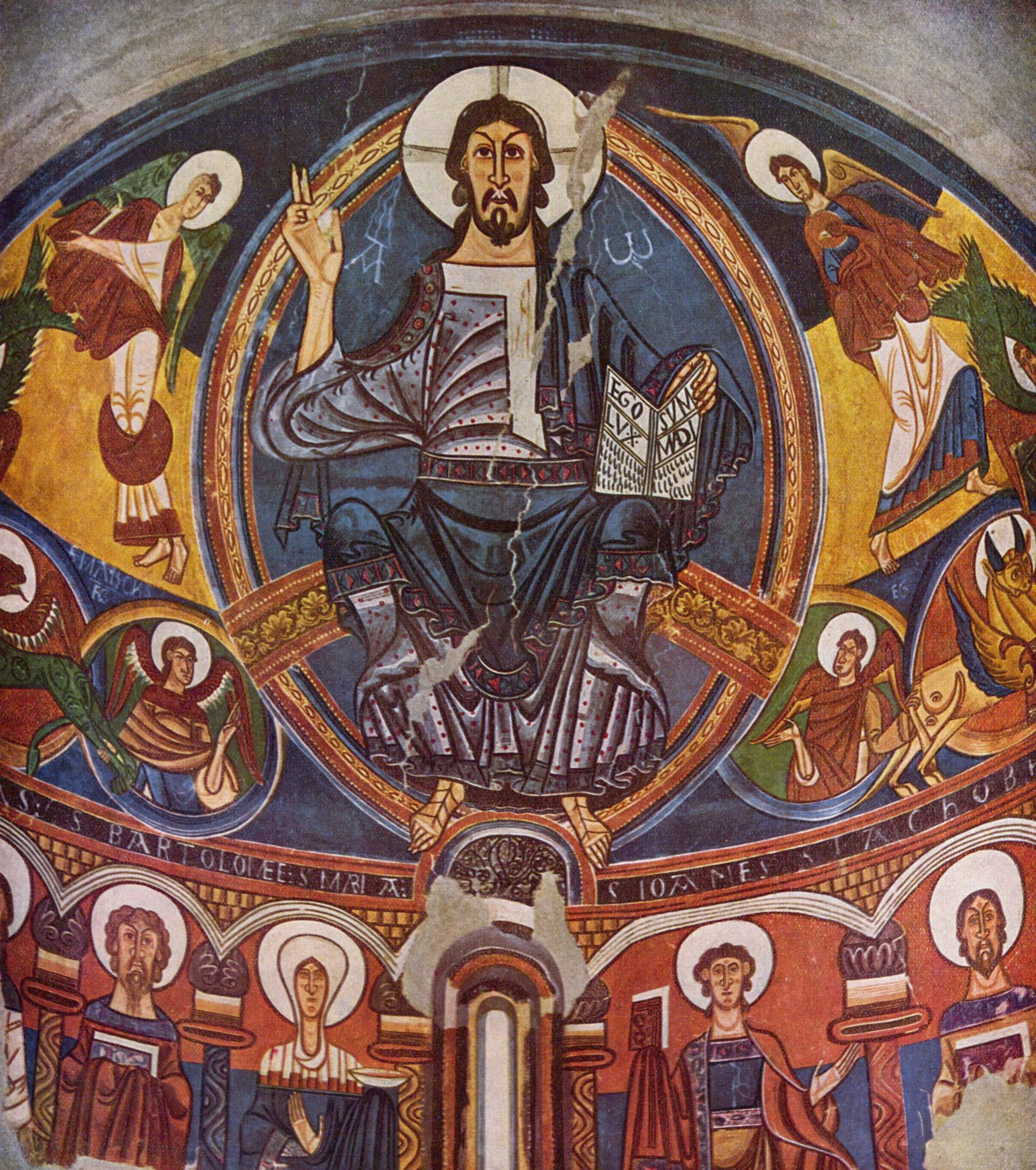
Pantocrátor del ábside de Sant Climent de Taüll, MNAC. El arte medieval pierde realismo para aportar una mayor expresividad y simbolismo a la imagen.

La estética medieval era principalmente teológica: la belleza está al servicio de la revelación, sirve para expresar las verdades cristianas. El arte medieval se vio influido por la inmaterialidad de Plotino: para los autores medievales la belleza está en la expresión, no en las formas, es una estética subjetiva. Las figuras artísticas pierden corporeidad, se pierde interés por la realidad, las proporciones, la perspectiva. En cambio, se acentúa la expresión, sobre todo en la mirada; los personajes se simbolizan más que se representan. El arte tenía en esta época una función social, práctica, didáctica. El artista –o más bien artesano– no era creativo, realizando una labor que traducía conceptos colectivos y no individuales. Era un arte simbólico, donde todos sus componentes (espacio, color, iconografía) tenían un significado, generalmente religioso. Fue en esta época cuando se relacionó por primera vez el arte con la belleza, sintetizado en la expresión ars pulchra («arte bello») presente en la obra goliárdica Carmina Cantabrigensia (siglo XII). Por otro lado, en un intento de alegorización de la realidad inspirado en la tradición mítica griega y en la interpretación rabínica judía, los Padres y teólogos cristianos –desde Orígenes hasta Ambrosio de Milán, Juan Casiano y Juan Escoto Erígena– desarrollaron un concepto simbólico de la naturaleza, que tendría gran relevancia en el desarrollo posterior de la estética de acuerdo con la interpretación semiótica de la realidad.
En la Biblia, pese a su carácter eminentemente religioso, hay algunas reflexiones sobre estética: en el Génesis se dice que «vio Dios todo lo que había hecho [el mundo] y he aquí que era bueno en gran manera» (Gé, 1:31). Este «bueno» tenía en hebreo un sentido más ético, pero en su traducción al griego se empleó el término καλός (kalós, «bello»), en el sentido de la kalokagathía, que identificaba bondad y belleza; aunque posteriormente en la Vulgata latina se hizo una traducción más literal (bonum en vez de pulchrum), quedó fijada en la mentalidad cristiana la idea de la belleza intrínseca del mundo como obra del Creador. En el Libro de la Sabiduría se expone la belleza de la creación como prueba de la existencia de Dios, al tiempo que se identifica la belleza de la naturaleza y el arte con «cualidades divinas». También se relata que Dios creó el mundo «según medida, número y peso» (omnia in mensura et numero et pondere), dando origen a una teoría matemática de la belleza que tendría gran relevancia durante toda la Edad Media. Algunas otras referencias a conceptos estéticos aparecen en el Eclesiastés y el Cantar de los Cantares, trasluciendo una concepción más puramente semítica que relativiza la belleza y la subordina a postulados morales; así, en los Proverbios de Salomón se dice que «falsos son los encantos y vana la belleza» (fallax gratia et vana est pulchritudo, Pr 31:30). Así pues, tanto la belleza como vanidad o entendida como expresión de la creación de Dios estarán presentes en toda la teología cristiana.
El primer cristianismo se nutrió de la filosofía neoplatónica (Plotino, Porfirio, Jámblico, Proclo), donde el mundo de las ideas de Platón o el Uno de Plotino se identificaban con Dios. La filosofía –o, más propiamente, teología– cristiana era pues sintética, asimilando toda la tradición grecorromana: en el terreno estético, adoptaron la belleza espiritual de Platón, la belleza moral estoica, la concepción artística aristotélica, la retórica ciceroniana, la poesía horaciana y la arquitectura vitruviana. Se puede apreciar en la obra de autores como Orígenes, Lactancio, Tertuliano y Pseudo-Dionisio: para Orígenes, el arte venía de Dios, que es el «supremo artista»: Dios es la belleza suprema, por lo que la búsqueda de Dios es un camino estético. Tertuliano afirmó que la naturaleza es creación de Dios, y la cultura del diablo, por lo que el arte es una expresión del mal. Lactancio intentó demostrar que lo feo es en realidad bello, en función de su utilidad.
Para el Pseudo-Dionisio la belleza estaba en los «atributos metafísicos de la trascendencia», es decir, está fuera del objeto. La obra de Dionisio es la cristalización del pensamiento de Platón adaptado a la época: la luz es el bien –siguiendo el modelo hipostático de Plotino–, es la medida del ser y del tiempo. La invisibilidad de Dios se hace sensible para las cosas terrestres a través de la luz, siendo la luz inteligible –el bien– el principio trascendente de la unidad. Así, la belleza es la participación con la unidad. La belleza esencial de Dionisio es la de Platón (El Banquete), la belleza absoluta que depende de la razón. Asimila la belleza con Dios, por lo que en el mundo solo hay una belleza aparente, la belleza de las cosas es reflejo de la belleza divina. Tomó de Plotino el concepto de una belleza que es propiedad de lo absoluto, fundiendo belleza y bondad en una belleza «supraexistencial» (̉οπερούσιον καλός). Asimismo, tomó el concepto plotiniano de emanación para afirmar que la belleza terrestre emana de la divina. En cuanto al arte, para Dionisio su único objetivo es acercarse a la belleza perfecta. La estética dionisiana ejerció una enorme influencia en el concepto cristiano de belleza, así como en la representación artística.

Lo bello trascendental se llama belleza por la hermosura que propiamente comunica a cada ser como causa de toda armonía y esplendor, alumbrando en ellos porciones de belleza a la manera del rayo brillante que emana de su fuente, la luz.
Pseudo-Dionisio, De divinis nominibus

San Basilio asumió el concepto dualista griego de la belleza: por una parte, ésta es la proporción del conjunto; por otro, siguiendo a Plotino, es la propiedad de las cosas simples, presente en cualidades como la luz y el brillo. Afirmó que hay dos clases de belleza, una humana y otra divina, siendo la primera superficial y subjetiva y la segunda primordial y objetiva. Defendió el concepto de pankalía (πανκαλία), según el cual el mundo es bello, ya que al ser creación de Dios refleja la belleza divina. Aun así, no cabe entenderlo con que todo lo visible sea bello y agrade por igual a todos los hombres, sino que todo es bello en cuanto cumple una finalidad.
San Agustín manifestó que la belleza física es símbolo de la belleza divina, y exaltó la belleza moral sobre la sensible. Frente a la estética subjetiva de Plotino propuso una belleza racional, material. En Sobre la belleza y la conveniencia (De pulcro et apto), reflejó una estética sensualista de carácter estoico. Perdido este libro, en 384 escribió Confesiones, donde confesó que la lectura de Sobre la belleza de Plotino le hizo convertirse al cristianismo. Agustín se sentía continuamente atraído por las formas de las cosas que le rodeaban, veía en el mundo una belleza continua en las formas, que era deseable, atrayente y que, tras su conversión, tendría una función significativa. Hacía una teología estética, reflejando en todos sus libros su concepto de belleza, dentro de una estética semántica: la forma tiene un significado, los objetos naturales se convierten en signos para nuestra percepción. Para Agustín la belleza es «unidad», coherencia de las partes entre sí, armonía del conjunto.

¿Acaso amamos algo fuera de lo bello?.
San Agustín, Confesiones IV, 13

Boecio expuso en De institutione musica una teoría neopitagórica de la música, donde reflejó un concepto de belleza formal, basada en la proporción y el número. Este concepto lo extrapoló al arte en general, como armonía del conjunto, basado en sencillas relaciones numéricas, siendo más bello el objeto que presente una mayor sencillez proporcional. Otorgó así un valor superficial a la belleza, llegando a afirmar que la admiración por la belleza es debilidad de los sentidos. Dividió las artes en ars y artificium, clasificación similar a la de artes liberales y vulgares, pero en una acepción que casi excluía las formas manuales del campo del arte, dependiendo este tan solo de la mente. Casiodoro también defendió el carácter matemático de la belleza, afirmando que la belleza corporal viene del alma que le infunde vida (sui corpus vivicatrix). En cuanto al arte, destacó su aspecto productivo, conforme a reglas, señalando tres objetivos principales del arte: enseñar (doceat), conmover (moveat) y complacer (delectet).
Alcuino de York, ministro de ciencias y artes de Carlomagno, distinguió entre belleza formal (pulchra species) y belleza eterna (pulchritudo aeterna), siendo la primera el amor por las cosas agradables, tanto en el aspecto visual como del resto de sentidos, y la segunda el reflejo de la belleza divina, que proporciona felicidad espiritual. Juan Escoto Erígena trató de la actitud estética, que contrapuso a la actitud práctica, siendo la primera más elevada a nivel espiritual. Esta actitud es desinteresada, contemplativa, evocadora del orden divino. Su concepto de belleza, de influencia agustiniana y dionisiana, era espiritualista, consistente en una armonía universal que se concreta en la unidad de las cosas. La belleza es manifestación de Dios –una teofanía–: Dios se da a conocer a través de la belleza, que es atributo de todo lo perfecto y divino, es inefable e inexpresable.

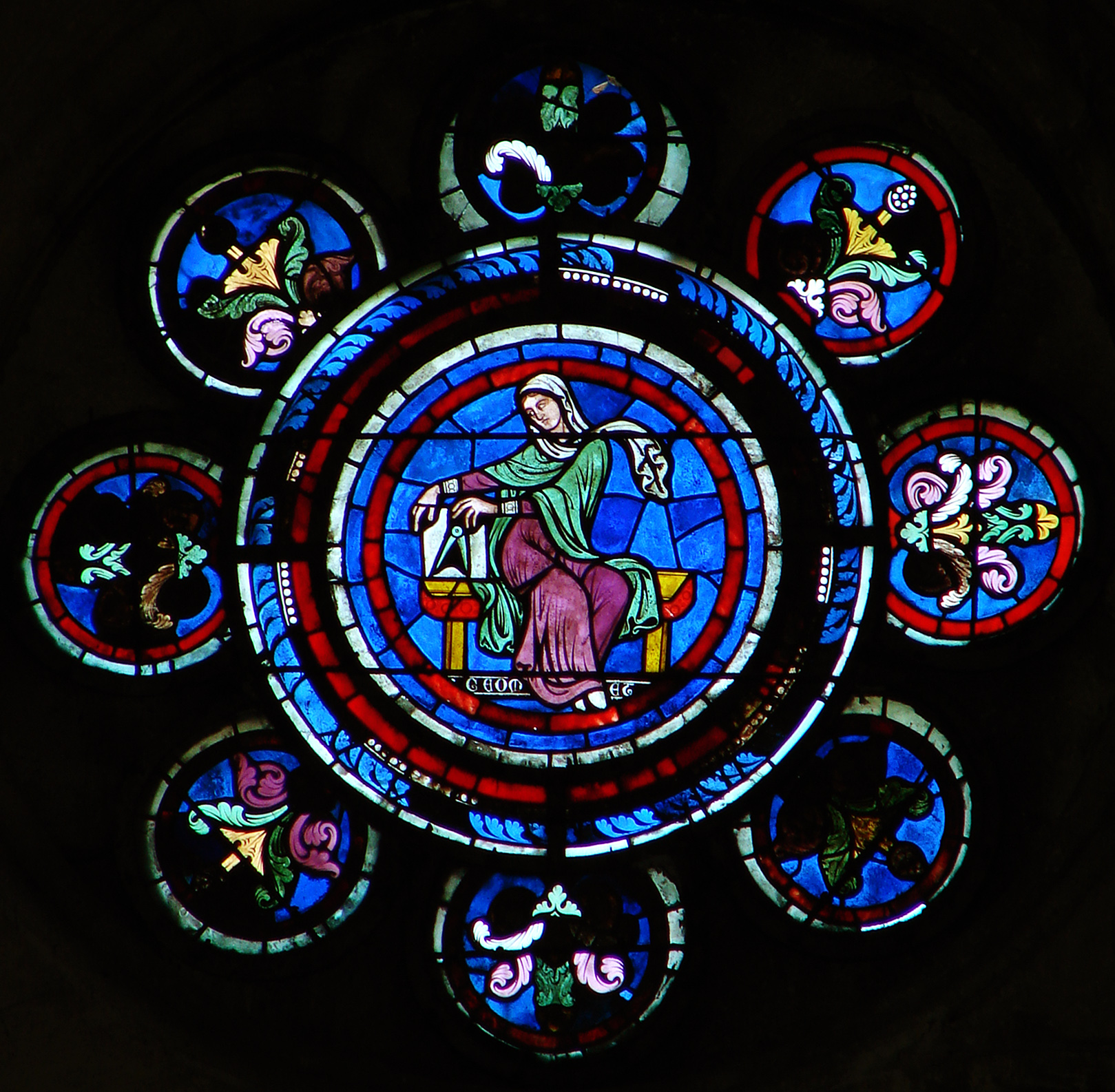
La geometría, vitral del rosetón del transepto norte de la Catedral de Laon.

Durante la Baja Edad Media, y paralelamente al arte gótico, surgió la llamada «estética de la luz»: la luz era símbolo de divinidad, lo que se reflejó en las nuevas catedrales góticas, más luminosas, con amplios ventanales que inundaban el espacio interior, que era indefinido, sin límites, como concreción de una belleza absoluta, infinita. Asimismo, se otorgó gran importancia a la belleza del color, que adquirió en la Edad Media un significado simbólico, expresando cada color un distinto atributo o cualidad, humana o divina. Robert Grosseteste habló del carácter matemático de la belleza, identificándola con la luz metafísica, y distinguiendo tres tipos de luz: lux (Dios), radium (rayos de luz) y lumen (el aire lleno de luz). El lumen refleja en los objetos, por lo que éstos resplandecen (splendor). Afirmaba que «la luz es la belleza y adorno de toda creación visible», así como que embellece las cosas y muestra su hermosura. Roger Bacon racionalizó la estética de la luz, opinando que la incidencia de la luz en los objetos produce líneas, ángulos y figuras elementales. Hugo de San Víctor distinguió entre belleza visible e invisible: la primera, presente en la forma, es percibida por los sentidos (imaginatio), mientras que la segunda se encuentra en la esencia y es captada por la inteligencia (intelligentia). La belleza invisible es la belleza suprema, que solo capta la mente intuitiva.

¿Hay algo más bello que la luz que, aun no teniendo color en sí misma, sin embargo hace aparecer los colores de todas las cosas iluminándolas?.
Hugo de San Víctor, Eruditio didascalica, XII.

El periodo bajomedieval fue el de la filosofía escolástica, que pretendía el estudio de Dios desde unos postulados más racionalistas –para lo que se basaron principalmente en la filosofía aristotélica–, pero sin renunciar a la fe. Los escolásticos partieron de la teoría formalista agustiniana y de la belleza contemplativa victoriana (de Hugo de San Víctor), y se centraron en cuestiones más semánticas y estructurales de la belleza: definición y esencia de la belleza, postura del ser humano ante lo bello, etc. Guillermo de Auvernia estableció que «es bello lo que gusta por sí mismo» (per se ipsum placet), así como que «es bello lo que deleita a la mente» (animum delectat) y «lo que la atrae» (ad amorem sui allicit). Los escolásticos plantearon el carácter objetivo y condicional de la belleza, planteando una relación entre objeto y sujeto: para que un objeto nos guste, este debe poseer unas cualidades que atraigan. También recogieron la idea de belleza como proporción entre las partes proveniente de San Agustín: en un texto franciscano del siglo XIII, la Summa Alexandri (por su autor, Alejandro de Hales), se especifica que «es bello lo que tiene medida, forma y orden» (pulchra est res, quando tenet modum et speciem et ordinem).
San Buenaventura estableció que la percepción es la afinidad entre los sentidos y los objetos, que proporciona acción, fuerza y forma: la acción da salud (radione salubritatis), la fuerza da bondad (suavitas) y la forma da belleza (preciositas). Se establecía así una «proporción de adecuación», que era cambiante, subjetiva. En contraposición, propuso una «proporción de igualdad», que sería un último estadio, inteligible, de la belleza, comparable a la unidad de San Agustín. En Itinerario de la mente a Dios (Itinerarium mentis ad Deum) decía que esta igualdad no varía, sino que hace abstracción de las circunstancias de lugar, tiempo y movimiento. Para Buenaventura, la luz es la cosa más agradable (maxime delectabilis): la luz es la «forma sustancial» de los cuerpos, siendo por tanto el principio básico de la belleza.
Alberto Magno recogió dos teorías tradicionales sobre la belleza, la de la proporción aristotélica y la del resplandor neoplatónico, sintetizándolas sobre la base de la teoría hilemorfista de Aristóteles (la materia va unida a la forma): así unió proporción y resplandor, resultando que la belleza se produce cuando la materia trasluce su esencia. Definió así la belleza como el resplandor de la forma en las diversas partes de la materia. Su discípulo Ulrico de Estrasburgo desarrolló esta teoría dividiendo la belleza en corpórea y espiritual, a la vez que encontró en ella dos cualidades distintas: la belleza esencial, inherente a las cosas, y la accidental, ajena a ellas.
Santo Tomás de Aquino recogió la tesis de Alberto Magno de la belleza como esplendor de la forma (splendor formae). Opinaba que la percepción de la belleza es una clase de conocimiento, exponiendo su teoría en su obra magna, la Summa Theologica (1265-1273). En esta obra encontró una relación entre el sujeto y el objeto (percepción): el objeto se manifiesta como forma, y el sujeto percibe gracias a la sensibilidad; entre forma y sensibilidad hay una afinidad estructural. Para Tomás belleza y bondad son lo mismo, aunque la belleza se dirige al intelecto y la bondad a los sentidos. Lo bueno es material, lo bello inmaterial; lo bueno hace desear, lo bello no tiene deseo de posesión. Distinguía en la belleza tres cualidades: integridad (integritas), que es la estabilidad estructural del objeto –un objeto roto o incompleto no puede ser bello–; armonía (consonantia), es decir, la correcta proporción de las partes de un objeto; y claridad (claritas), relacionando la belleza con la luz como símbolo de verdad, siguiendo la tradición neoplatónica.

Lo bello consiste en la debida proporción, porque los sentidos se deleitan con las cosas bien proporcionadas.
Santo Tomás de Aquino, Summa Theologica I q. 5 a 4 ad 1.

Por último, cabría citar a Dante Alighieri, que en su gran obra, La Divina Comedia –junto a otros tratados, como Il convivio  y De vulgari eloquentia–, expresó varios conceptos estéticos, muy próximos a la estética escolástica, pero con algún elemento innovador. De Santo Tomás cogió su concepto de la belleza como consonantia y claritas, junto a la idea de una belleza espiritual aparte de la sensorial, y que la belleza perfecta solo se encuentra en Dios. Pero a la belleza entendida como un correcto ordenamiento de las partes (risulta dalle membra in quanto sono debidamente ordinate) añadió un elemento metafísico: el amor. El amor es un poder cósmico, que conduce a la divinidad. Para Dante, el amor es la fuente de la belleza, igual en la naturaleza que en el arte. El artista debe crear su obra inspirado por el amor. El arte representa a la naturaleza, que es obra de Dios, por lo que tiene un carácter inefable: el arte es «casi nieto de Dios» (si che vostr' arte a Dio quasi è nepote). Así, al relacionar arte y belleza, Dante abrió el camino a la estética renacentista, alejada de postulados teológicos.

## Edad Moderna

La Gioconda, de Leonardo da Vinci.

### Renacimiento
La cultura renacentista supuso el retorno al racionalismo, al estudio de la naturaleza, la investigación empírica, con especial influencia de la filosofía clásica grecorromana. La teología pasó a un segundo plano y el objeto de estudio del filósofo volvió a ser el hombre (humanismo). El latín dejó de ser la lengua universal para dar paso a las lenguas vernáculas. La estética renacentista se basó tanto en la antigüedad clásica como en la estética medieval, por lo que a veces resultaba algo contradictoria: la belleza oscilaba entre una concepción realista de imitación de la naturaleza y una visión ideal de perfección sobrenatural, siendo el mundo visible el camino para ascender a una dimensión suprasensible.
Se produjo una gran renovación del arte, que volvió a estar inspirado en la realidad, imitando la naturaleza. Uno de los primeros teóricos del arte renacentista fue Cennino Cennini: en su obra Il libro dell'arte (1400) sentó las bases de la concepción artística del Renacimiento, defendiendo el arte como una actividad intelectual creadora, y no como un simple trabajo manual. Para Cennini el mejor método para el artista es retratar de la naturaleza (ritrarre de natura), defendiendo la libertad del artista, que debe trabajar «como le place, según su voluntad» (come gli piace, secondo sua volontà). También introdujo el concepto de «diseño» (disegno), el impulso creador del artista, que forja una idea mental de su obra antes de realizarla materialmente, concepto de vital importancia desde entonces para el arte moderno.
En ese contexto surgieron varios tratados más acerca del arte, como los de Leon Battista Alberti (De Pictura, 1436-1439; De re aedificatoria, 1450; y De Statua, 1460), o Los Comentarios (1447) de Lorenzo Ghiberti. Alberti recibió la influencia aristotélica, pretendiendo aportar una base científica al arte. Definió la belleza como concinnitas (concinidad, ordenación simétrica), la perfección es la unidad de las partes con el todo. También habló de decorum, el tratamiento del artista para adecuar los objetos y temas artísticos a un sentido mesurado, perfeccionista. Ghiberti fue el primero en periodificar la historia del arte, distinguiendo antigüedad clásica, período medieval y lo que llamó «renacer de las artes» (Renacimiento). Para Ghiberti la pintura es razonamiento, y depende de la visión, en una relación espiritual; pero la visión es subjetiva, por lo que el juicio es arbitrario.
El Renacimiento puso especial énfasis en la imitación de la naturaleza, lo que consiguió a través de la perspectiva o de estudios de proporciones, como los realizados por Luca Pacioli sobre la sección áurea: en De Divina Proportione (1509) habló del número áureo –representado por la letra griega φ (fi)–, el cual posee diversas propiedades como relación o proporción, que se encuentran tanto en algunas figuras geométricas como en la naturaleza, en elementos tales como caracolas, nervaduras de las hojas de algunos árboles, el grosor de las ramas, etc. Asimismo, atribuyó un carácter estético especial a los objetos que siguen la razón áurea, así como les otorgó una importancia mística.

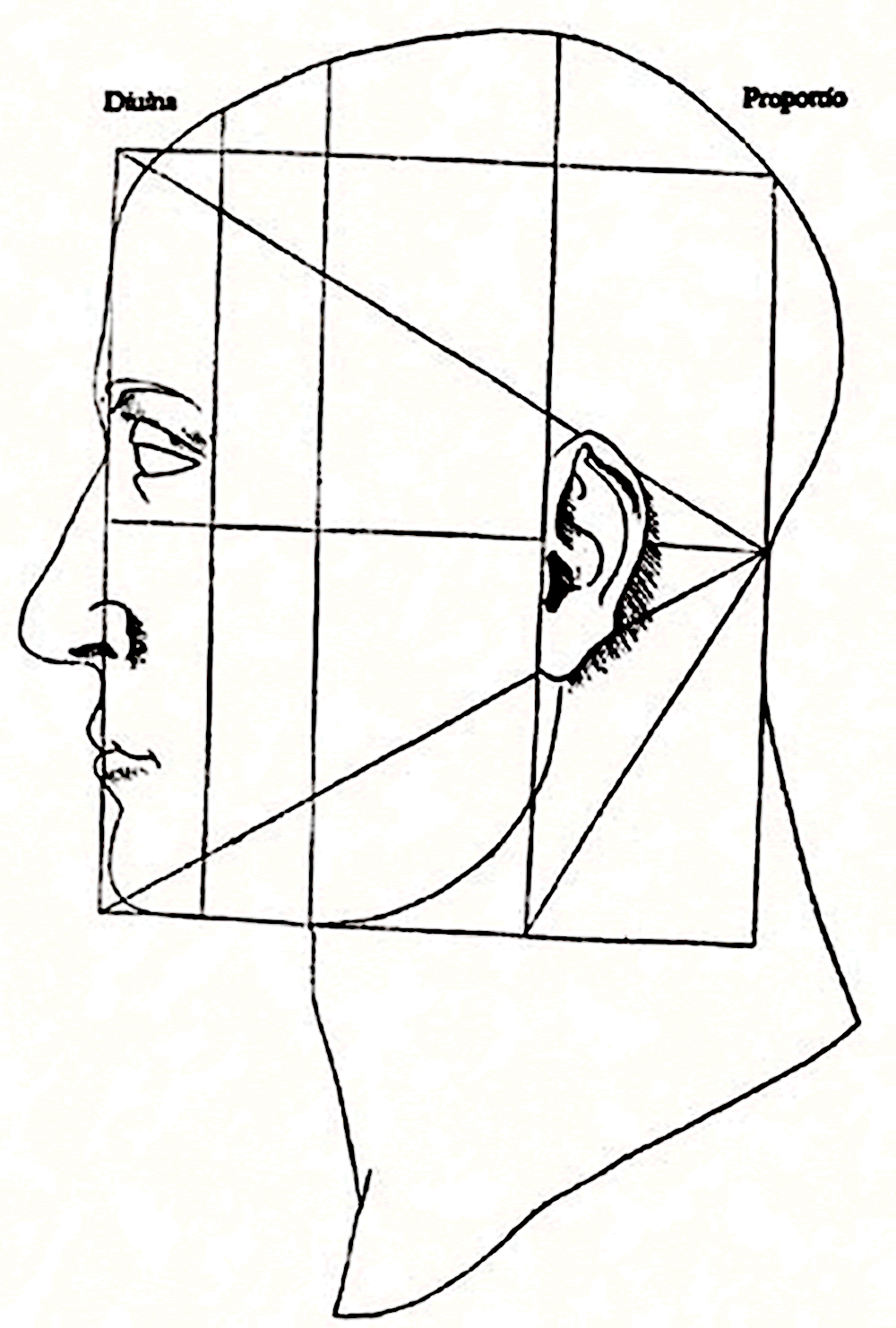
Ejemplo canónico para representar la cabeza humana acorde con La Divina Proporción de Luca Pacioli.

En otro campo de investigación, Leonardo Da Vinci se preocupó esencialmente de la simple percepción, la observación de la naturaleza. Buscaba la vida en la pintura, la cual encontró en el color, en la luz del cromatismo. Para Leonardo era más importante el color que la línea, y con este creó sus composiciones, creando los contornos con una transición de tonos (sfumato). En Tratado de la pintura (1651) expuso su teoría del arte, el cual necesita la aportación de la imaginación, de la fantasía. La pintura es la suma de la luz y la oscuridad (claroscuro), lo que da movimiento, vida. Según Leonardo, la tiniebla es el cuerpo y la luz el espíritu, siendo la mezcla de ambos la vida.
Nicolás de Cusa trató la estética en sus obras De mente, De ludo globi y Tota pulchra, donde recogió el concepto platónico de belleza como cualidad ideal, no material, siendo la idea la que forma el «resplandor de la belleza» (resplendentia pulchri). Para Cusa, el arte consiste en componer el conjunto de la materia (congregat omnia), otorgando unidad a la pluralidad (unitas in pluritate).
En 1462 se fundó la Academia de Florencia, donde surgió una importante escuela de corte neoplatónico, con autores como Marsilio Ficino, Giovanni Pico della Mirandola y Angelo Poliziano. El más relevante en el campo de la estética fue Ficino, autor de De Amore, un comentario al Banquete de Platón, donde reflexionó sobre la belleza y el arte. Para Ficino, Dios es el más grande artista (artifex), mientras que el hombre solo capta el reflejo de la belleza, que es el acuerdo de la idea con la materia. Distinguió dos clases de belleza: la claritas, procedente de Dios, es el reflejo de la luz divina en las cosas (la belleza de la naturaleza); la concinnitas procede del hombre, y se basa en la armonía, en la relación de las partes con el conjunto. Sin embargo, aunque distingue dos bellezas, una corporal (de las formas) y otra incorpórea (de las virtudes), ambas se subordinan a la percepción mental, ya que incluso la belleza formal es percibida por la vista y elaborada por la mente, resultando igualmente incorpórea. Para Ficino, la perfección interior crea la exterior, por lo que la belleza es una imagen espiritual (simulacrum spirituale). Asimismo, distinguía entre «belleza como tal» (pulchritudo) y «cosas bellas» (res pluchrae), afirmando que los cuerpos pueden ser cosas bellas, pero no belleza en sí misma, ya que están sujetos a los cambios del tiempo. También opinaba que la belleza solo es accesible a los «sabios» (cognoscentes), que son los únicos capaces de juzgarla (iudicium pulchritudinis), ya que poseen una idea innata de lo bello. Por último, en Theologia platonica (1474), Ficino recogió toda la tradición estética neoplatónica y agustiniana y formuló una nueva teoría basada en el Fedón platónico, la de la «contemplación»: en ésta se produce una escisión del cuerpo con el alma, ascendiendo ésta hacia el mundo de las ideas que describió Platón. Aquí el alma puede aprehender de forma inmediata la sensación de la belleza.

Cuando hablamos de «amor», entendedlo como el anhelo de belleza. De hecho, ésta es la definición del amor en todos los filósofos.
Marsilio Ficino, Commentarium in Convivium I, 4

Heredero de la estética ficiniana fue León Hebreo, un judío español exiliado en Italia, autor de Diálogos del amor (1535). León continuó con la tesis neoplatónica de la atracción espiritual de la belleza, afirmando que el amor es la actitud natural del ser humano frente a la belleza. También habló de la «gracia» –que fijó como categoría estética–, que es la que atrae hacia la belleza, siendo en esencia una mezcla de belleza y bondad. Por último, Agostino Nifo publicó en 1531 su tratado De lo bello (De pulchro), donde realizó un estudio histórico de los principales conceptos estéticos desde los sofistas hasta los neoplatónicos, siendo uno de los primeros textos realizados sobre historia de la estética. Nifo era filósofo y médico, y formuló una teoría sobre el amor y la belleza de corte más científico, basada en criterios fisiológicos.

### Manierismo

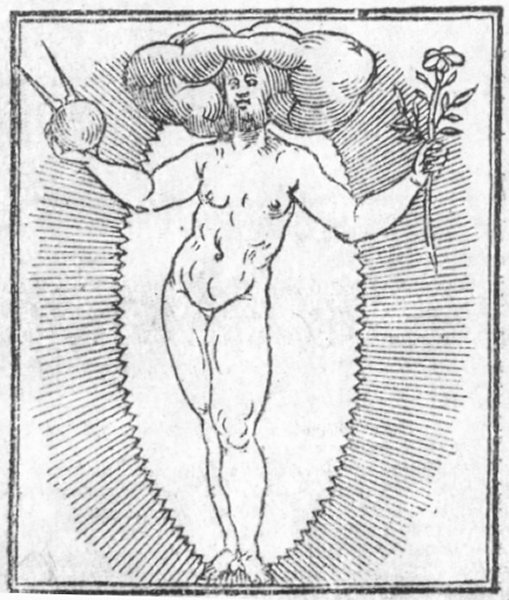
Alegoría de la Belleza, de Cesare Ripa. La Belleza es una mujer desnuda con la cabeza oculta entre nubes (símbolo de lo subjetivo de la belleza); en la mano derecha lleva un globo y un compás (la belleza como medida y proporción), y en la izquierda una flor de lis (la belleza como tentadora del alma, igual que el perfume de una flor).

Con el manierismo se podría decir que comienza el arte moderno: las cosas ya no se representan tal como son, sino tal como las ve el artista. La belleza se relativiza, se pasa de la belleza única renacentista, basada en la ciencia, a las múltiples bellezas del manierismo, derivadas de la naturaleza. Para los manieristas, la belleza clásica era vacía, sin alma, contraponiendo una belleza espiritual, onírica, subjetiva, no reglamentada –resumida en la fórmula non so ché («no sé qué») de Petrarca–. Apareció en el arte un nuevo componente de imaginación, reflejando tanto lo fantástico como lo grotesco, como se puede percibir en la obra de Brueghel o Arcimboldo. Era una época de escepticismo, de relativismo, de desorientación originada por las nuevas teorías astronómicas (Copérnico, Kepler), donde el hombre ya no era el centro del universo. En Francia, Michel de Montaigne relativizó la verdad, que resultaba inalcanzable; en España, Francisco Sánchez dudó del conocimiento humano, mientras que Baltasar Gracián afirmó que «la única cosa que tenemos clara es el vacío».
Giorgio Vasari, en Vida de los más excelentes arquitectos, pintores y escultores italianos desde Cimabue hasta nuestros tiempos (1542–1550), inauguró la era de la historia del arte como historiografía, poniendo especial énfasis en la progresión y el desarrollo del arte. Miguel Ángel fue el principal exponente de un nuevo concepto de la relación entre el arte y la belleza: así como hasta entonces se había defendido que el objetivo del arte era imitar la naturaleza, siendo la belleza su resultado, Miguel Ángel planteó lo contrario, que el único objetivo del arte es la belleza, y la imitación de la naturaleza solo es un medio para llegar a ella.
Uno de los principales innovadores en el campo de la estética fue Gerolamo Cardano, escritor, filósofo y médico, autor de De subtilitate (1550), que entre otros temas trató el arte y la belleza. Cardano elaboró una teoría que relacionaba belleza con conocimiento: al ser humano le resulta bello aquello que conoce, aquello que percibe con la vista y el oído, o que capta con la mente. Para Cardano, las cosas sencillas son más bellas, ya que son más fáciles de percibir; las cosas complejas, al ser de más difícil captación, pueden llegar a desagradar. Sin embargo, cuando las cosas difíciles de captar por los sentidos o la razón –que él denominaba subtilitas– son aprehendidas por el ser humano, pueden proporcionar un placer incluso mayor que las cosas sencillas. Y así como la belleza es mayor cuanto más perceptible, la «sutilidad» también incrementa cuanto es más difícil de captar. Lo sutil se relaciona con la rareza, la dificultad, lo oculto, complejo, prohibido e inasequible, que serán las bases del arte manierista.
Por otro lado, Giordano Bruno prefiguró en sus teorías algunas de las ideas modernas sobre arte y belleza: la creación es infinita, no hay centro ni límites –ni Dios ni el hombre–, todo es movimiento, dinamismo. Para Bruno hay tantos artes como artistas, surgiendo la idea de originalidad del artista. El arte no tiene normas, no se aprende, sino que viene de la inspiración. Recogiendo el antiguo concepto de belleza como proporción de las partes, opinaba que la belleza no proviene de Dios, pues este es unicidad. En cambio, encontró la belleza en la naturaleza y en las obras humanas, especialmente el arte, la función del cual es multiplicar la belleza. Afirmó que la belleza eleva los sentimientos del hombre, convirtiéndolo en poeta y héroe. Creía que la belleza no es única, sino múltiple (multiplex), que es indefinida e indescriptible, y que es relativa, no hay una belleza absoluta. También creía que depende del estado de ánimo, y que puede suscitar diversos sentimientos desde la atracción y la complacencia hasta el amor.

Nihil absolutum pulchrum, sed ad aliquim pulchrum (Nada es absolutamente bello, sino que todo es bello en relación con alguna cosa).
Giordano Bruno, De vinculis in genere III, 637

### Barroco y racionalismo

Las tres Gracias, de Peter Paul Rubens.

El barroco fue un estilo heredero del escepticismo manierista, que se vio reflejado en los autores de la época en un sentimiento de fatalidad, de dramatismo. El arte se volvió más artificial, más recargado, decorativo, ornamentado, destacando los efectos ópticos, el ilusionismo. La belleza buscó nuevas vías de expresión, cobrando relevancia lo asombroso, los efectos sorprendentes, y surgiendo nuevos conceptos estéticos como «ingenio», «perspicacia» o «agudeza». Se ponía énfasis en la conducta personal, el aspecto exterior, reflejando una actitud altiva, elegante, refinada, exagerada, que cobró el nombre de préciosité. Cobró más importancia el teatro, fiel reflejo de este dramatismo y de la artificiosidad del arte, destacando el teatro isabelino inglés (Shakespeare, Ben Jonson, Robert Greene, John Ford) y los «corrales de comedia» españoles (Lope de Vega, Calderón), mientras que en Italia nació la Commedia dell'Arte, teatro itinerante con personajes arquetípicos como Arlequín, Colombina, Pagliaccio, Pantalone, etc.
William Shakespeare presentó en su obra diversos conceptos relacionados con el arte y la belleza: afirmó que la belleza es el sentido de la vista, siendo «el ojo el juez de lo bello» (Trabajos de amor perdidos). Sostuvo que la naturaleza es el principal modelo para el arte: «el arte es en sí naturaleza» (Cuento de invierno), es decir, el arte, como la naturaleza, crea vida. Pero además, el arte puede superar a la naturaleza, ya que tiene un componente adicional, la imaginación: «el arte enseña a la naturaleza» (Timón de Atenas). Por su espiritualismo y emotividad, así como su preponderancia otorgada a la imaginación, se ha considerado a Shakespeare precursor de la estética romántica.

¡Oh, cuanto más bella parece la belleza con el dulce ornamento que le da la verdad!.
William Shakespeare, Sonetos, LIV

Francis Bacon intentó en De dignitate et argumentis scientiarum (1623) clasificar las ciencias y las letras según tres productos del intelecto: razón, memoria e imaginación; de la razón vendría la ciencia, de la memoria la historia y de la imaginación la poesía. Sin embargo, relacionó las artes con los bienes corporales, de los que existen cuatro: salud, belleza, fuerza y placer; de la salud se ocupa la medicina, de la belleza la cosmética, de la fuerza el atletismo y del placer las «artes hedonísticas» (artes voluptuarie). Estas últimas se organizan según los sentidos: la pintura con la vista y la música con el oído. Formuló una teoría historiosófica sobre la relación de la sociedad con el arte: en sociedades jóvenes predominan las artes marciales, en las maduras las liberales y en las decadentes las hedonísticas. También trató sobre la belleza, que para él no tiene reglas, no se circunscribe a cánones o proporciones: «no hay ninguna belleza superior que no posea alguna rareza en las proporciones».
Giovanni Pietro Bellori expuso en L'idea del Pittore, dello Scultore e dell'Architetto, scelta delle bellezze naturali superiore alla natura (1672) una teoría clasicista del arte que, sin embargo, le otorgaba una autonomía y una importancia de tal magnitud que sentaba en cierta medida las bases para el concepto moderno del arte. Bellori se fundamentaba en conceptos anteriores de la belleza, entendida como orden y proporción; pero partiendo de aquí afirmó que la belleza del arte es superior a la de la naturaleza, y que el principio del arte no consiste en la imitación, sino en el reflejo de la «idea». Esta idea no es única sino múltiple, hay una idea para cada ente y objeto creado; y es evolutiva, correspondiendo a cada era un ideal distinto de belleza. Para Bellori, las ideas provienen del Creador, y los artistas «al imitar a aquel primer artífice se forman a su vez en su intelecto un modelo de belleza superior, de modo que al mirarlo enmiendan la natura».
En Francia el siglo XVII fue el «siglo de la razón», filósofos y escritores como Descartes, Racine, Molière y Malherbe representan una búsqueda de la racionalización del pensamiento. Al escepticismo manierista sucedió un racionalismo de raíz científica, que sentaría las bases de la filosofía moderna. Descartes, en Discurso del Método (1637), intentó encontrar una nueva vía de razonamiento, partiendo de premisas claras y empezando de cero cuando el camino se desvía –como ocurría con el relativismo manierista–. Partió de la duda como método filosófico, de la que desprendía la existencia del individuo: mi duda soy yo dudando, es decir, pensando; por tanto, «pienso, luego existo» (cogito, ergo sum). Para Descartes, el arte está fuera del conocimiento, por lo que es dudoso, oscuro. Aunque no elaboró ninguna teoría estética, la obra epistemológica de Descartes y su búsqueda de un método filosófico serían las bases de la estética neoclásica.
La filosofía cartesiana junto a la pervivencia del cientificismo aristotélico pusieron las bases de una estética basada en la razón y en las normas de la naturaleza, lo que se percibió en los diversos tratados sobre arte de la época: Racine defendía la inspiración como forma de encontrar soluciones nuevas a la obra de arte; Charles Perrault dividió la belleza en clásica y arbitraria o artificial (inventatio); Charles Batteux, en Las bellas artes reducidas a un único principio (1746), estableció la concepción actual de bellas artes, separadas de las ciencias, con un principio de imitación (imitatio).
Por otro lado, filósofos jansenistas como Pierre Nicole remarcaron el carácter subjetivo de la belleza: en Delectus Epigrammaticus (1659) afirmó que «la subjetividad y disparidad de juicios se debe a que están basados en “primeras impresiones”, cuyo criterio de lo bello es el placer». Sin embargo, percibe un carácter general en estas impresiones, concluyendo que la razón debe poder superar la arbitrariedad de estos juicios iniciales. Por su parte, Blaise Pascal expuso en sus Pensamientos (1670) la imposibilidad de describir la belleza, manifestando sin embargo que el deleite que provoca sí es constatable como un fenómeno universal. Para Pascal, el ser humano tiene en su interior un «modelo» (modèle) de belleza, y le parecerá bello todo cuanto se ajuste a ese modelo. Para un moralista como Nicolas de Malebranche la belleza se encuentra en el alma, afirmando que «deberías saber que en tu alma se encuentra toda la belleza que percibes en el mundo». Baruch Spinoza creía que la belleza no era una cualidad del objeto, sino un efecto del sujeto que lo percibe, manifestando en una carta de 1665 que «no atribuyo a la naturaleza ni belleza ni fealdad, ni orden ni desorden, porque sólo remitiéndonos a nuestra imaginación se puede decir que las cosas son bellas o feas, ordenadas o desordenadas».
En Alemania, Gottfried Wilhelm Leibniz buscó en Nuevos ensayos sobre el entendimiento humano (1701-1709) una síntesis entre el racionalismo y el empirismo, entre la razón y la sensación. Afirmaba que el hombre no tiene conocimientos racionales de la belleza, lo cual no excluye que exista algún tipo de conocimiento de lo bello, pues el conocimiento tiene varios grados. El conocimiento de lo bello se basa en el gusto, el cual puede emitir juicios axiológicos –percibimos si algo es bello o no–, pero sin poder emitir una razón para ello –sabemos que algo es bello, pero no por qué–. Para Leibniz, «el gusto es algo semejante al instinto». Opinaba que la belleza no depende de la forma –entendida como estatismo–, sino que está inmersa en un flujo, en un dinamismo, es la unidad dentro de la variedad. Relacionó la belleza con la virtud y la perfección, siendo la contemplación estética una fase de un movimiento armonizador al que está sujeto todo aquello que es imperfecto y tiende a la perfección.

### Empirismo

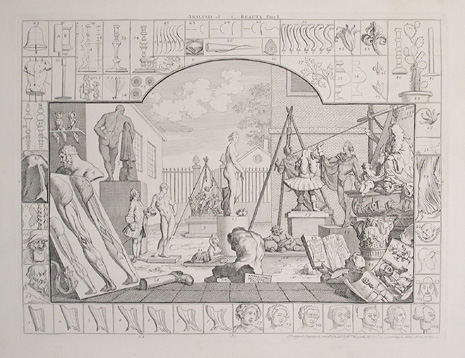
Análisis de la belleza, de William Hogarth.

El empirismo, desarrollado principalmente en el Reino Unido, se opuso al racionalismo francés, poniendo énfasis en las sensaciones, en la experiencia sensible, desarrollando notablemente la psicología del arte. Los empiristas defendían la subjetividad del gusto, que debía librarse de reglas externas para ser eficazmente percibido por el individuo, que es el que interpreta los juicios estéticos según sus propios parámetros de opinión. Según sus tesis, la belleza no es inherente a las cosas, sino que se encuentra en la mente del espectador, que la interpreta de forma totalmente personal, sentando así las bases del relativismo estético.
Thomas Hobbes analizó en su Leviathan (1651) la imaginación como un «sentido decadente», que es el que persiste en la memoria al desaparecer los estímulos sensoriales externos. Esta «imaginación simple» da paso a una «imaginación compuesta», que es la relación de imágenes simples que crean nuevas imágenes en nuestro cerebro. Para Hobbes, la belleza es «todo aquello que con su aspecto nos promete el bien».
La teoría de Hobbes sobre la asociación de imágenes fue desarrollada por David Hume, quien opinaba que estas sensaciones comportan representaciones creadas por el ser humano, creando las ideas. En Del criterio del gusto (en Cuatro Disertaciones, 1757) intentó hallar estándares o patrones objetivos de gusto, encontrándose con que los juicios estéticos están condicionados por factores subjetivos, determinados por la cultura, edad y temperamento del individuo. Para Hume, la belleza es una experiencia agradable, producida por la imagen que nos hacemos de ésta. En su Tratado de la naturaleza humana (1739-1740) reflejó una estética utilitarista, ya que la belleza es un medio, la finalidad del cual sería el placer, la satisfacción.

La belleza no es una cualidad de las cosas mismas: existe tan sólo en la mente del que las contempla y cada mente percibe una belleza distinta. Puede incluso suceder que alguien perciba fealdad donde otro experimenta una sensación de belleza; y cada uno debería conformarse con su sensación sin pretender regular la de los demás.
David Hume, Ensayos morales, políticos y literarios

Joseph Addison, en Los placeres de la imaginación (1712), introdujo el gusto por cosas que estimulan la imaginación, ligado a la estética de lo sublime. Distinguió tres cualidades estéticas principales: grandeza (sublimidad), singularidad (novedad) y belleza. También creó una nueva categoría, lo pintoresco, aquel estímulo visual que aporta una sensación tal de perfección que pensamos que debería ser inmortalizado en un cuadro. Addison relacionó la belleza con la pasión, desligándola de la razón: la belleza nos afecta de forma inmediata e instantánea, como un golpe, actuando de forma más rápida que la razón, por lo que es más poderosa. Tomó el concepto de lo sublime esbozado por el Pseudo-Longino en el siglo III –a través del Tratado de lo sublime o de las maravillas en la oratoria de Nicolas Boileau-Despréaux–, y lo elevó de categoría retórica a general, trasladándolo del lenguaje a la imagen.
Francis Hutcheson, en Indagación sobre el origen de nuestras ideas sobre la belleza y la virtud (1725), describió la belleza como una facultad capaz de suscitar ideas de lo bello partiendo de cualidades físicas que las provocan. La belleza no proviene de juicios intelectuales o reflexivos, sino que la percibimos cuando presenta una «mezcla adecuada de uniformidad y variedad». El concepto de armonía está en la naturaleza del sujeto, que es el que aprecia lo uniforme en la variedad.
El conde de Shaftesbury, de la escuela neoplatónica de Cambridge, identificaba ética y estética, afirmando que bueno y bello son un mismo concepto. En Características de los hombres, las costumbres, las opiniones, las épocas (1732) definió la apreciación de la belleza como un sentido innato al ser humano, que le produce placer en su relación con el mundo. La belleza es el primer paso del amor –como en Ficino–, en un proceso gradual, teleológico, que va de la belleza material a la espiritual. Shaftesbury manifestó que la sensibilidad es estimulada por la imaginación, hablando de «entusiasmo», que es un estado exaltado que eleva el espíritu, propio de los genios. Planteó un tipo de gusto basado en esta sensibilidad entusiasta, que es innata, natural, aunque se puede educar. Para Shaftesbury el gusto es una «aristocracia del sentido», una discriminación de las sensaciones. Identificó el gusto con la conciencia moral, para mejorar el espíritu humano, lo que conduce igualmente al bienestar social, ya que produce una concordancia entre los sentidos y la razón. En arte, lo importante es el equilibrio, el conjunto unitario –siguiendo el concepto de concinnitas de Alberti–, relacionando arte y naturaleza, productos ambos de la armonía del universo.
Edmund Burke, en Indagaciones filosóficas sobre el origen de nuestras ideas sobre lo bello y lo sublime (1757), retomó la teoría de Shaftesbury de la simpatía como identificación emocional. La belleza no se relaciona con ideas abstractas, sino con el sentimiento. Se opuso a la belleza como proporción, destacando nuevas cualidades como la pequeñez, la delicadeza, la variedad, la pureza, la elegancia, etc. El gusto, como la belleza, es una experiencia gradual, que se puede educar, pero que no se puede reducir a una medida reglamentada. Para Burke, el arte es una manifestación del sentimiento, que produce placer. Estudió igualmente lo sublime, que describió como un temor controlado que atrae al alma, presente en cualidades como la inmensidad, el infinito, el vacío, la soledad, el silencio, etc. Burke calificó la belleza como «amor sin deseo», y lo sublime como «asombro sin peligro». Así, creó una estética fisiológica, ya que para Burke la belleza provoca amor y lo sublime temor, que pueden sentirse como reales. También introdujo la categoría de lo «patético», emoción igualable al placer como sentimiento, que proviene de experiencias como la oscuridad, el infinito, la tormenta, el terror, etc. Estos sentimientos producen una «purgación», recogiendo de nuevo la teoría de la «catarsis» de Aristóteles.

### Ilustración

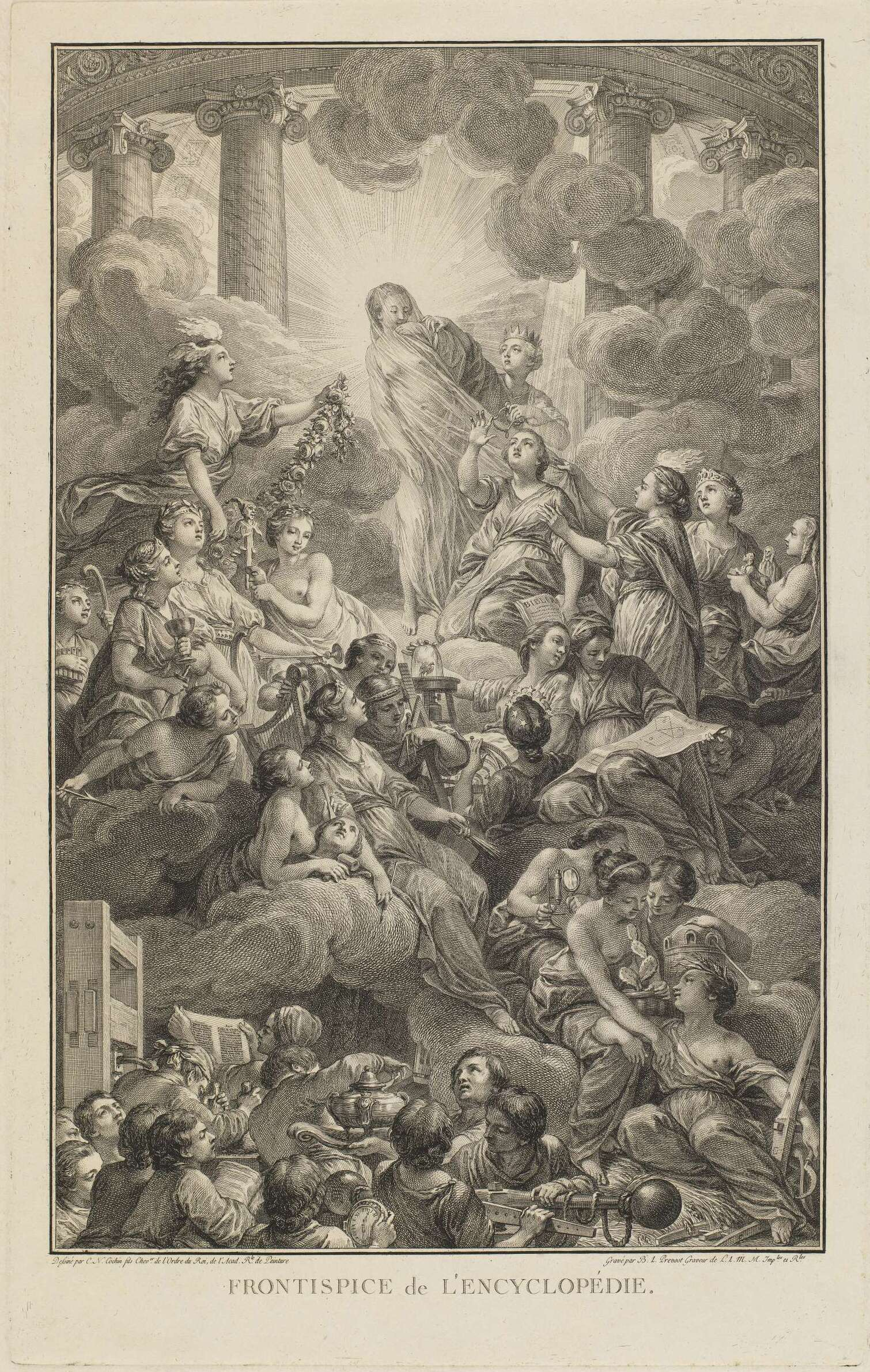
Extracto de la portada de la Enciclopedia (1772), cargado de simbolismo: la figura del centro representa la verdad, rodeada por una brillante luz (el símbolo central de la iluminación); dos figuras situadas a la derecha, la razón y la filosofía, están rasgando el velo que cubre la verdad.

El siglo XVIII se fundamentó sobre una doble tendencia: el racionalismo cartesiano francés, que dio una estética normativa, reglamentada –lo que se reflejó en la aparición de las academias–, y el empirismo inglés, que ofrecía una estética más imaginativa. El arte también osciló entre la exuberancia tardobarroca del rococó y la sobriedad neoclasicista, entre la artificiosidad y el naturalismo. Comenzó a producirse cierta autonomía del hecho artístico: el arte se alejó de la religión y de la representación del poder para ser fiel reflejo de la voluntad del artista, centrándose más en las cualidades sensibles de la obra que no en su significado. La Ilustración supuso el paso de una razón normativa a una crítica, donde el conocimiento es un proceso continuo, en transformación. El principal proyecto ilustrado fue la Enciclopedia, intento de síntesis del conocimiento universal, bajo la dirección de Diderot y D'Alembert.
La estética ilustrada se centró en cuestiones fisiológicas, del hombre, haciendo una estética de los sentimientos: Yves-Marie André distinguió en Ensayo sobre lo bello (1715) tres clases de belleza: «esencial», que es objetiva al estar por encima de cualquier consideración humana; «natural», igualmente objetiva pero a nivel humano, aunque ajena a opiniones de gusto; y «arbitraria», que es subjetiva y relativa. Jean-Baptiste Dubos, en Reflexiones críticas sobre la poesía y la pintura (1719), abrió el camino hacia la relatividad del gusto, razonando que la estética no viene dada por la razón, sino por los sentimientos. Para Dubos, el arte conmueve, llega al espíritu de una forma más directa e inmediata que el conocimiento racional. Hizo una democratización del gusto, oponiéndose a la reglamentación académica. Dubos introdujo la figura del «genio», como atributo dado por la naturaleza, que está más allá de las reglas. Voltaire también defendió la relatividad del gusto, aunque consideraba este un producto de la educación, orientándose hacia un gusto universal, racionalizado. Por su parte, Étienne Bonnot de Condillac expuso en su Tratado de las sensaciones (1754) que la conciencia humana –y, por tanto, el conocimiento– es la suma de los cinco sentidos.
Denis Diderot, considerado el primer crítico de arte moderno por sus comentarios sobre las obras de arte de los salones parisinos, definió la belleza como la percepción de las relaciones, dependiente de la visión personal, negando una belleza absoluta, normativa. Su estética fluctuaba entre una búsqueda de reglas racionales y un sensualismo de valores subjetivos, basándose en las sensaciones, las emociones. Habló también de la genialidad, que es un don de la naturaleza: el genio es un hombre que lleva las pasiones hasta sus límites, sin romperlos. La teoría de Diderot es el origen del concepto romántico de genio. 
Jean-Jacques Rousseau culminó la estética del sentimiento: en Discurso sobre las ciencias y las artes (1750) identificó la belleza con el orden natural, la armonía de la totalidad –recogiendo el concepto aristotélico–. Relacionó belleza y bondad, que son reflejos de la naturaleza. Para Rousseau, el hombre es bueno de forma natural, defendiendo la vuelta a la naturaleza. En cambio, el marqués de Sade defendió el individualismo y el sensualismo, propugnando el aislamiento del hombre, sin orden social. Estudió las pasiones, los sentidos, defendiendo una moral basada en la soledad del ego, sin reglas, sin normas. Giovanni Giacomo Casanova también hizo una filosofía del individuo, de las pasiones, defendiendo una moral epicúrea y creando un panteísmo materialista, donde la materia está en continua transformación.

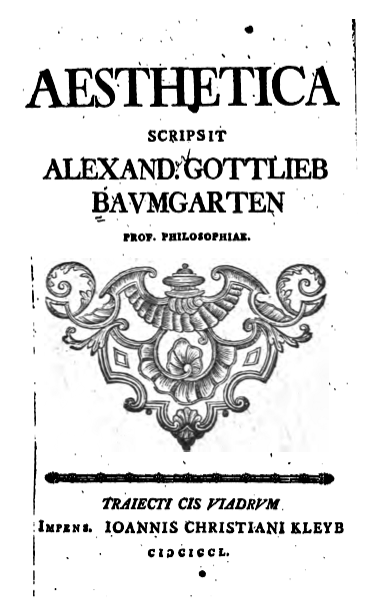
Portada de la Aesthetica (1750) de Alexander Gottlieb Baumgarten.

En Alemania, la Ilustración (Aufklärung) fue heredera del racionalismo y de la obra de Leibniz y Wolff. Alexander Gottlieb Baumgarten –en su obra Reflexiones filosóficas acerca de la poesía (1735) y más tarde en su Aesthetica (1750)– fue el creador del término «estética» y de su concepción como disciplina filosófica. Baumgarten se fijó en los clásicos (Platón, Aristóteles) y en los Padres de la Iglesia, distinguiendo entre cosas conocidas (noeta) y cosas percibidas (aistheta): las conocidas vienen de la lógica, y las percibidas de los sentidos. Sistematizó la estética como ciencia especial, definió su propio objeto de estudio e integró los conocimientos sensibles dentro de la filosofía de la época. Distinguió la lógica como una gnoseología superior, y la estética como una gnoseología inferior. Baumgarten hizo una división en la facultad cognitiva: pensamiento claro (lógica) y oscuro (estética). La lógica tiende a la abstracción, actúa por representaciones abstractas de la mente, mientras que la estética es concreta, por representaciones sensibles; la lógica crea conceptos, la estética tiene en cuenta el objeto; la lógica actúa por signos convencionales (palabras), la estética no se puede comunicar, las sensaciones no son traducibles en palabras. La comunicación en estética se efectúa por «simpatía», compartiendo estados de ánimo que se han vivido recíprocamente.
Johann Joachim Winckelmann es considerado el padre de la historiografía del arte, creando una metodología científica para la clasificación de las artes y basando la historia del arte en una teoría estética de influencia neoplatónica: la belleza es el resultado de una materialización de la idea. Gran admirador de la cultura griega, afirmó que en la Grecia antigua se dio la belleza perfecta, generando un mito sobre la perfección de la belleza clásica que aún condiciona la percepción del arte hoy día. En Reflexión sobre la imitación de las obras de arte griegas (1755) afirmó que los griegos llegaron a un estado de perfección total en la imitación de la naturaleza, por lo que nosotros solo podemos imitar a los griegos. Asimismo, relacionó el arte con las etapas de la vida humana (infancia, madurez, vejez), estableciendo una evolución del arte en tres estilos: arcaico, clásico y helenístico.
Gotthold Ephraim Lessing rechazó la idea de perfección de Winckelmann, afirmando que no puede haber un concepto de perfección universal para todas las épocas y todas las artes. En el Laocoonte (1766), aunque no rechazó la posibilidad de hallar un sistema que relacione todas las artes, criticó las analogías absolutas –como la fórmula horaciana ut pictura poesis («la pintura, como la poesía», una de las bases de la teoría humanista del arte)–. Para Lessing, el medio que utiliza el arte son los signos (Zeichen), que frecuentemente son la base de la imitación. La pintura y la poesía, examinadas en sus contextos imitativos, son distintas: la pintura resulta adecuada para la representación de cualidades sensoriales, tangibles, pudiendo tan solo evocar elementos argumentativos; en cambio, la poesía realiza el proceso inverso.

Sólo quisiera dar el nombre de obras de arte a aquellas en las que el artista se ha podido manifestar como tal, es decir, aquellas en las que la belleza ha sido para él su primera y última intención.
Gotthold Ephraim Lessing, Laocoonte

Johann Gottfried Herder fue uno de los precursores del romanticismo, defendiendo la idea de una humanidad unida y sometida a evolución, que quería estudiar a través de una «historia del alma humana». En Silvas críticas o bien observaciones sobre la ciencia del arte y de lo bello (1769) desarrolló una estética psicológica, individualista, que destacaba la sensibilidad y la experiencia individual sobre las abstracciones holísticas de la estética racionalista. Herder vinculaba las artes con los sentidos: la vista con la pintura, la música con el oído y el tacto con la escultura; en cambio, la poesía se dirige directamente al «alma individual» (Seele), como centro de «fuerza» (Kraft) del ser humano. Asimismo, en Cartas sobre Ossian (1773) esbozó una estética anticlasicista, encontrando los auténticos valores del arte en la expresividad «primitiva», en los lenguajes nacionales y la cultura popular –teoría que influiría en la literatura romántica–.

### Idealismo

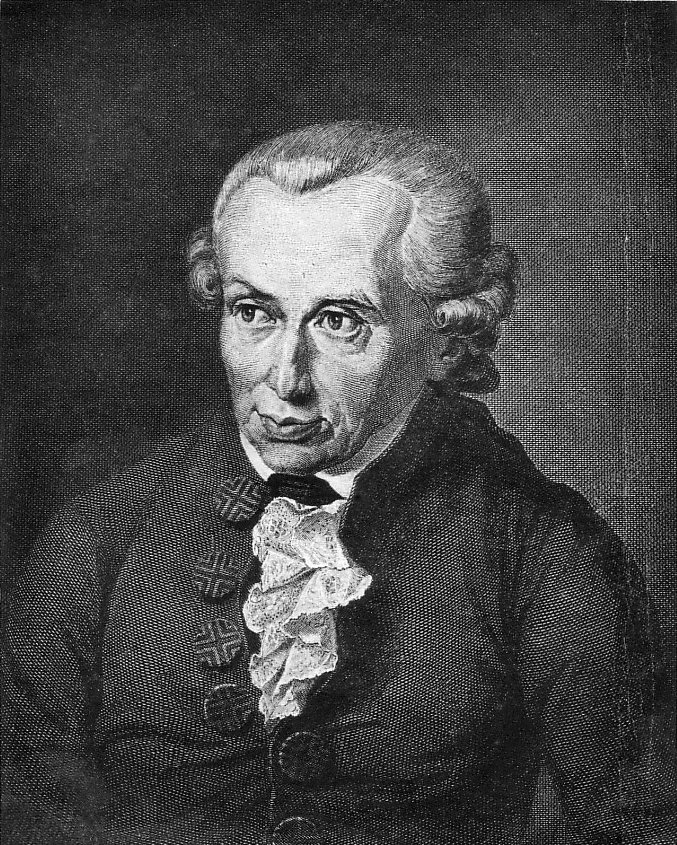
Immanuel Kant.

El idealismo alemán, heredero del racionalismo y la Aufklärung alemana (esto es, de la escuela de Leibniz y Wolff), fue la corriente filosófica dominante en Alemania aproximadamente desde la década de 1780 a la de 1830, cuyos principales representantes fueron, partiendo de la discusión con el idealismo trascendental de Kant (a quien a menudo, pero no siempre, se cuenta dentro del idealismo alemán), Fichte, Schelling y Hegel. A menudo definido por oposición al realismo, el idealismo, gnoseológicamente, es la doctrina según la cual el conocimiento no se refiere a cosas en sí, en sentido absoluto o trascendente, sino que, condicionado por el sujeto, nunca deja de consistir en contenidos mentales o intelectuales; a su vez, el idealismo metafísico es la posición filosófica según la cual «todo lo verdaderamente real es sólo de esencia ideal y espiritual». Según Ferrater Mora, una característica común del idealismo postkantiano, a pesar de su diversidad, es el prescindir de la «cosa en sí» que retenía todavía el idealismo kantiano, equiparando así el «mundo» con «la representación del mundo».

#### Kant
Immanuel Kant, por la sistematización a la que sometió a la recién nacida ciencia estética, puede ser considerado el padre de la estética contemporánea. Una de sus primeras incursiones en la materia fue Observaciones sobre el sentimiento de lo bello y lo sublime (1764), pero su principal aportación a la estética la realizó en Crítica del juicio (1790), cuya primera mitad trata principalmente del «juicio de gusto», y donde investiga la aspiración a la validez universal en los juicios sobre belleza y sublimidad, partiendo de la premisa de su original subjetividad, su evidente particularidad para cada individuo.
La principal influencia en el terreno de la estética la recibió Kant del empirismo inglés, especialmente de Burke, cuyo sensualismo le hizo abandonar el intelectualismo que había heredado de Leibniz y Wolff. En Crítica del juicio pretendió resolver la antinomia presente en las dos teorías predominantes –y aparentemente opuestas– esbozadas hasta entonces: el gusto como un proceso del intelecto y sujeto a criterios científicos, o el gusto como sentimiento de origen subjetivo y arbitrario. Kant realiza un intento de síntesis, reconociendo el gusto como un producto de los sentidos y los sentimientos, y por ende subjetivo, pero destacando la tendencia a la universalidad racional que se manifiesta en él. Como señaló Victor Basch en Ensayo crítico sobre la estética de Kant: «junto al imperativo categórico moral, Kant pone el imperativo estético: juzga lo bello de tal modo que tu juicio pueda ser universal y necesario».
Para Kant, el juicio de gusto pone en «juego» el entendimiento y la imaginación, en una relación de armonía. Encontramos en las formas bellas una finalidad, pero no concreta –el arte es necesario, pero no sabemos para qué–. Kant se planteó la pregunta de qué es lo que hace que nos guste una obra de arte, denominándolo «facultad de presentar ideas estéticas», que es la capacidad que tiene la forma bella en el arte. Es aquella representación de la imaginación que nos hace pensar, pero sin que ningún pensamiento le sea adecuado, ningún lenguaje puede expresarlo ni hacerlo inteligible. Las ideas estéticas de Kant no implican un conocimiento racional, muchas veces son ideas que no podemos expresar con palabras. Para Kant, el arte no viene de aquello que representa: lo representativo lleva a lo significativo, pero si lo aplicamos al arte invertimos el proceso de conocimiento –de la razón a lo sensible–. Por tanto, el arte no ha de representar necesariamente la realidad.
Afirmaba Kant que la estética es una paradoja: es la conceptualidad sin concepto, la finalidad sin fin; por tanto, separó conocimiento racional y estética, porque ésta no tiene concepto. Para Kant, es bello aquello que sin concepto gusta universalmente, rompiendo la idea de la perfección interna de la belleza: las cosas no son bellas en sí mismas, sino por su impresión en nosotros. La universalidad del juicio estético proviene de un estado suprasensible, común a la naturaleza humana; así, la subjetividad estética, al ser común, propicia una cierta objetividad, basada en leyes naturales –aunque no conocemos su procedencia–. Las ideas estéticas excitan el pensamiento sin un conocimiento conceptual. Al separar la estética del conocimiento racional, Kant otorgó a ésta una base de autonomía, poniendo los cimientos de la estética contemporánea.
En Crítica del juicio también sistematizó la categoría estética de lo sublime. Para Kant lo sublime es el exceso, el desbordamiento: así como la belleza es la forma contenida, limitada, humana, lo sublime desborda la forma, se dirige al infinito. La belleza comporta gusto; lo sublime, atracción. La sublimidad es el punto donde la belleza pierde las formas, es el superlativo de la belleza. Lo sublime es «lo absolutamente grande», aquello que del infinito somos capaces de imaginar. Es lo que gusta inmediatamente por la resistencia que opone al interés de los sentidos, la cual evoca en nosotros las ideas prácticas (morales), en comparación con las cuales es pequeño cualquier objeto de la naturaleza, por grande que sea. Kant distinguió un sublime «matemático» (de la magnitud) y otro «dinámico» (de la fuerza); el matemático se opone a la comprensión, mientras que el dinámico puede amenazar nuestra integridad física –por ejemplo, una tormenta de mar–.

Una belleza de la naturaleza es una cosa bella; la belleza artística es una bella representación de una cosa.
Immanuel Kant, Crítica del juicio, § 48.

#### Schiller, Fichte y Schelling

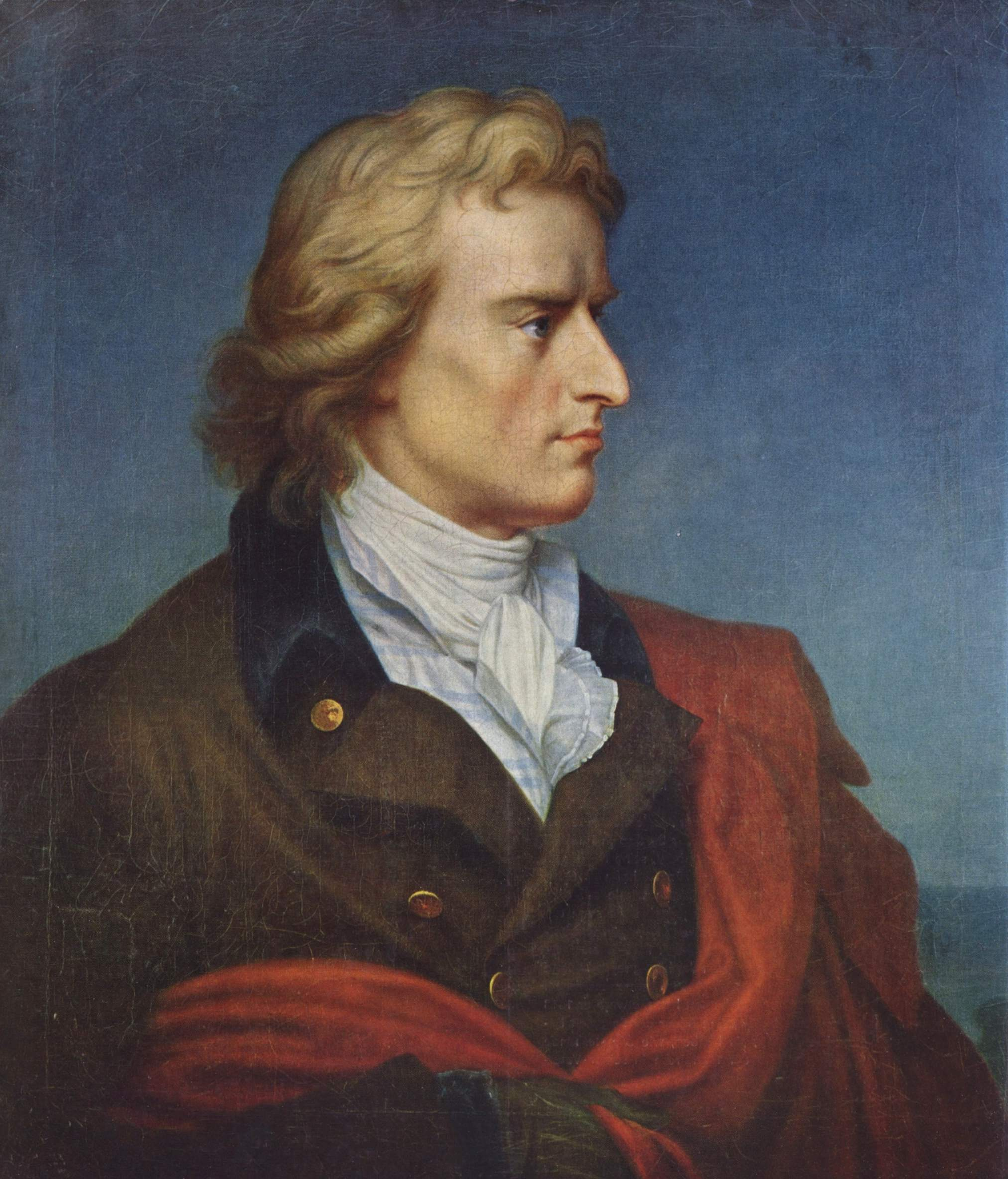
Johann Christoph Friedrich Schiller.

Para Johann Christoph Friedrich Schiller la belleza es el objetivo de toda actividad humana, en la que se reúnen una facultad teórica y otra práctica. En la estética se reúnen estas dos facultades, dando una tercera, la de «juego», que es una alternancia teórica-práctica en una armonía (belleza) de carácter ético. En Cartas para la educación estética del hombre (1795) distinguió en el ser humano tres facultades, que denominó «impulsos»: un impulso «material» (Stofftrieb), otro «formal» (Formtrieb), y el «de juego» (Spieltrieb), conjunción de los otros dos. El impulso de juego es el «hombre estético», el hombre equilibrado, que da a su impulso formal una especie de vitalidad, es el que piensa, conoce, pero también sabe vivir, disfrutar de los sentidos. La actitud estética contribuye al bienestar del hombre en la sociedad. Partiendo de la idea de Kant de que la belleza es intermediaria entre lo sensible y lo inteligible, Schiller manifestó que la belleza es un reflejo de lo natural: es un estado de armonía, donde el sentimiento se corresponde con la ley, sin sacrificar la pasión. En la belleza todo es moral, es un estado de perfección. La belleza eleva del mundo sensible y conduce a un estado de gracia. Schiller también habló de lo sublime, en el que distinguió tres fases: «sublime contemplativo», el sujeto se enfrenta al objeto, que es superior a su capacidad; «sublime patético», donde peligra la integridad física; y «superación de lo sublime», en que el hombre vence moralmente, porque es superior intelectualmente.
Johann Gottlieb Fichte puso las bases del pensamiento individualista romántico, de donde surgiría la figura del genio como espíritu exaltado. En Teoría de la ciencia (1794) intentó establecer una doctrina sobre el saber humano, las formas teóricas de la razón. Para Fichte el conocimiento viene del «yo», que es un yo absoluto, metafísico, un principio creador subjetivo, la autoactividad del espíritu. Así, Fichte negó la realidad exterior, ya que lo único real es el yo, lo de fuera es incognoscible. Fichte introdujo la estética kantiana en el seno del romanticismo, aunque solo trató de temas estéticos de forma indirecta en algunas de sus obras, como Sobre el espíritu y la letra de la filosofía (1795) y El destino del sabio (1811). Según Fichte, tanto en el terreno de la filosofía como en el arte es el espíritu el que, a través de la imaginación, produce obras singulares, cuyo origen no es práctico ni teórico, sino estético. Asimismo, otorga al arte una función profética, antaño reservada a videntes religiosos y líderes espirituales, y ahora desempeñada por poetas y artistas, en los que se revela el espíritu de forma original y espontánea, y cuya obra está destinada a la educación de la humanidad.
Friedrich Wilhelm Joseph von Schelling, recogiendo el concepto del yo de Fichte, defendió el individualismo, el «ser absoluto», investigando la relación entre el «yo» y el «no yo» (objeto y sujeto). Identificó la libertad con el yo absoluto: la acción del yo es una lucha contra el infinito, donde el hombre siempre será derrotado. En Sistema del idealismo trascendental (1800) expresó una filosofía de la naturaleza, que es un espíritu en evolución, que identifica con el yo. Cuando el hombre está en contradicción con el mundo exterior es cuando comienza la filosofía, que es un intermediario entre el hombre y la naturaleza; esta escisión se supera con la poesía. Schelling aceptó una intuición intelectual sobre la reflexión, pero sobre ésta hay una intuición estética, propia del genio. Este momento es el de la unificación entre el consciente y el inconsciente, lo objetivo y lo subjetivo, que solo se produce en el arte; por tanto, «la filosofía debe volver a la poesía». Para Schelling, el espíritu tiene tres fases: conocimiento (intelecto), acción (voluntad) y arte (genio).
Schelling fue el primer filósofo desde Plotino en hacer del arte y la belleza la culminación de todo un sistema filosófico: en Filosofía del arte (lecciones dadas entre 1802 y 1803, pero publicadas en 1859) expuso que el arte es el medio a través del cual se expresan las infinitas «ideas», que provienen de las distintas «potencias» presentes en la identidad absoluta que es el yo, y que se materializan de forma finita, siendo el principal vehículo de revelación de lo absoluto. Así, para Schelling, el arte es una «representación finita de lo infinito». Esta teoría se halla igualmente en su obra Sobre la relación entre las artes plásticas y la naturaleza (1807).

#### Hegel

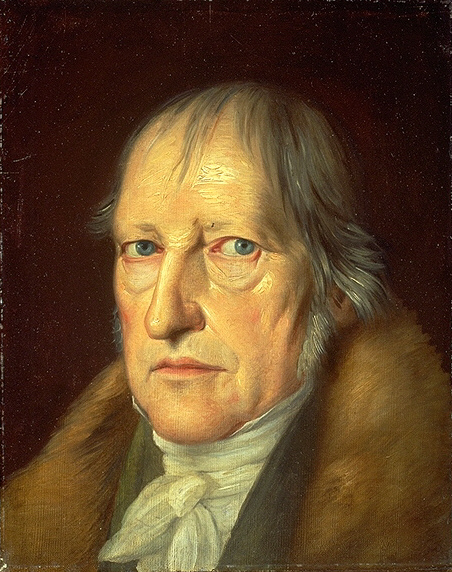
Georg Wilhelm Friedrich Hegel.

Así como Fichte representa el idealismo subjetivo y Schelling el idealismo objetivo, Georg Wilhelm Friedrich Hegel representa el idealismo absoluto, estableciendo un «saber absoluto» previo a todo conocimiento, formado por ideas articuladas. La naturaleza es la manifestación, la exteriorización de la idea. Hegel opinaba que el conocimiento avanza a través de la confrontación de opuestos: la dialéctica se basa en el movimiento tesis-antítesis-síntesis. Siguiendo a Heráclito, afirmó que todo está en movimiento, por lo que es más importante el tiempo que el espacio, dando gran importancia al devenir histórico. Hegel fue el introductor del relativismo histórico, ya que para él toda época tiene sus reglas y su verdad. Para Hegel, la Historia es el progreso del espíritu, creando en Fenomenología del espíritu (1807) un sistema donde a la lógica sucede la filosofía de la naturaleza, y a ésta la filosofía del espíritu, que divide en tres conceptos: «espíritu subjetivo» (antropología, fenomenología y psicología), «espíritu objetivo» (derecho, moral y ética) y «espíritu absoluto» (arte, religión y filosofía).
Asimismo, influido por Winckelmann, tomó su concepto de que la belleza es la materialización de la idea: para Hegel, el espíritu se forma en el pensamiento, pero este es capaz de alienarse, proyectándose al exterior a través del arte. Así, el arte es el resultado de una alienación (Entäussernung) del pensamiento humano, que también se puede producir a través de la filosofía y la religión, de forma gradual, dando las tres etapas del espíritu humano. En Estética (1835-1838), Hegel afirmó que la belleza en arte es resultado de la idea que ha tomado forma –la idea platónica, como perfección absoluta–; la idea se refleja en la belleza artística. Tomando las etapas del arte establecidas por Winckelmann, estableció tres formas de manifestación artística: arte simbólico, clásico y romántico, que se relacionan con tres formas diferentes de arte, tres estadios de evolución histórica y tres maneras distintas de tomar forma la idea.
| Arte      | Historia | Idea           | Forma                    |
| --------- | -------- | -------------- | ------------------------ |
| Simbólico | Infancia | Desajuste      | Arquitectura             |
| Clásico   | Madurez  | Ajuste         | Escultura                |
| Romántico | Vejez    | Desbordamiento | Pintura, música y poesía |

En la idea, primero hay una relación de desajuste, donde la idea no encuentra forma; después es de ajuste, cuando la idea se ajusta a la forma; por último, en el desbordamiento, la idea sobrepasa la forma, tiende al infinito. En la evolución histórica, equiparó infancia con el arte prehistórico, antiguo y oriental; madurez, con el arte griego y romano; y vejez, con el arte cristiano. En cuanto a la forma, la arquitectura (forma monumental) es un arte tectónico, depende de la materia, de pesos, medidas, etc.; la escultura (forma antropomórfica) depende más de la forma volumétrica, por lo que se acerca más al hombre; la pintura, música y poesía (formas suprasensibles) son la etapa más espiritual, más desmaterializada. La creación artística no ha de ser una mímesis, sino un proceso de libertad espiritual. En su evolución, cuando el artista llega a su límite, se van perdiendo las formas sensibles, el arte se vuelve más conceptual y reflexivo; al final de este proceso se produce la «muerte del arte».

Tengo la certeza de que el supremo acto de la razón, aquel en que ésta comprende la totalidad de las ideas, es un acto estético, y que verdad y bondad están íntimamente fundidas tan sólo en la belleza.
Georg Wilhelm Friedrich Hegel, Diálogo sobre la poesía

## sigloXIX
Entre finales del siglo XVIII y principios del XIX se sentaron las bases de la sociedad contemporánea, marcada en el terreno político por el fin del absolutismo y la instauración de gobiernos democráticos –impulso iniciado con la Revolución francesa–; y en lo económico, por la Revolución industrial y el afianzamiento del capitalismo, que tendría respuesta en el marxismo y la lucha de clases. La ciencia tuvo un gran impulso, con una nueva actitud de conocimiento empírico que generaría el positivismo. La filosofía influyó cada vez más en la sociedad, con la difusión de las ideas entre un número cada vez mayor de público, proceso iniciado en la Ilustración y propiciado por el aumento progresivo de medios de comunicación que supusieron una universalización de la cultura.

### Romanticismo

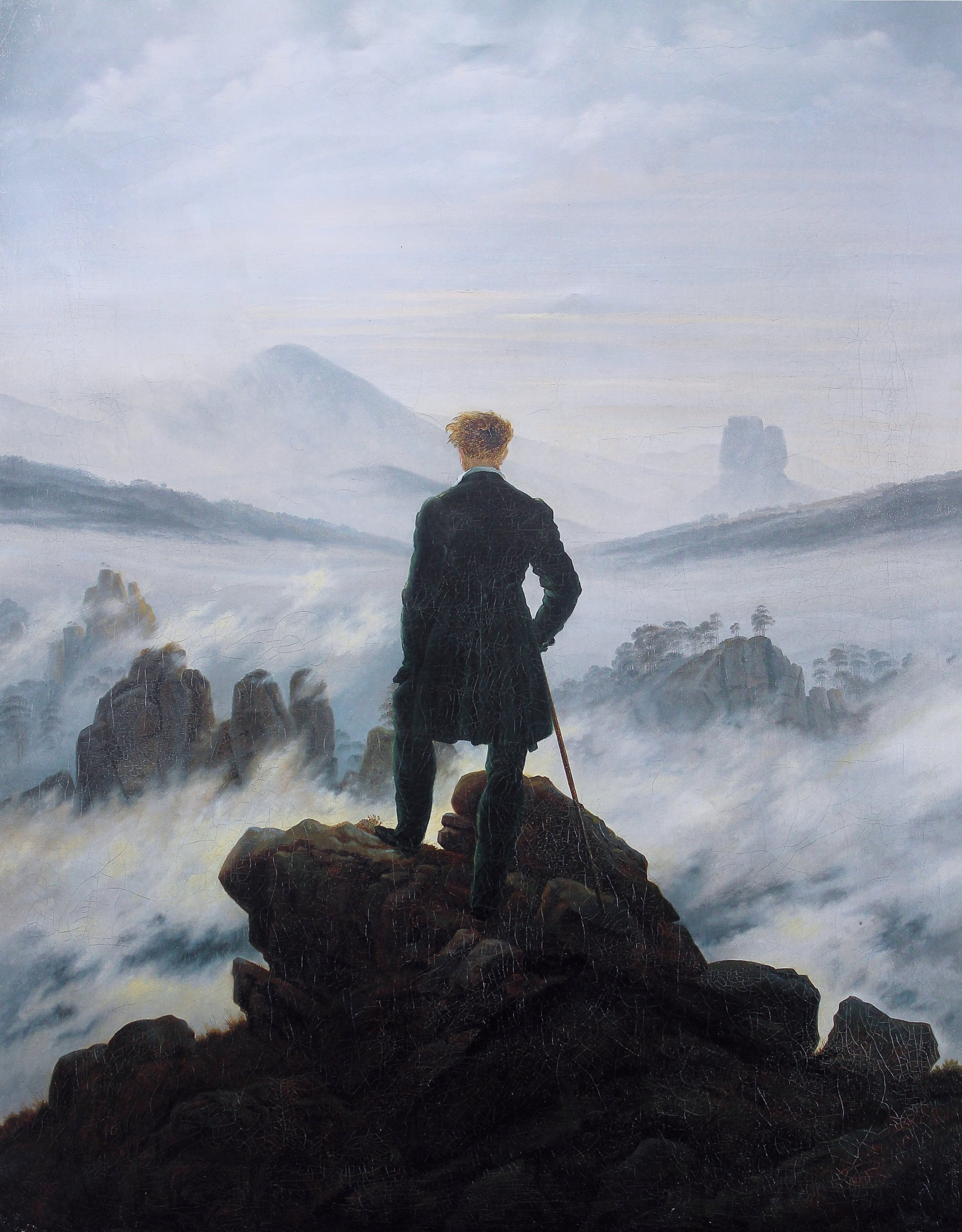
El caminante sobre el mar de nubes, de Caspar David Friedrich, representación arquetípica de lo sublime romántico.

El romanticismo surgió en Alemania a finales del siglo XVIII con el movimiento denominado Sturm und Drang, pasando posteriormente a otros países, así como pasó igualmente de la literatura al resto de las artes. Filosóficamente, era heredero del idealismo, en especial de las teorías formuladas por Kant. Los románticos tenían la idea de un arte que surge espontáneamente del individuo, destacando la figura del «genio» –el arte es la expresión de las emociones del artista–. Exaltaban la naturaleza, el individualismo, el sentimiento, la pasión. Esta nueva visión sentimental del arte y la belleza conllevaba el gusto por formas íntimas y subjetivas de expresión como lo sublime, que cobró gran relevancia en el romanticismo. También se otorgó un nuevo enfoque a lo oscuro, lo tenebroso, lo irracional, que para los románticos era tan válido como lo racional y luminoso. Partiendo de la crítica de Rousseau a la civilización, el concepto de belleza se alejó de cánones clásicos, reivindicando la belleza ambigua, que acepta aspectos como lo grotesco y lo macabro, que no suponen la negación de la belleza, sino su otra cara. Se valoró la cultura clásica, pero con una nueva sensibilidad, valorando lo antiguo, lo primigenio, como expresión de la infancia de la humanidad. También se revalorizó la Edad Media, como época de grandes gestas individuales, en paralelo a un renacer de los sentimientos nacionalistas. El nuevo gusto romántico tenía especial predilección por la ruina, por lugares que expresan imperfección, desgarramiento, pero a la vez evocan un espacio espiritual, de recogimiento interior.
Johann Wolfgang von Goethe es uno de los autores que más ayudaron a crear la imagen del personaje trágico romántico (Werther, Fausto). Una de las características de su obra es la búsqueda del equilibrio de elementos contrarios: lo fugaz y lo perdurable, la acción y la contención, la imaginación y la razón, la pasión y el equilibrio. Para Goethe la belleza es la manifestación de las leyes secretas de la naturaleza. El arte es una expresión moral de aquello que es natural, identificando ética, estética y naturaleza, con un sentimiento panteísta de la naturaleza cercano a Giordano Bruno y Baruch Spinoza.
Johann Christian Friedrich Hölderlin defendió la primacía del yo, aunque el suyo no es un yo absoluto como el de Fichte, sino un yo individual, natural. Intentó trascender los límites de Kant, aglutinando lo sensible y lo inteligible en el arte. Defendía la autosuficiencia del espíritu, la unificación del bien y la belleza, a través de una filosofía estética que tendría su medio de expresión en la poesía. Contrapuso logos (filosofía) y mythos (poesía): la poesía es la antinomia, el lugar donde se reconcilian los contrarios. Para Hölderlin, la unidad está en la belleza artística: la belleza se manifiesta en el arte, aunque es fugaz, una impresión pasajera. En Hiperión (1797-1799) manifestó el deseo de ser uno con el todo, con la naturaleza, en una especie de panteísmo estético. La suya era una filosofía de la fugacidad, con influencia de Heráclito: la juventud se escapa, el amor huye, todo se mueve y cambia, en una nostalgia de lo perdido. En La muerte de Empédocles (1797-1800) habló del genio, que es contradicción, donde se aglutinan la filosofía y la poesía. Buscaba lo eterno, el infinito, que no encontraba: lo eterno es la muerte, la unión con la tierra.

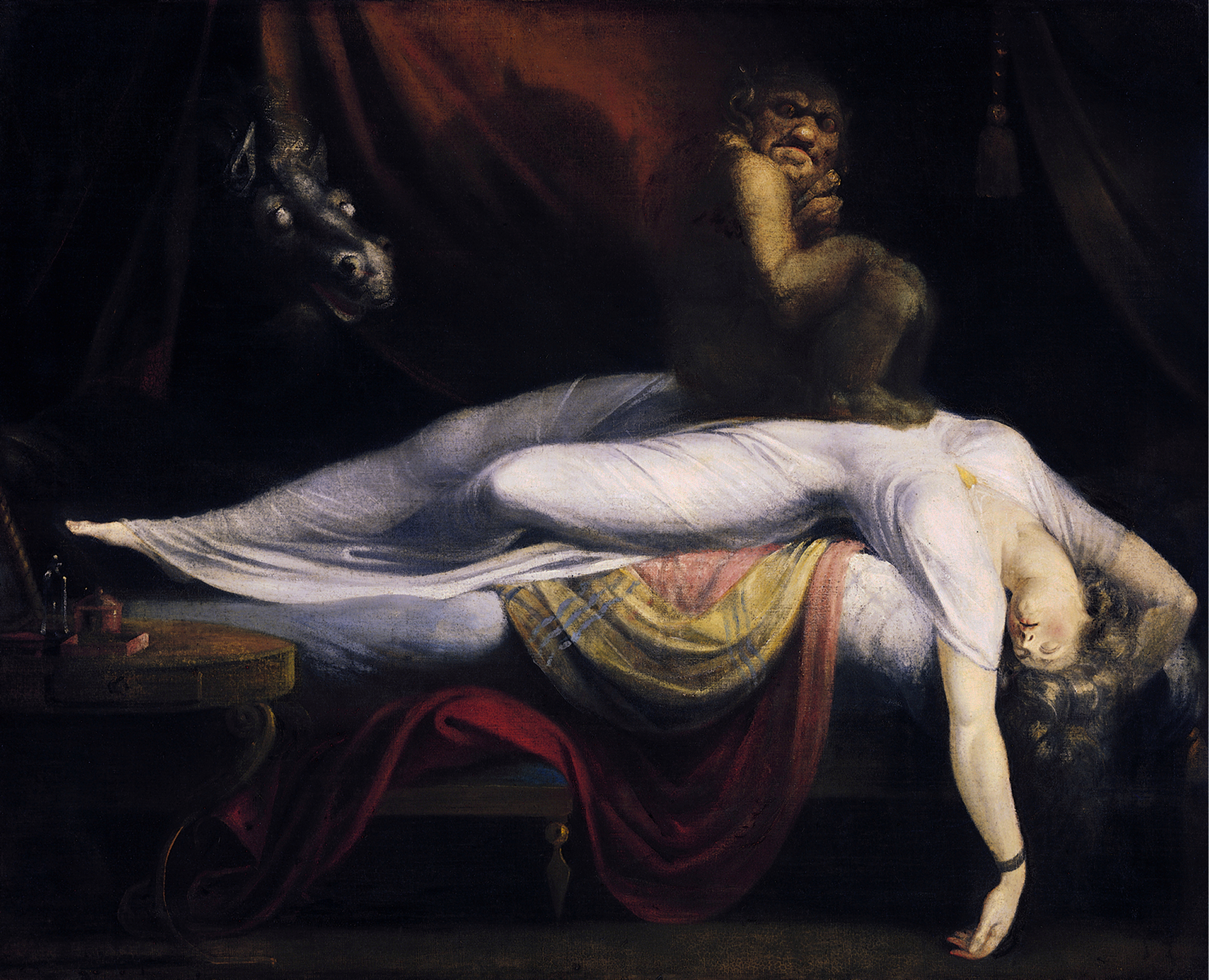
La pesadilla, de Johann Heinrich Füssli. Los románticos se sentían atraídos por el terror, lo nocturno, lo demoníaco.

Novalis también se circunscribió a esa búsqueda imposible del infinito, afirmando que el hombre solo encuentra cosas finitas, lo que lo sumerge en un estado de insatisfacción continua. Identificaba poesía y religión, una religión mística, panteísta, en el sentido de religio, religar elementos de conocimiento de la naturaleza y del hombre. El poeta busca los secretos de la naturaleza, en un ideal inalcanzable, un viaje eterno, donde lo importante es el viaje, no la meta. Novalis reclamó la contemplación poética frente al materialismo, defendiendo la intuición, la imaginación. Planteó un «idealismo mágico», una doctrina filosófica que mezclaba ciencia, magia, poesía y filosofía. Para Novalis, «el pensamiento es un sueño del sentimiento», investigando el inconsciente (el «consciente involuntario»), el interior del hombre.
Friedrich von Schlegel, como Novalis –ambos pertenecientes al grupo de Jena–, elaboró una «poesía de la poesía», una poesía que reflexiona sobre sí misma. Por eso desarrollaron la crítica, haciendo una «crítica artística» («poesía del arte»). En la revista Athenäum, editada por el grupo de Jena, surgieron las primeras manifestaciones de la autonomía del arte, ligado a la naturaleza: en la obra de arte se encuentran el interior del artista y su propio lenguaje natural. En Diálogo sobre la poesía (1800), Schlegel defendió la poesía orientada hacia la naturaleza, donde el poeta aparece como un demiurgo, un intérprete entre el hombre y la naturaleza. Destacó la actividad creadora libre, tanto en poesía como en pintura. En Lucinda (1799) propuso una unión de lo masculino y lo femenino, en un ideal andrógino. Defendía la libertad sexual, así como el inconsciente, e introdujo conceptos como lo «interesante», la «ironía» y el «fragmento», donde se manifiesta el yo de forma libre.
Wilhelm Heinrich Wackenroder representa el romanticismo místico: en Desahogos de un monje amante del arte (1796) expresó un concepto ideal de la pintura centrado en los maestros del Renacimiento, que culmina en Rafael y Durero. Para Wackenroder Dios se comunica con el hombre a través de «oscuros sentimientos» que se transmiten por dos vías: la naturaleza y el arte. Así, el arte es un lenguaje cifrado de Dios, que representa «lo invisible en lo visible», es decir, en la belleza. En contrapartida, Johann Ludwig Tieck representa el romanticismo nihilista: en Almansur (1791) describió el mundo físico como una ilusión, y la moral como algo estéril, como un intento fútil de la acción ética del individuo, sea hacia la virtud, sea hacia el pecado. Así, al hombre solo le queda disfrutar de la vida de forma estética y armoniosa, cuyo único fin es la belleza. Un intento de combinar ambas posturas fue el de E. T. A. Hoffmann, que representa fielmente la dicotomía del alma fáustica alemana: en sus cuentos, el artista está caracterizado por dos rasgos esenciales, la alienación y el desgarramiento. Por un lado, el artista está alienado en el mundo que lo envuelve, que no le permite trascender al mundo ideal, perfecto, que este ansía; por otro, está desgarrado en su interior al considerar el yo como lugar de unión entre el artista y su mundo ideal. La única liberación para el artista es la muerte o la locura. Para Hoffmann, el arte es catártico, una cura del dolor y la desesperación. Sintetizó lo cómico y lo trágico, provenientes ambos de un mismo principio, cuya esencia es la «ironía», el sentido del humor.
En Gran Bretaña, los estudios estéticos pasaron del análisis del objeto artístico o de su percepción por el espectador, que había centrado la investigación estética dieciochesca, al estudio del artista como creador, como sujeto activo. Así se percibe en la obra de William Blake, William Wordsworth, Percy Shelley y John Keats. Wordsworth, en Baladas líricas (1802), expuso que la poesía es ante todo «expresión del sentimiento», siendo el poeta un «catalizador» de los sentimientos humanos. Se opuso a la idea aristotélica del arte como imitación, defendiendo la inspiración como proceso creativo que refleja el mundo a través de la impresión que de él tiene el artista en su interior. Shelley, influido por la teoría hipostática de Plotino, creía que el poeta era capaz con su arte de fundirse con la belleza ideal, con una entidad superior que denominaba «el Único»: «un poeta participa de lo eterno, lo infinito y del Único». William Blake creó una original teoría según la cual el entendimiento –la esfera mental superior desde Platón– estaba al mismo nivel que los sentidos –considerados hasta entonces inferiores–, otorgando en cambio una posición superior a estos dos a la imaginación, que para él es la única actividad mental que conduce a la verdad. La imaginación conduce al «mundo extrasensorial», al que solo se accede a través de la «revelación», de la comunión con lo divino. Por otro lado, Samuel Taylor Coleridge distinguió en su Biographia Literaria (1817) entre imaginación y fantasía: la fantasía es un «modo de memoria», que crea asociaciones entre los datos obtenidos a través de los sentidos; en cambio, la imaginación es la «facultad unificadora» que elabora los datos sensoriales, convirtiéndolos en un producto completamente nuevo. La imaginación es capaz de captar la verdad, de revelar los misterios de la naturaleza, de forma distinta y quizá superior al intelecto.

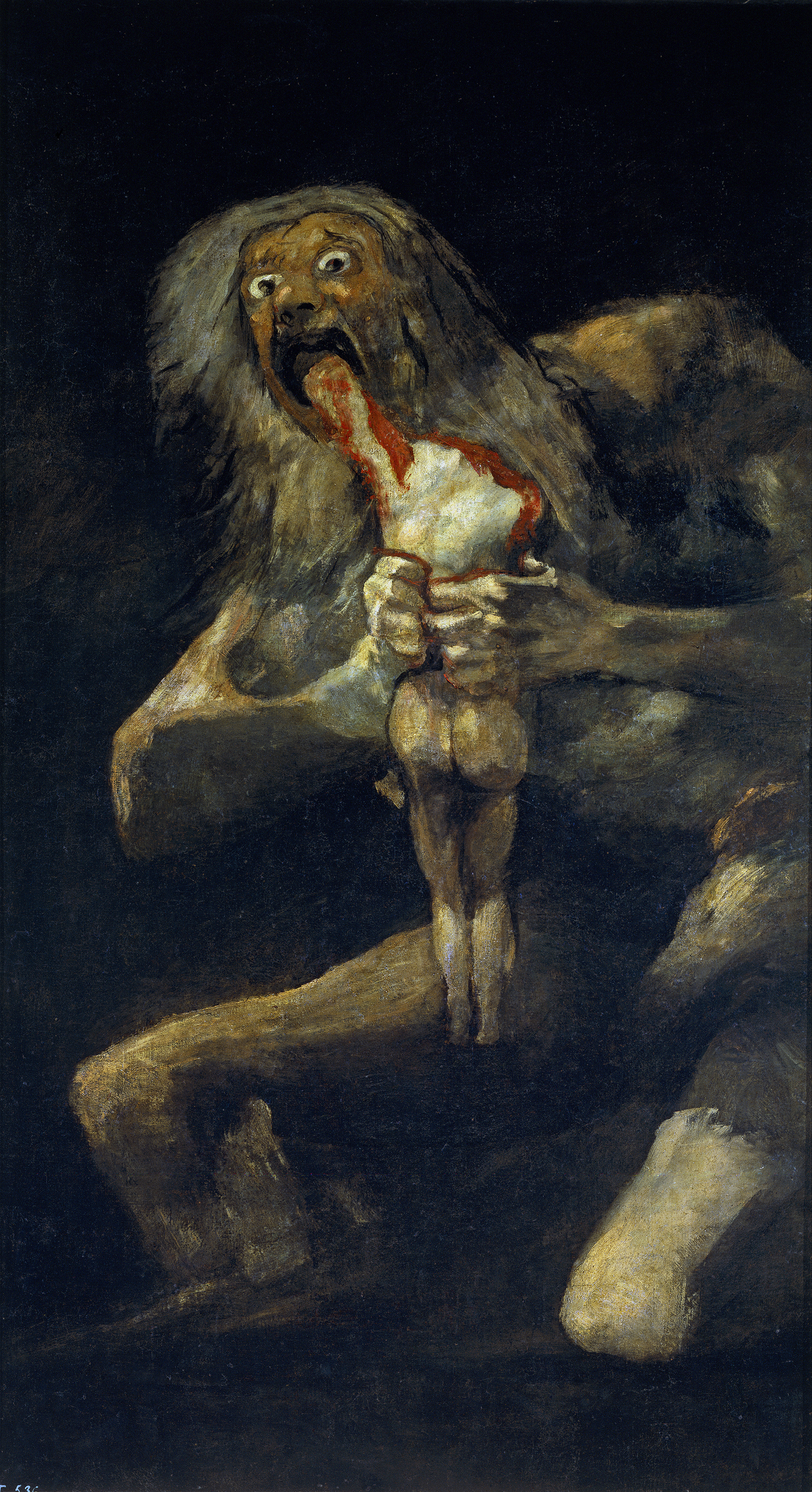
Saturno devorando a un hijo, de Francisco de Goya. La Estética de lo feo (1853) de Johann Karl Friedrich Rosenkranz introdujo la fealdad como categoría estética.

En Francia, Victor Hugo expuso en el prefacio de Cromwell (1827) uno de los sellos distintivos del espíritu romántico: la melancolía, «un sentimiento que es más que la gravedad y menos que la tristeza», y que se ha desarrollado en el hombre moderno por influencia del cristianismo, que ha conferido un sentido más humano y relativo a las ideas de perfección y belleza, donde «lo feo existe al lado de lo bello, lo deforme cerca de lo gracioso, lo grotesco en el reverso de lo sublime, el mal con el bien, la sombra con la luz». Por su parte, Stendhal se desmarcó de la estética universalizadora ilustrada para remarcar de nuevo el relativismo del juicio estético, basado en el hedonismo: la belleza es «mi placer sensible», que no tiene criterios objetivos, sino que es voluble y caprichoso. Influido por Hobbes, afirmó que la belleza es «una promesa de felicidad».
Además de estos autores, ciertos teóricos formados en el romanticismo pero que se distanciaron del racionalismo metafísico comenzaron a tener teorías más escépticas, centradas en los problemas del individuo: Karl Wilhelm Ferdinand Solger puso énfasis en la negatividad del arte: en el arte, la idea se revela como proceso dialéctico a través de su negación, proceso por el que accede del objeto a su representación. Para Solger, la experiencia estética representa el fracaso de la reconciliación entre finito e infinito. Igualmente, Friedrich Theodor Vischer, en Estética o ciencia de lo bello (1846-1857), acude a Hegel para mostrar que el arte es la dicotomía entre una idea y su manifestación, siendo la negación de la idea el proceso originador de la experiencia estética. Johann Karl Friedrich Rosenkranz, en Estética de lo feo (1853), siguiendo igualmente el sistema dialéctico hegeliano, introdujo la fealdad como categoría estética: estableció la belleza como tesis y la fealdad como antítesis, dando como síntesis la risa: lo feo queda anulado por lo cómico. Lo feo no existe en sí mismo, sino en contraste con lo bello. Afirma que lo feo es relativo, mientras que lo bello es absoluto; así, lo feo, lo «negativo estético», se supera desde dentro, igual que el mal se devora a sí mismo. De igual forma sistematizó las categorías de lo feo: deformidad, incorrección y desfiguración.

No es difícil entender que lo feo, como concepto relativo, sólo es comprensible en relación con otro concepto. Este otro concepto es el de lo bello: lo feo sólo existe porque existe lo bello, que constituye su presupuesto positivo. Si no existiera lo bello, no existiría de ningún modo lo feo, porque sólo existe en cuanto negación de aquello.
Johann Karl Friedrich Rosenkranz, Estética de lo feo

#### Kierkegaard, Schopenhauer y Wagner

Arthur Schopenhauer.

Søren Kierkegaard, precursor del existencialismo, defendió el individualismo, el subjetivismo. Para Kierkegaard, la vida es un devenir absurdo, el hombre es «lanzado al mundo», está separado, escindido, tanto de la colectividad como de la divinidad. Planteó dos estados de la vida: el seductor (estética) y el asceta (ética). El asceta es el que vive en repetición, en la fe, la búsqueda de Dios, que sin embargo no halla, ya que la religión es una ilusión. En cambio, el esteta es aquel que solo vive el instante, en un reino de ilusión, de apariencia, que produce insatisfacción. Kierkegaard encuentra aquí la paradoja del hombre que vive una vida estética: solo le satisface la insatisfacción, está inmerso en un círculo del que no puede salir. Por tanto, la desesperación es la forma a priori de la vida estética, ya que el esteta no encuentra lo que anhela en el mundo circundante. En su forma suprema, esa desesperación es la melancolía, el «histerismo del espíritu», donde este no encuentra su camino, se ve vacío y agotado; la melancolía es «la desesperación vivida estéticamente». Para superar este estadio hace falta un «salto», cuando el esteta identifica el sentido de la existencia con su propia autodestrucción, cuando las contradicciones de la vida estética se revelan en el estadio de la fe.
Arthur Schopenhauer trató temas de estética en su principal obra, El mundo como voluntad y representación (1819) –especialmente su tercer libro, dedicado a la teoría del arte–. Para Schopenhauer el mundo es una «representación», una red de fenómenos que es el «velo de Maya», engaño y apariencia, ordenado conforme al espacio, el tiempo y la causalidad. Pero hay un sustrato no fenoménico, no sujeto al espacio ni al tiempo, y que además es libre, la «voluntad», que Schopenhauer identifica como la «cosa en sí» kantiana. El hombre tiene un acceso privilegiado a dicho sustrato: además de percibirse externamente, en el ámbito fenoménico, como cuerpo («objeto inmediato»), en la autoconciencia se percibe a sí mismo, en su interior más profundo, como «voluntad de vivir».  Sin embargo, esta voluntad crea insatisfacción, lo que produce dolor; el placer es tan solo un cese temporal del dolor, y a ello ayudan levemente la filosofía y el arte –especialmente la música–. Para superar el dolor la única solución es la «superación de la voluntad de vivir», la destrucción del ego, alcanzando un estado cercano al nirvana budista –Schopenhauer estaba muy influido por la filosofía oriental–.
Schopenhauer se basó en el idealismo platónico para su teoría del arte, el cual no refleja la realidad fenoménica, sino las «ideas (platónicas)», no en cuanto objetos mentales sino como «grados de objetivación de la voluntad». El arte representa un cierto consuelo ante el sufrimiento de la conciencia individual, ante un mundo donde todo es ilusorio, aparente. El arte libera del tiempo, de la voluntad de vivir; ante el arte «el mundo como representación es el único que permanece, y se desvanece el mundo como voluntad». Identificó la creación artística como una forma, la forma más profunda, de conocimiento –creía que el arte es complementario de la filosofía y la ética–. La conciencia estética es un estado de contemplación desinteresada, donde las cosas se muestran en su pureza más profunda. El arte habla en el idioma de la intuición, no de la reflexión. Es una vía para escapar del estado de infelicidad propio del hombre, es la reconciliación entre voluntad y conciencia, entre objeto y sujeto, alcanzando un estado de contemplación, de felicidad.
Richard Wagner recogió la ambivalencia entre lo sensible y lo espiritual de Schopenhauer: Tannhäuser es el arquetipo de personaje romántico, que oscila entre el amor terrenal y el espiritual. En Ópera y drama (1851), Wagner planteó la idea de la obra de arte total (Gesamtkunstwerk), donde se haría una síntesis de la poesía, la palabra –elemento masculino–, con la música –elemento femenino–. Wagner opinaba que el lenguaje primitivo sería vocálico, mientras que la consonante fue un elemento racionalizador; la introducción de la música en la palabra sería un retorno a la inocencia primitiva del lenguaje.

#### Nietzsche

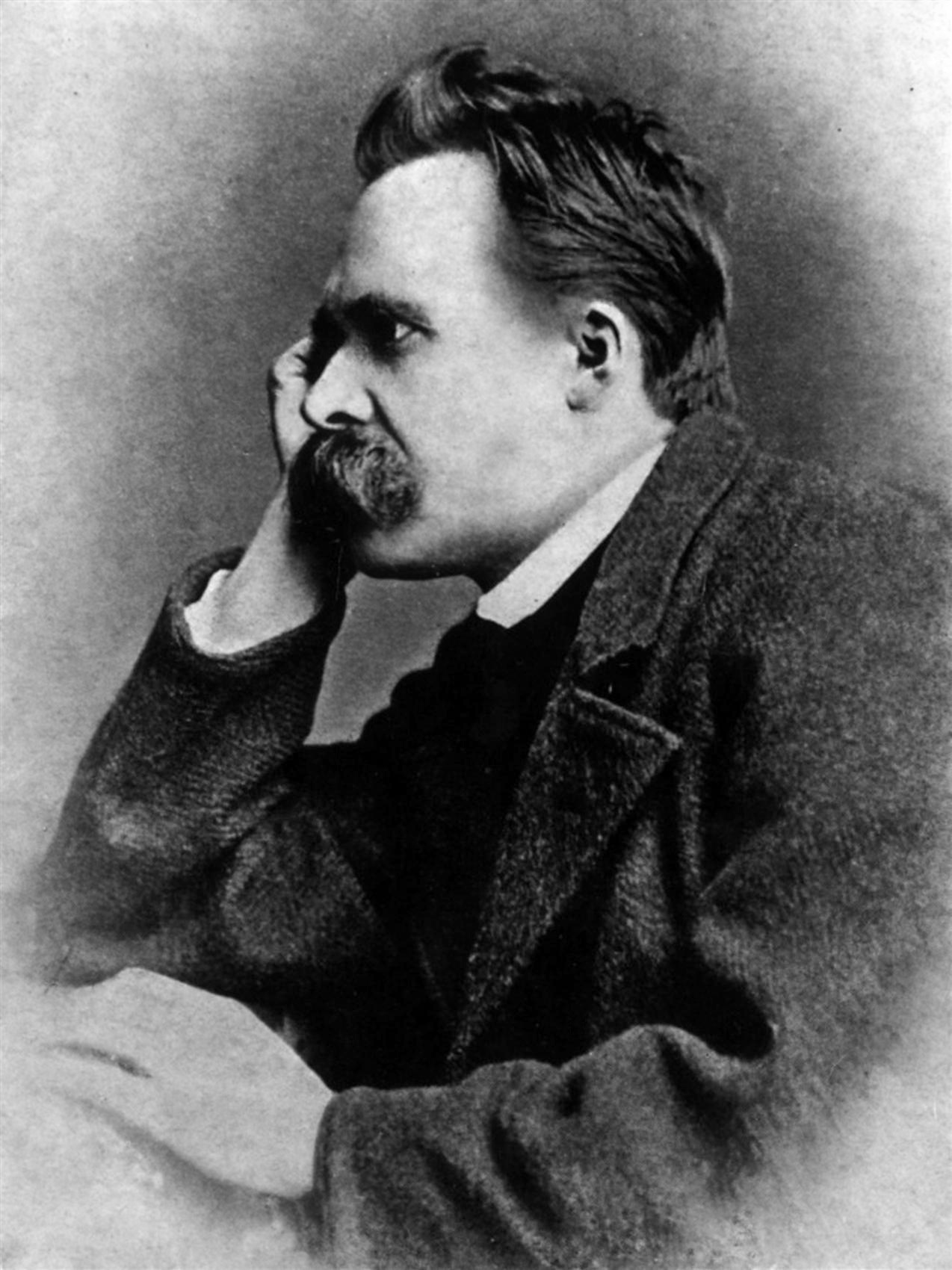
Friedrich Nietzsche.

Friedrich Wilhelm Nietzsche recibió en su juventud la influencia de Wagner y Schopenhauer –a los que posteriormente repudió–, mientras que en su madurez estuvo más influido por Stendhal, Bizet y Dostoievski. La filosofía de Nietzsche es vitalista, afirmando la voluntad de vivir frente a la represión vital ejercida por el cristianismo (la «moral de los señores» frente a la «moral de los esclavos»). Expresó sus ideas a través de parábolas y aforismos de estilo metafórico, como su idea del «eterno retorno» (ewige Wiederkunft), que tomó de Heráclito, según la cual la historia se repite en ciclos que se suceden indefinidamente; pero el ser humano puede intervenir en este proceso, a través de una «transmutación de todos los valores» (Umwertung aller Werte), que le lleva a la figura del «superhombre» (Übermensch), aquella persona que acepta sus impulsos vitales, la vida en toda su plenitud, basada en la «voluntad de poder», y que forja su propia moral, «más allá del bien y del mal».
La estética nietzscheana se caracteriza por su oposición a la moral cristiana, que para él supone una negación de la vida, así como al intelectualismo logicista que, partiendo de Sócrates, impregna toda la filosofía occidental. Una de sus primeras obras en el terreno de la estética fue El nacimiento de la tragedia en el espíritu de la música (1872), donde defendió la tragedia como algo lúdico, alegre, un «consuelo metafísico». Estudiando la tragedia griega, dijo que es una combinación del espíritu apolíneo y el dionisíaco: Apolo es el genio del principium individuationis, el que da las representaciones de la vida –vinculado a las artes plásticas–; Dioniso representa la disgregación, la superación de la individualidad, la exaltación mística –vinculado a la música–. Su propuesta de tragedia es dionisíaca, afirmando que el mito trágico se ha ido perdiendo desde Sócrates –creador del pensamiento lógico–, y que ahora hay que recuperarlo. Sin embargo, en su obra inacabada La filosofía en la época de la tragedia griega se dio cuenta de que no se puede recuperar el espíritu trágico griego, ya que sería sustituir una religión por otra, por lo que propuso la compenetración entre Dionisio y Apolo, para buscar el equilibrio.
Posteriormente, tras su ruptura con Wagner por componer una ópera “cristiana” (Parsifal), retornó en Humano, demasiado humano (1878), Aurora y La gaya ciencia al pensamiento ilustrado, elogiando a Voltaire y elaborando una estética antirromántica y antigermánica, todo lo contrario a lo defendido por Wagner. Defiende entonces el más riguroso clasicismo, la simplicidad, la simetría, el orden, todo lo que representa el arte apolíneo, frente a cualquier tipo de recargamiento o exageración. Frente al artista como genio contrapone el artista como creador, el arte como fruto de un trabajo y de una preparación, respondiendo a criterios de estilo. Sin embargo, en sus últimas obras –después de Así habló Zaratustra– retornó a su concepto de lo dionisíaco: juzga el arte moderno como decadente, aplicando al arte conceptos fisiológicos de salud y enfermedad. El arte auténtico será el que embriaga, el que arrolla por su fuerza y comporta un sentimiento de plenitud. En El crepúsculo de los ídolos (1888) distinguió dos tipos de «embriaguez»: la de las artes plásticas o épicas, que son visionarias, y la de la música, que es emotiva.
Por último, en La voluntad de poder (1901, no concluido), sintetizó sus reflexiones sobre el arte, donde esta voluntad se manifiesta como el «gran estilo» artístico, que es la afirmación de la vida hasta en su vertiente más trágica, es la asimilación de las pasiones, de los errores de la vida, es aceptar el mundo tal como es. Es la forma más alta del pathos trágico, es decir sí a la vida hasta en sus problemas más extraños y profundos. Para Nietzsche, el arte es el gran estimulante de la vida, la obra de arte es lo único que consuela del sufrimiento de vivir. La creación artística es la misma fuerza que el acto sexual, es la misma noción de belleza. Nietzsche opinaba que la belleza no es una sustancia metafísica, no hay una belleza «en sí»; la belleza y la fealdad son relativas, dependen de cada uno. La belleza es la armonización de los deseos, tanto buenos como malos.

El arte y nada más que el arte. ¡Es el que hace posible la vida, gran seductor de la vida, gran estimulante de la vida!. El arte es la única fuerza superior contraria a toda voluntad de negar la vida.
Friedrich Nietzsche, Voluntad de poder

### Esteticismo

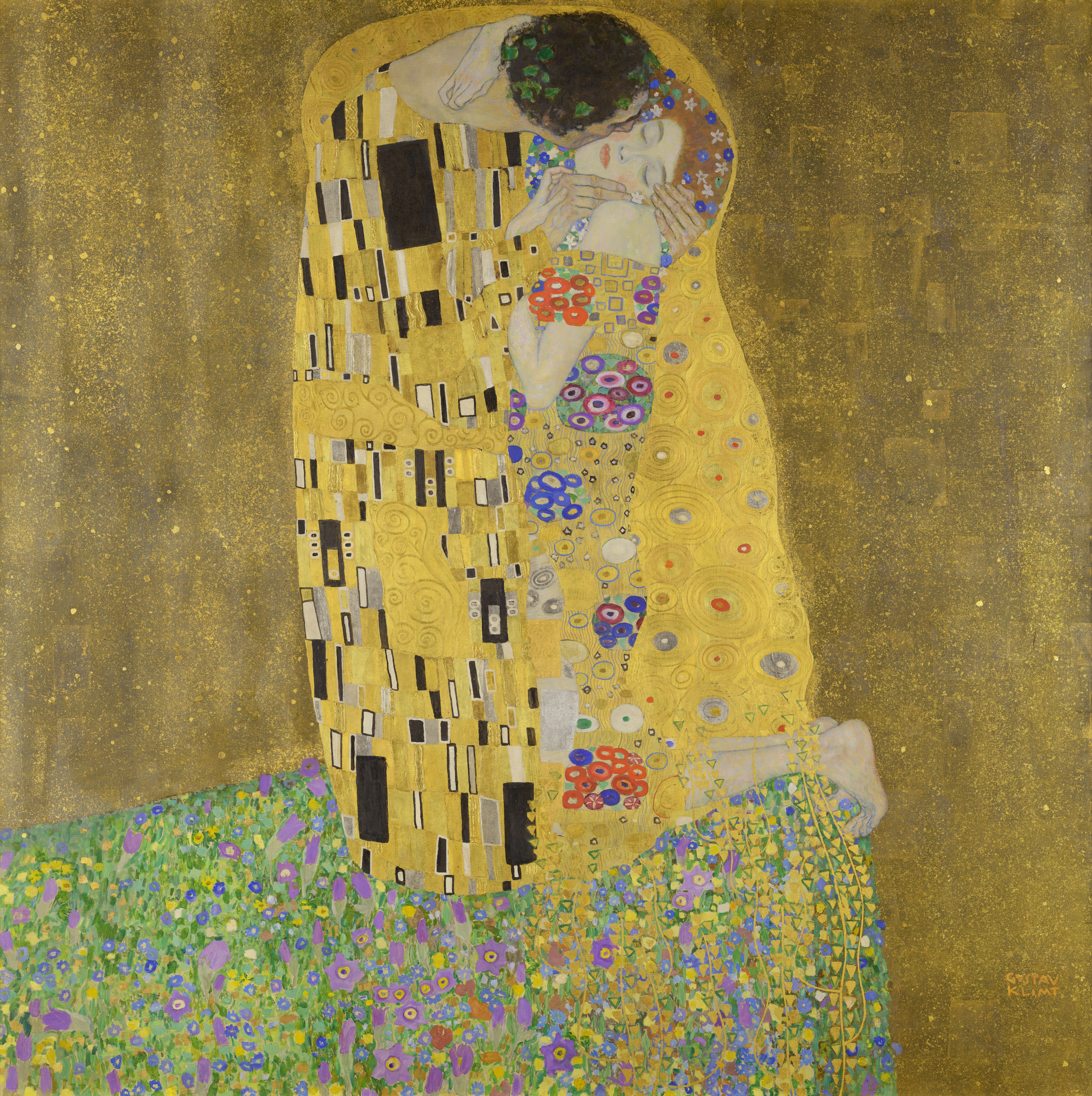
El beso, de Gustav Klimt.

El esteticismo fue una reacción al utilitarismo imperante en la época y a la fealdad y materialismo de la era industrial. Frente a ello, surgió una tendencia que otorgaba al arte y a la belleza una autonomía propia, sintetizada en la fórmula de Théophile Gautier del «arte por el arte» (l'art pour l'art), llegando incluso a hablarse de «religión estética». Esta postura pretendía aislar al artista de la sociedad, buscando de forma autónoma su propia inspiración y dejándose llevar únicamente por una búsqueda individual de la belleza. Dicha premisa partía, por un lado, de la autonomía otorgada a la estética por Kant y, por otro, de la obra de escritores románticos como Tieck y Wackenroder. La belleza se alejó de cualquier componente moral, convirtiéndose en el fin último del artista, que llegaba a vivir su propia vida como una obra de arte –como se puede apreciar en la figura del dandy–. Se llevó la sensibilidad romántica a la exageración, sobre todo en el gusto por lo morboso y terrorífico, surgiendo una «estética del mal», apreciable en la atracción por el satanismo, la magia y los fenómenos paranormales, o la fascinación por el vicio y las desviaciones sexuales. El esteticismo influyó en el prerrafaelismo y el simbolismo francés, y fue predecesor del modernismo.
Uno de los teóricos del movimiento fue Walter Pater, que influyó al denominado decadentismo inglés, estableciendo en sus obras que el artista debe vivir la vida intensamente, siguiendo como ideal a la belleza. Para Pater, el arte es «el círculo mágico de la existencia», un mundo aislado y autónomo puesto al servicio del placer, elaborando una auténtica metafísica de la belleza. Posteriormente, autores como James Abbott McNeill Whistler, Oscar Wilde, Algernon Charles Swinburne y Stéphane Mallarmé desarrollaron esta tendencia hasta un elevado grado de refinamiento basado únicamente en la sensibilidad del artista. Edgar Allan Poe elaboró en sus relatos un concepto de la belleza como cualidad autónoma, dando primacía a la imaginación y la originalidad. En "El principio poético" (1848), negó la intención moral en la obra de arte, así como su carácter didáctico, defendiendo los elementos fantásticos como principales creadores de la esteticidad del arte. Para Poe, así como la inteligencia se ocupa de la verdad y la moral del deber, es el gusto el que se debe ocupar de la belleza, gusto que concibe como facultad autónoma que tiene sus propias leyes.

Un instinto inmortal, profundamente enraizado en el espíritu del hombre, es de este modo, dicho sin rodeos, un sentido de lo Bello.
Edgar Allan Poe, El principio poético

Por otro lado, Charles Baudelaire fue uno de los primeros autores que analizaron la relación del arte con la recién surgida era industrial, prefigurando la noción de «belleza moderna»: no existe la belleza eterna y absoluta, sino que cada concepto de lo bello tiene algo de eterno y algo de transitorio, algo de absoluto y algo de particular. La belleza viene de la pasión y, al tener cada individuo su pasión particular, también tiene su propio concepto de belleza. En su relación con el arte, la belleza expresa por un lado una idea «eternamente subsistente», que sería el «alma del arte», y por otro un componente relativo y circunstancial, que es el «cuerpo del arte». Así, la dualidad del arte es expresión de la dualidad del hombre, de su aspiración a una felicidad ideal enfrentada a las pasiones que le mueven hacia ella. Frente a la mitad eterna, anclada en el arte clásico antiguo, Baudelaire vio en la mitad relativa el arte moderno, cuyos signos distintivos son lo transitorio, lo fugaz, lo efímero y cambiante –sintetizados en la moda–. Baudelaire tenía un concepto neoplatónico de belleza, que es la aspiración humana hacia un ideal superior, accesible a través del arte. El artista es el «héroe de la modernidad», cuya principal cualidad es la melancolía, que es el anhelo de la belleza ideal.

### Estética sociológica

El Ángelus, de Jean-François Millet.

Los cambios sociales producidos por la Revolución Francesa y la Revolución Industrial, tanto a nivel político como económico, llevaron a los filósofos a replantearse la relación del hombre con la sociedad. Así surgió la sociología del arte, ciencia fundamentada en los principios metodológicos del positivismo que considera al artista como parte indisoluble de la sociedad, siendo la obra artística un fiel reflejo de los condicionamientos sociales que envuelven al artista. Hippolyte-Adolphe Taine, en su Filosofía del arte (1865-1869), aplicó al arte un determinismo basado en la raza, el contexto y la época (race, milieu, moment). Para Taine, la estética –la «ciencia del arte»–, opera como cualquier otra disciplina científica, según parámetros racionales y empíricos. Jean Marie Guyau, en Los problemas de la estética contemporánea (1884) y El arte desde el punto de vista sociológico (1888), planteó una visión evolucionista del arte, afirmando que el arte está en la vida, y que evoluciona como ésta; y al igual que la vida del ser humano está organizada socialmente, el arte debe ser reflejo de la sociedad.
La estética sociológica tuvo una gran vinculación con el realismo pictórico y con movimientos políticos de izquierdas, especialmente el socialismo utópico: autores como Henri de Saint-Simon, Charles Fourier y Pierre Joseph Proudhon defendieron la función social del arte, que contribuye al desarrollo de la sociedad, aunando belleza y utilidad en un conjunto armónico. Por otro lado, en el Reino Unido, la obra de teóricos como John Ruskin y William Morris aportó una visión funcionalista del arte: en Las piedras de Venecia (1851-1856) Ruskin denunció la destrucción de la belleza y la vulgarización del arte llevada a cabo por la sociedad industrial, así como la degradación de la clase obrera, defendiendo la función social del arte. En El arte del pueblo (1879) pidió cambios radicales en la economía y la sociedad, reclamando un arte «hecho por el pueblo y para el pueblo». Por su parte, Morris –fundador del movimiento Arts & Crafts– defendía un arte funcional, práctico, que satisfaga necesidades materiales y no solo espirituales. En Escritos estéticos (1882-1884) y Los fines del arte (1887) defendió un concepto de arte utilitario pero alejado de sistemas de producción excesivamente tecnificados, próximo a un concepto del socialismo cercano al corporativismo medieval.
La obra de Ruskin y Morris coincidió con la época victoriana, donde el arte, principalmente subvencionado por la nueva clase emergente, la burguesía, cobró un nuevo valor relacionado con la ostentación, con el reflejo del estatus social, lo que implicaba un factor comercial que provocó la mercantilización del arte en el siglo XX y el auge de las galerías de arte, que se convertirían a su vez en centros difusores de nuevas tendencias. Asimismo, con el Art Nouveau surgió una revalorización del aspecto ornamental del arte y la importancia del diseño, lo que conllevó un gran auge de las artes decorativas, como el mosaico, la vidriería, la orfebrería, la ebanistería, la forja de hierro, la joyería, la cerámica, etc. En este ambiente, el concepto de belleza era más funcional que puramente estético, y dependía de criterios industriales, como la calidad y la producción en masa.
Por otro lado, la función del arte fue cuestionada por el escritor ruso Lev Tolstoi: en ¿Qué es el arte? (1898) se planteó la justificación social del arte, argumentando que siendo el arte una forma de comunicación solo puede ser válido si las emociones que transmite pueden ser compartidas por todos los hombres. Para Tolstoi, la única justificación válida es la contribución del arte a la fraternidad humana: una obra de arte solo puede tener valor social cuando transmite valores de fraternidad, es decir, emociones que impulsen a la unificación de los pueblos.

### Estética psicológica

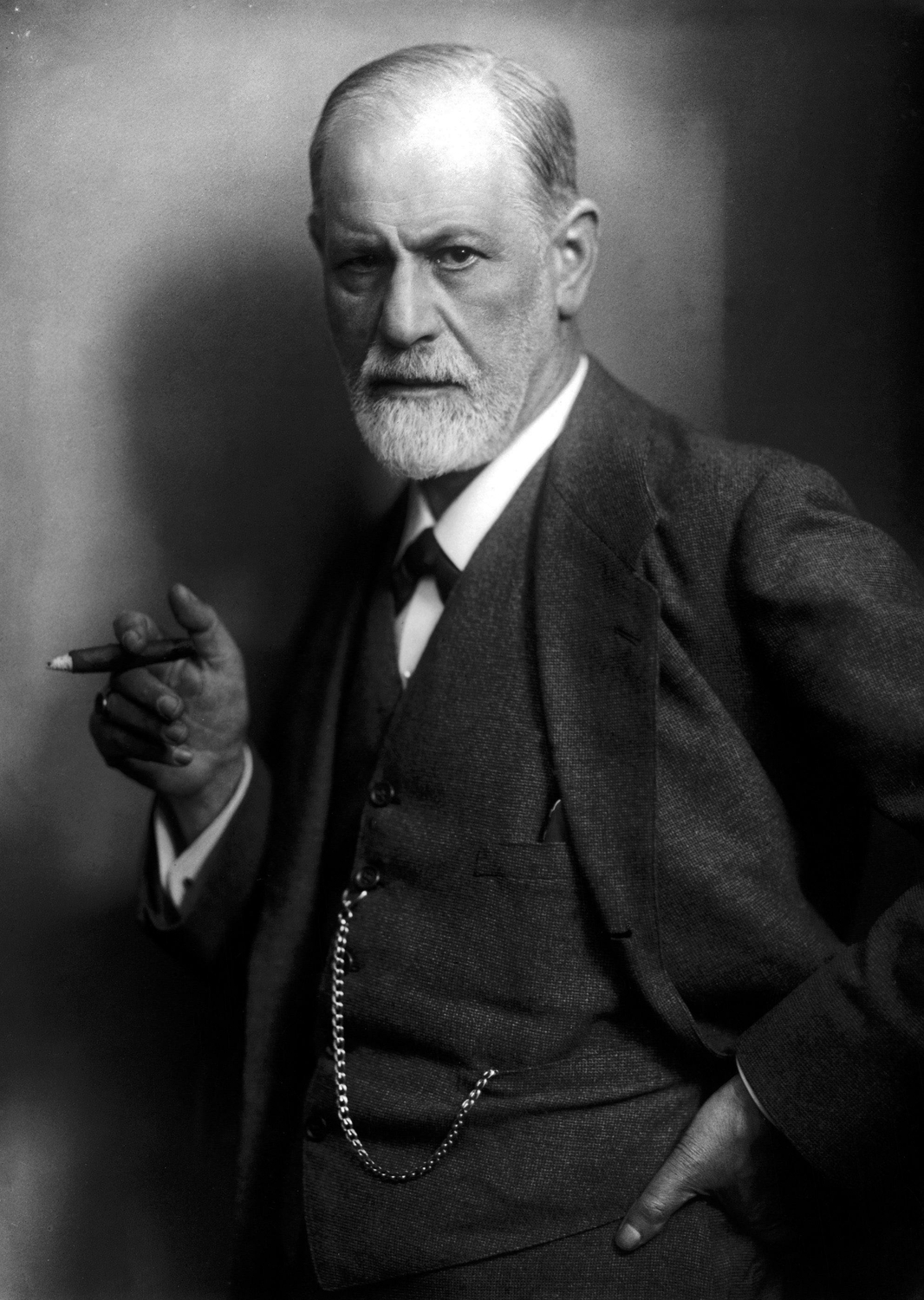
Sigmund Freud.

Con la equiparación de las ciencias del espíritu con las ciencias de la naturaleza efectuada por el positivismo, nació la estética psicológica o «psicología del arte». Gustav Theodor Fechner fue uno de los primeros investigadores que introdujo la experimentación en psicología, afirmando que el espíritu es reflejo de la naturaleza. En Estética experimental (1871-1876) intentó sentar las bases de unos principios científicos aplicables al arte, con una concepción neoplatónica derivada del concepto metafísico de que «todo es uno». Para Fechner, los objetos estéticos (imágenes, sonidos) evocan recuerdos o impresiones que a través de su reconocimiento estimulan nuestra afinidad con el objeto artístico.
Theodor Lipps formuló en Estética (1903-1906) su teoría de la empatía estética (Einfühlung), como un proceso de afinidad entre objeto y sujeto, donde este se reconoce a sí mismo y se solidariza con él, en un proceso deductivo que permite al sujeto hallar un conocimiento de sí mismo que hasta ese momento ignoraba.

Empatía significa que, en la medida en que yo aprehendo un objeto, en ese objeto –tal y como existe para mí– experimento como perteneciente a él una actividad mía o un modo de explicarse mi propio yo.
Theodor Lipps, Estética.

Sigmund Freud, de actitud positivista, defendió la ciencia sobre el arte. Recogió las ideas del inconsciente de Schopenhauer y Nietzsche, intentando salvar el «yo» y estableciendo un modelo basado en el equilibrio de la razón y la pasión, a la vez que revalorizó el mundo de las pulsiones fisiológicas. Contrapuso «principio de placer» contra «principio de realidad», donde el primero sería el niño y el segundo el adulto. Dividió la personalidad en consciente, preconsciente e inconsciente: el preconsciente se puede recuperar con la asociación de ideas, mientras que el inconsciente es aquello que está reprimido, tanto individual como socialmente. Afirmó que hay dos tipos de realidad: una verdadera, objetiva (Wierklichkeit), y otra asumida, construida (Realität), es decir, una consciente y otra psíquica. Freud introdujo una nueva categoría estética, lo «siniestro» (Unheimlich), variación de lo sublime con connotaciones más negativas, ya que se basa en la angustia, en el miedo. Para Freud lo siniestro es lo más profundamente humano, es «el eterno retorno de lo idéntico no deliberado». Lo siniestro está en toda obra de arte, que es reflejo de lo más profundo del hombre.
En La interpretación de los sueños (1900) Freud introdujo los conceptos de «contenido manifiesto» y «contenido latente» de los sueños, que interpretó como una realización de deseos inconscientes. Freud fue el primero en aplicar el psicoanálisis al arte (Un recuerdo infantil de Leonardo Da Vinci, 1910), la sociedad (Tótem y tabú, 1913), la cultura (El malestar en la cultura, 1930) y la religión (Moisés y el monoteísmo, 1939). Para Freud, el arte sería una de las maneras de representar un deseo, una pulsión reprimida, de forma sublimada. El origen del sentimiento estético –la belleza– es el mismo que del deseo erótico. Opinaba que el artista es una figura narcisista, cercana al niño, que refleja en el arte sus deseos. Afirmó que las obras artísticas pueden ser estudiadas como los sueños y las enfermedades mentales, con el psicoanálisis. Su método era semiótico, estudiaba los símbolos, opinando que una obra de arte es un símbolo. Pero como es el símbolo el que hace aquello simbolizado, hay que estudiar la obra de arte para llegar al origen creativo de la obra.
Carl Gustav Jung relacionó la psicología con diversas disciplinas como la filosofía, la sociología, la religión, la mitología, la literatura y el arte. En Contribuciones a la psicología analítica (1928), sugirió que los elementos simbólicos presentes en el arte son «imágenes primordiales» o «arquetipos», que están presentes de forma innata en el «subconsciente colectivo» del ser humano. Jung influyó en el surrealismo y en el expresionismo abstracto.

### Estética cultural

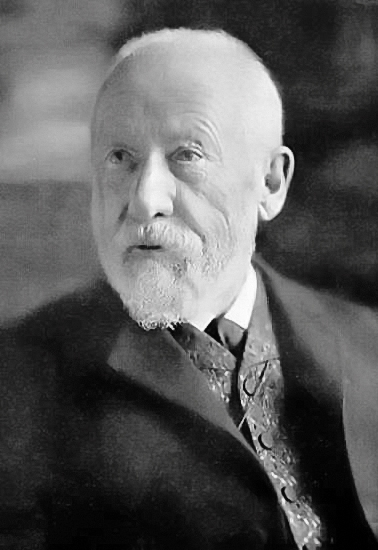
Wilhelm Dilthey.

A finales del siglo XIX, principalmente en Alemania, surgió una tendencia a estudiar la filosofía –así como la historia, el arte, y demás ciencias sociales– desde el punto de vista de la cultura, utilizando como herramienta metodológica la interpretación crítica. Influidos por el idealismo, el romanticismo y el neokantismo, eran autores que, al vivir en una época donde resultaba patente la crisis de valores objetivos, recurrieron al estudio de la historia (historicismo) y de la cultura para poder analizar el presente.
Uno de sus máximos representantes, Wilhelm Dilthey, se dedicó a las «ciencias del espíritu», formulando una teoría acerca de la unidad entre arte y vida. Prefigurando el arte de vanguardia, Dilthey ya vislumbraba a finales del siglo XIX cómo el arte se alejaba de las reglas académicas, y cómo cobraba cada vez mayor importancia la función del público, que tiene el poder de ignorar o ensalzar la obra de un artista determinado. Encontró en todo ello una «anarquía del gusto», que achacó a un cambio social de interpretación de la realidad, pero que percibió como transitorio, siendo necesario hallar «una relación sana entre el pensamiento estético y el arte». Así, ofreció como salvación del arte las ciencias del espíritu, especialmente la psicología: la creación artística debe poder analizarse bajo el prisma de la interpretación psicológica de la fantasía. En Vida y poesía (1905) presentó la poesía como expresión de la vida, como «vivencia» (Erlebnis) que refleja la realidad externa de la vida. La creación artística tiene pues como función intensificar nuestra visión del mundo exterior, presentándolo como un conjunto coherente y pleno de sentido.
Georg Simmel formuló una teoría de la modernidad que, desde un punto de vista sociológico, otorgaba un papel relevante al arte: analizando la evolución cultural desde una perspectiva de influencia marxista pero matizada por un cierto vitalismo, percibió en la evolución del espíritu humano una constante creación de formas culturales que, una vez generadas, producen formas objetivas de naturaleza autónoma que tienden a perpetuarse en el tiempo. Así, la cultura presenta una dualidad de origen: el alma subjetiva y el producto objetivo. Simmel percibió en el arte de vanguardia una disparidad entre subjetividad y objetividad, por lo que el arte dejaba de ser unitario y armónico para ser fragmentario y caótico.

## sigloXX

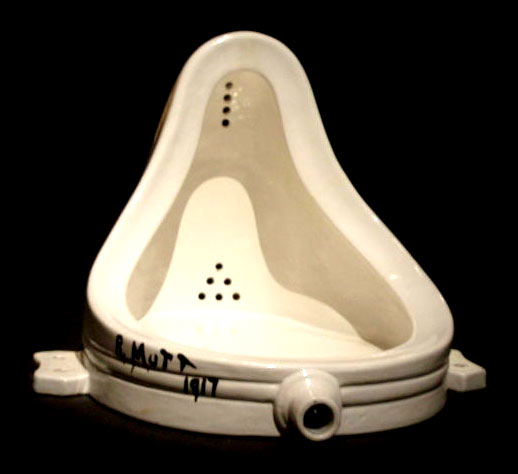
Fuente, de Marcel Duchamp. El supuso una pérdida del concepto de belleza clásica para conseguir un mayor efecto en el diálogo artista-espectador.

La estética contemporánea ha presentado una gran diversidad de tendencias, en paralelo con la atomización de estilos producida en el arte del siglo XX. Tanto la estética como el arte actuales reflejan ideas culturales y filosóficas que se fueron gestando en el cambio de siglo XIX-XX, en muchos casos contradictorias: la superación de las ideas racionalistas de la Ilustración y el paso a conceptos más subjetivos e individuales, partiendo del movimiento romántico y cristalizando en la obra de autores como Kierkegaard y Nietzsche, suponen una ruptura con la tradición y un rechazo de la belleza clásica. El concepto de realidad fue cuestionado por las nuevas teorías científicas: la subjetividad del tiempo (Bergson), la relatividad de Einstein, la mecánica cuántica, la teoría del psicoanálisis de Freud, etc. Por otro lado, las nuevas tecnologías hacen que el arte cambie de función, ya que la fotografía y el cine ya se encargan de plasmar la realidad. Todos estos factores produjeron la génesis del arte abstracto, donde el artista ya no intenta reflejar la realidad, sino su mundo interior, expresar sus sentimientos. También hay que valorar la progresiva disminución del analfabetismo, puesto que antiguamente, al no saber leer la gente, el arte gráfico era el mejor medio para la transmisión del conocimiento –sobre todo religioso–, función que ya no es necesaria en el siglo XX.
Los movimientos de vanguardia pretendían integrar el arte en la sociedad, buscando una mayor interrelación artista-espectador, ya que es este último el que interpreta la obra, pudiendo descubrir significados que el artista ni conocía. Es lo que Umberto Eco denominó «obra abierta»: una obra que expresa con mayor libertad la concepción del artista, pero que a la vez establece un diálogo con el espectador, al tener un número ilimitado de interpretaciones. A veces el arte está más en la visión que le otorga el espectador que no en su propio proceso productivo, como en los ready-made de Marcel Duchamp.
El arte contemporáneo está íntimamente ligado a la sociedad, a la evolución de los conceptos sociales, como el mecanicismo y la desvalorización del tiempo y la belleza. Es un arte que destaca por su instantaneidad, necesita poco tiempo de percepción. El kitsch, la nueva categoría estética surgida en el siglo XX, es la esencia de la fealdad, una copia de un objeto clásico sometida a retoques y exigencias de la mediocridad; es consumista, efímero, mecánico. Otra nueva categoría es lo camp, aquella sensibilidad estética basada en el mal gusto, en comportamientos exagerados, afectados, teatrales o afeminados, que transforma elementos culturales originalmente serios en objetos frívolos, insustanciales, donde se valora el artificio, la mediocridad, la ostentación.
El arte actual tiene oscilaciones continuas del gusto, cambia simultáneamente: así como el arte clásico se sustentaba sobre una metafísica de ideas inmutables, el actual, de raíz kantiana, encuentra gusto en la conciencia social de placer (cultura de masas). En una sociedad más materialista, más consumista, el arte se dirige a los sentidos, no al intelecto. Así cobró especial relevancia el concepto de moda, una combinación entre la rapidez de las comunicaciones y el aspecto consumista de la civilización actual. La velocidad de consumo desgasta la obra de arte, haciendo oscilar el gusto, que pierde universalidad, predominando los gustos personales. Las últimas tendencias artísticas han perdido incluso el interés por el objeto artístico: el arte tradicional era un arte de objeto, el actual de concepto. Hay una revalorización del arte activo, de la acción, de la manifestación espontánea, efímera, del arte no comercial (arte conceptual, happening, environment).

### Formalismo

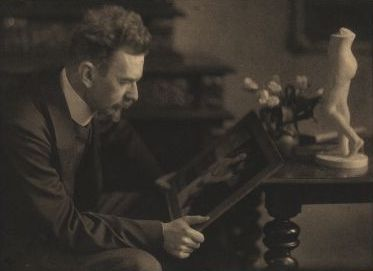
Heinrich Wölfflin.

El formalismo defiende el estudio del arte a partir del estilo, aplicando una metodología evolucionista que otorga al arte una autonomía alejada de cualquier consideración filosófica, rechazando la estética romántica y el idealismo hegeliano, y acercándose al neokantismo. Su principal teórico fue Heinrich Wölfflin, considerado el padre de la moderna historia del arte. Aplicó al arte criterios científicos, como el estudio psicológico o el método comparativo. Definió los estilos por las diferencias estructurales inherentes a los mismos, como argumentó en su obra Conceptos fundamentales de la Historia del Arte (1915). Wölfflin no otorgó importancia a las biografías de los artistas, defendiendo en cambio la idea de nacionalidad, de escuelas artísticas y estilos nacionales. Las teorías de Wölfflin fueron continuadas por la llamada Escuela de Viena, con autores como Max Dvořák, Hans Sedlmayr y Otto Pächt.
Por otro lado, Alois Riegl fue el creador del concepto de Kunstwollen (en alemán «voluntad artística»), una fuerza del espíritu humano que hace nacer afinidades formales dentro de una misma época, en todas sus manifestaciones culturales. Esta «voluntad artística» está condicionada por la «visión del mundo» (Weltanschauung), fruto de la religión y del pensamiento científico fundamental. Para Riegl, la historia del arte es una historia del «espíritu del arte», una sucesión de estilos y una superposición de éstos sobre la conciencia cultural del momento. La historia del arte, por tanto, es entendida por la variación de estilos, en función de estructuras simbólicas, de su uso dentro de la colectividad, o de su función estética ligada a la cuestión del conocimiento.

### Iconología
La iconología centra sus estudios en la simbología del arte, en el significado de la obra artística. A través del estudio de imágenes, emblemas, alegorías y demás elementos de significación visual pretenden esclarecer el mensaje que el artista pretendió transmitir en su obra, estudiando la imagen desde postulados mitológicos, religiosos o históricos, o de cualquier índole semántica presente en cualquier estilo artístico. Así como la iconografía tiene por fin la simple descripción de imágenes, la iconología las estudia en todos sus aspectos, las compara y las clasifica, llegando incluso a formular leyes o reglas para conocer su antigüedad y diversos significados e interpretaciones. Los principales teóricos de este movimiento fueron Erwin Panofsky, Aby Warburg, Ernst Gombrich y Fritz Saxl.
Erwin Panofsky estudió con igual esmero el arte antiguo, medieval y renacentista, intentando encontrar un sello distintivo común en sus expresiones iconográficas, para fomentar su teoría de la cultura occidental como un complejo entramado de símbolos interrelacionados. En oposición al formalismo, defendió la relación del arte con el estrato cultural y el sentimiento espiritual de cada época, postulando un sistema metodológico que considera la historia del arte como una ciencia interdisciplinaria. Para Panofsky, una obra de arte es un objeto elaborado por el ser humano cuyo fin es la experiencia estética. Por su parte, Ernst Gombrich postuló que el impulso artístico es inherente al ser humano, sin necesidad de ninguna justificación, sea histórica, filosófica o psicológica, relacionando este impulso con el placer que el arte suscita en nuestra mente. Para Gombrich, el arte no tiene esencia ni definición, pero no importa, lo único definible es la sensación que provoca en nosotros. Solo se puede estudiar a través de los mecanismos mentales que lo producen, del análisis de la más profunda naturaleza humana, no determinada ni por las leyes naturales ni por aspectos culturales o sociales, sino por la interrelación de todos ellos.

### Neoidealismo
Benedetto Croce, en su Filosofía del espíritu (1902), definió la estética como «ciencia de las imágenes», del conocimiento basado en la intuición, en contraposición al conocimiento de los conceptos presentes en la lógica. Para Croce, en nuestra conciencia hallamos «impresiones», datos sensoriales que al clarificarse se convierten en «intuiciones». Este proceso lo denomina «expresar», que equivale a crear arte, estableciendo la fórmula «intuición = expresión». Así, el arte es un proceso donde una impresión se intuye para formar una expresión. De forma análoga, pero otorgándole otro sentido, Henri Bergson también habló de «intuición»: en Introducción a la metafísica (1903) afirmó que la intuición –el «instinto hecho autoconsciente»– nos permite alcanzar la realidad (élan vital), que es deformada por nuestro intelecto.
Vasili Kandinski fue uno de los principales promotores del arte de vanguardia, siendo pionero del arte abstracto con sus «impresiones», «improvisaciones» y «composiciones», donde otorgó especial relevancia al color y las formas puras, así como la significación de la expresión artística. En De lo espiritual en el arte (1911) expresó un concepto místico del arte, con influencia de la teosofía y la filosofía oriental: el arte es expresión del espíritu, siendo las formas artísticas reflejo del mismo. Como en el mundo de las ideas de Platón, las formas y sonidos conectan con el mundo espiritual a través de la sensibilidad, de la percepción. Para Kandinski, el arte es un lenguaje universal, accesible a cualquier ser humano.

Bello es lo que brota de la necesidad anímica interior. Bello es lo que es interiormente bello.
Vasili Kandinski, De lo espiritual en el arte

### Marxismo

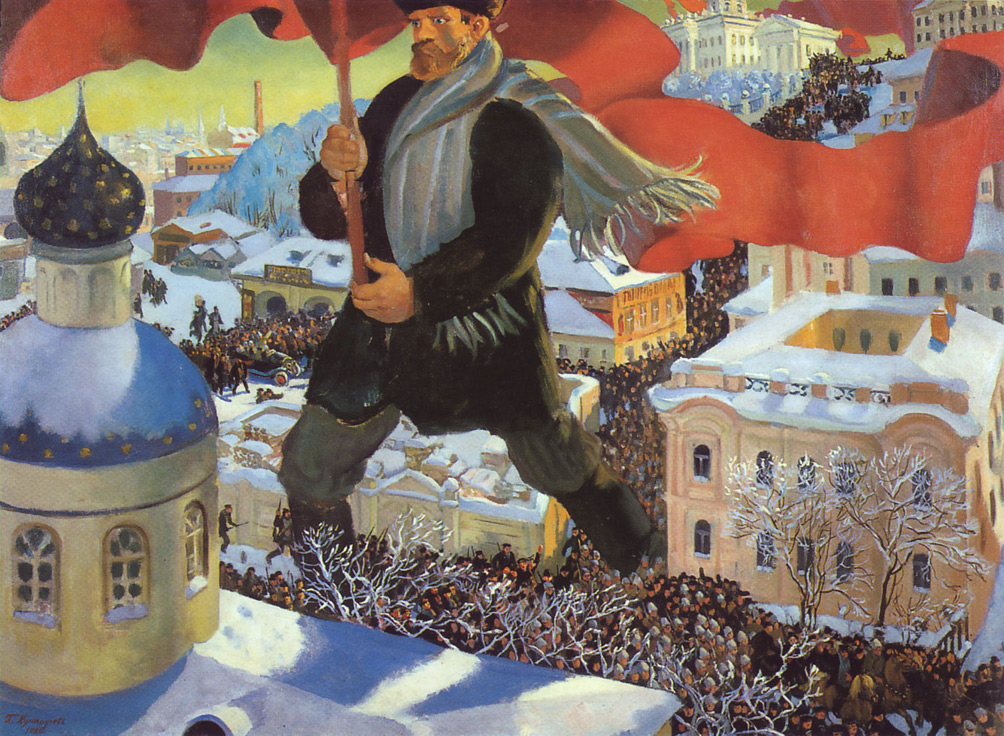
Boris Mihailovich Kustodiev: Bolchevique, Galería Tretiakov, Moscú.

La teoría del materialismo dialéctico formulada en el siglo XIX por Marx y Engels tuvo derivaciones estéticas en el siglo XX, sobre todo en Rusia. De la obra de Marx se desprendía que el arte es una «superestructura» cultural determinada por las condiciones sociales y económicas del ser humano. Para los marxistas el arte es reflejo de la realidad social, si bien el propio Marx no veía una correspondencia directa entre una sociedad determinada y el arte que produce. Después de la Revolución Soviética el arte, enmarcado en el realismo socialista, fue estandarizado en unos parámetros definidos principalmente por Maksim Gorki y Andréi Zhdánov: el artista ha de ser catalizador de las fuerzas sociales, fomentando el proceso revolucionario marxista.
Georgi Plejánov fue el primero en intentar elaborar una estética marxista. En Arte y vida social (1912), formuló una estética materialista que rechazaba el «arte por el arte», así como la individualidad del artista ajeno a la sociedad que lo envuelve. Para Plejánov, «la estética no puede tener otro fundamento que la sociología. El contenido y la forma del arte están determinados por las condiciones objetivas de la evolución histórica».
Ernst Bloch fue uno de los primeros teóricos del arte de vanguardia que surgía entonces en la sociedad occidental, principalmente el expresionismo alemán. En El espíritu de la utopía (1918) intentó revisar el estudio del arte por parte de la filosofía como un conjunto compenetrado con la evolución histórica. Bloch defendió el arte no figurativo, relacionándolo con una concepción utópica del hombre como un destino no revelado pero presente de forma inconsciente en lo más profundo del ser humano.

Si la tarea de la pintura fuese ponernos ante los ojos el aire y la preciosa vastedad del espacio y de todo lo demás, más valdría ir a disfrutar directa y gratuitamente de todo ello.
Ernst Bloch, El espíritu de la utopía

Para György Lukács, en cambio, el arte de vanguardia era reflejo del «irracionalismo burgués». Influido por Dilthey y su distinción entre «ciencias de la naturaleza» y «ciencias del espíritu», aplicó esta diferencia para establecer una ontología del arte: si la ciencia trata «con los hechos y con sus conexiones», el arte «nos ofrece almas y destinos». Para Lukács, el arte está ontológicamente ligado a la verdad, a una verdad mítica perdurable en el trasfondo del hombre durante milenios. En Historia y conciencia de clase (1925) aplicó la dialéctica marxista al arte, concibiendo este como una estructura profunda y recurrente inherente al devenir histórico a lo largo del tiempo. El arte es así un fenómeno mimético que recoge los aspectos más esenciales y universales de los acontecimientos históricos. Para Lukács, «el arte verdadero representa siempre la totalidad de la vida humana».
Walter Benjamin incidió de nuevo en el arte de vanguardia, que para él era «la culminación de la dialéctica de la modernidad», el final del intento totalizador del arte como expresión del mundo circundante. Intentó dilucidar el papel del arte en la sociedad moderna, realizando un análisis semiótico en que el arte se explica a través de signos que el hombre intenta descifrar sin un resultado aparentemente satisfactorio. Para él, la modernidad implica una fractura semiótica que sumerge al hombre en la confusión, impeliéndole a su vez a una búsqueda de la verdad. Aunque aparentemente el arte tiene una función reconciliadora entre el hombre y el mundo, la propia naturaleza artificial de este hace que nos conduzca a falsas premisas de verdad. En La obra de arte en la época de la reproductibilidad técnica (1936) analizó la forma cómo las nuevas técnicas de reproducción industrial del arte pueden hacer variar el concepto de este, al perder su carácter de objeto único y, por tanto, su halo de reverencia mítica; esto abre nuevas vías de concebir el arte –inexploradas aún para Benjamin– pero que supondrán una relación más libre y abierta con la obra de arte.
Theodor W. Adorno, como Benjamin perteneciente a la Escuela de Frankfurt, defendió el arte de vanguardia como reacción a la excesiva tecnificación de la sociedad moderna. Contrariamente al concepto estructural de Lukács, Adorno puso énfasis en la forma artística, que para él es donde se manifiesta el contenido ideológico subyacente en el arte, si bien de una forma distorsionada, como en un espejo roto. En su Teoría estética (1970) afirmó que el arte es reflejo de las tendencias culturales de la sociedad, pero sin llegar a ser fiel reflejo de ésta, ya que el arte representa lo inexistente, lo irreal; o, en todo caso, representa lo que existe pero como posibilidad de ser otra cosa, de trascender. El arte es la «negación de la cosa», que a través de esta negación la trasciende, muestra lo que no hay en ella de forma primigenia. Es apariencia, mentira, presentando lo inexistente como existente, prometiendo que lo imposible es posible.

El anhelo inextinguible de lo bello, para el que Platón, con la frescura de lo que sucede por primera vez, encontró las palabras, es el anhelo del cumplimiento de la promesa.
Theodor W. Adorno, Teoría estética.

### Pragmatismo
El pragmatismo defiende la interrelación entre la estética y la cultura, integradas ambas en el devenir de la vida humana, siendo fiel reflejo de la naturaleza. George Santayana, en La razón del arte (1903), se opuso a la separación entre arte bello y arte útil, distinguiendo en las bellas artes un doble papel de modelo y de parte esencial de la vida cognoscitiva. Asimismo, en El sentido de la belleza (1896), realizó un estudio del arte desde un aspecto psicológico, afirmando que la belleza es «placer objetivado».
John Dewey, en Arte como experiencia (1934), definió el arte como «culminación de la naturaleza», defendiendo que la base de la estética es la experiencia sensorial. La actividad artística es una consecuencia más de la actividad natural del ser humano, cuya forma organizativa depende de los condicionamientos ambientales en que se desenvuelve. Así, el arte es «expresión», donde fines y medios se fusionan en una experiencia agradable. Para Dewey, el arte, como cualquier actividad humana, implica iniciativa y creatividad, así como una interacción entre sujeto y objeto, entre el hombre y las condiciones materiales en las que desarrolla su labor. Otorgó al arte un sentido teleológico, siendo la finalidad a la que está destinada la experiencia humana la que le proporciona un valor intrínseco.

### Novecentismo
Movimiento clasicista surgido como reacción al modernismo, el novecentismo fue un intento de renovación cultural que pretendió adaptar la sociedad a las innovaciones producidas por el recién estrenado siglo XX. Su principal teórico fue Eugeni d'Ors, fiel representante del concepto vanguardista del intelectual comprometido con las reformas sociales. D'Ors conectó con el pensamiento premoderno –desde la Ilustración hasta Hegel– que pretendía hacer un análisis holístico del mundo, explicarlo en su totalidad, construyendo un sistema ideal ordenado y racional. Sin embargo, dejó la puerta abierta a un cierto grado de desorden, de irracionalidad, que debía ser combatido mediante la inteligencia, donde la Verdad sería la esencia del conocimiento, regenerando los valores humanos, tanto políticos como morales, filosóficos y estéticos. Esta metafísica dorsiana se tradujo en una teoría estética donde el arte juega un papel fundamental como principio reformador de la sociedad, siendo la materialización de su visión idealizada del mundo. 
La reflexión estética de Ors fue la base de todo su sistema, reflejándose en su moral y sus teorías filosóficas sobre política e historia. Sus teorías estéticas se movieron entre un cierto neoplatonismo y el simbolismo de finales del siglo XIX, con influencia ruskiniana en su concepto social del arte. Para d'Ors, el arte es un mecanismo para comprender el mundo y, a la vez, reconstruir la historia, oponiéndose a la autonomía del arte y a la visión individual del artista –donde se contrapone claramente al modernismo maragalliano–. Así, frente al «arte por el arte» propuso una estética esencialista, donde el arte es un agente organizador, que reduce la variedad hasta llegar a la unidad, dando forma al mundo. A través del arte se puede ascender de la realidad fenoménica hasta la realidad ideal, siguiendo la teoría platónica. Para d'Ors, el arte representa conceptos dando forma a la variedad inherente en la naturaleza, facilitando la construcción de un ideal con orientación moral y social, por lo que se convierte en un instrumento moralizador, con fines didácticos y reformadores. De ahí el clasicismo presente en la teoría dorsiana: el arte es una racionalización y humanización de la naturaleza, siendo la representación figurativa la síntesis entre conocimiento –actitud pasiva– y pensamiento –actitud activa–. Desde esta estética clasicista entiende pues la obra de arte como producto de una época, que revela un sustrato cultural, centrándose en el análisis figurativo para desentrañar el sentido ontológico de la obra de arte.

### Raciovitalismo

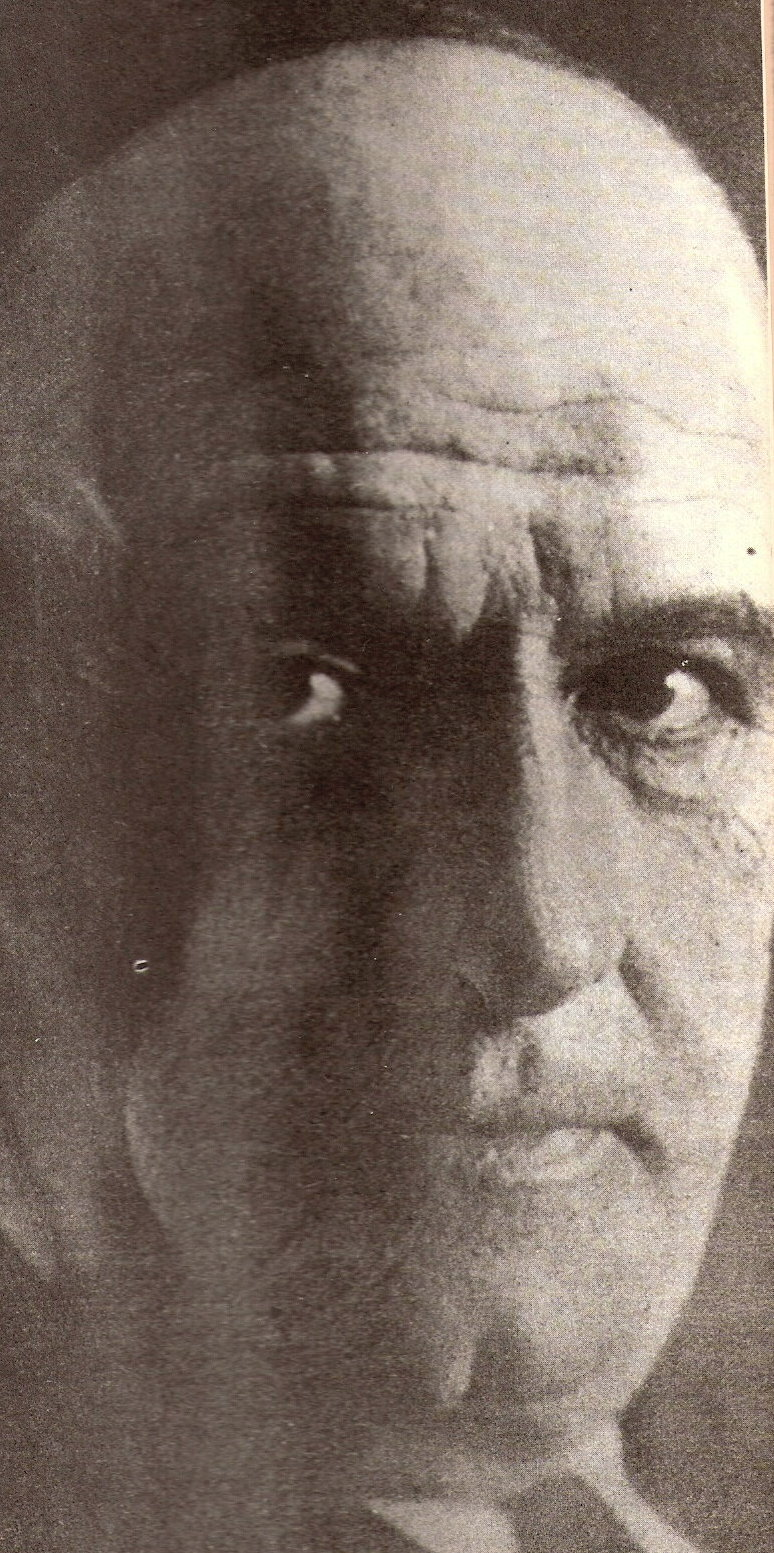
José Ortega y Gasset.

José Ortega y Gasset fue creador de un original sistema filosófico basado en la «razón vital», que se fundamenta en su famosa frase: «yo soy yo y mi circunstancia». En La deshumanización del arte (1925) analizó el arte de vanguardia desde el concepto de «sociedad de masas», donde el carácter minoritario del arte vanguardista produce una elitización del público consumidor de arte, reflejando un concepto nietzscheano de «moral gregaria»: negando la igualdad entre los hombres, puso una barrera entre los «hombres egregios» y los «hombres vulgares», convirtiendo el arte en una aristocracia del gusto. Ortega apreció en el arte una «deshumanización» debida a la pérdida de perspectiva histórica, es decir, de no poder analizar con suficiente distancia crítica el sustrato sociocultural que conlleva el arte de vanguardia. La pérdida del elemento realista, imitativo, que Ortega apreciaba en el arte de vanguardia, suponía una eliminación del elemento humano que estaba presente en el arte naturalista. Asimismo, esta pérdida de lo humano hacía desaparecer los referentes en que estaba basado el arte clásico, suponiendo una ruptura entre el arte y el público, y generando una nueva forma de comprender el arte que solo podrían entender los iniciados. 
La percepción estética del arte deshumanizado es la de una nueva sensibilidad basada no en la afinidad sentimental –como se producía con el arte romántico–, sino en un cierto distanciamiento, una apreciación de matices. Esa separación entre arte y humanidad supone un intento de volver al hombre a la vida, de rebajar el concepto de arte como una actividad secundaria de la experiencia humana. Ortega combatía el realismo artístico, especialmente las teorías de Ruskin, del que decía que tenía «una concepción decorativa de la belleza». En cambio, defendió la belleza como una experiencia «peligrosa», pues supone una ruptura con la habitual relación que solemos mantener con las cosas.

### Empirismo lógico

El cubo de Necker y el jarrón de Rubin, dos ejemplos de psicología visual de la Escuela de la Gestalt.

Durante el siglo XX surgió una nueva tendencia empirista –el empirismo lógico– que abordaba la filosofía, por una parte, desde una perspectiva positivista basada en la ciencia empírica –que en el caso de la estética aborda principalmente la psicología– y, por otra, desde el terreno de la metodología, sintetizada en el análisis filosófico. La primera vertiente produjo una «estética científica», aplicando a la estética la investigación psicológica; y la segunda, una «estética analítica», que se centró en el problema del lenguaje, especialmente relacionado con la crítica de arte, intentando establecer una normativa en cuanto al método de la expresión artística.
La estética científica tomó como método la psicología, si bien se diferenció del psicoanálisis freudiano en que, así como este relaciona los estímulos externos con el inconsciente del individuo, en el empirismo se analiza el objeto per se, estudiando el arte desde la perspectiva de la percepción visual. Este punto de vista fue elaborado por la Escuela de la Gestalt, que afirmaba que estamos condicionados por nuestra cultura –en sentido antropológico–, que la cultura condiciona nuestra percepción. Tomaron un punto de partida en la obra de Karl Popper, quien afirmaba que en la apreciación estética hay un punto de inseguridad («gusto»), que no tiene base científica y no se puede generalizar. Decía que llevamos una idea preconcebida («hipótesis previa»), que hace que encontremos en el objeto lo que buscamos. 
Según la Gestalt, la mente configura, a través de ciertas leyes, los elementos que llegan a ella a través de los canales sensoriales (percepción) o de la memoria (pensamiento, inteligencia y resolución de problemas). En nuestra experiencia del medio ambiente, esta configuración tiene un carácter primario por sobre los elementos que la conforman, y la suma de estos últimos por sí solos no podría llevarnos, por tanto, a la comprensión del funcionamiento mental. Se fundamentan en la noción de estructura, entendida como un todo significativo de relaciones entre estímulos y respuestas. Intentan entender los fenómenos en su totalidad, sin separar los elementos del conjunto, que forman una estructura integrada fuera de la cual dichos elementos no tendrían significación. Sus principales exponentes fueron Rudolf Arnheim, Max Wertheimer, Wolfgang Köhler, Kurt Koffka y Kurt Lewin.
La estética analítica abordó el fenómeno artístico desde la perspectiva del lenguaje, dilucidando los tradicionales objetos de estudio de la estética –arte, belleza, gusto– desde la perspectiva del análisis lingüístico. La filosofía analítica tuvo su origen en Ludwig Wittgenstein y su Tractatus logico-philosophicus (1921), donde afirmaba que buena parte de los problemas filosóficos no provienen de la realidad o nuestra percepción de la misma, sino del lenguaje y nuestra forma de expresarnos. Se distanciaba así de la metafísica, defendiendo el análisis lingüístico como método de abordar las cuestiones filosóficas. La estética analítica rechazó el idealismo de Croce, del que criticaban su lenguaje enfático y redundante, defendiendo un lenguaje sencillo y racional, y postulando que no es necesaria una teoría del arte para hablar de arte. Opinaban que todas las teorías han fallado a la hora de definir el arte, ya que este no tiene definición, es un concepto abierto. Sus principales representantes fueron Morris Weitz, Monroe Beardsley, Nelson Goodman y Arthur C. Danto.

### Semiótica

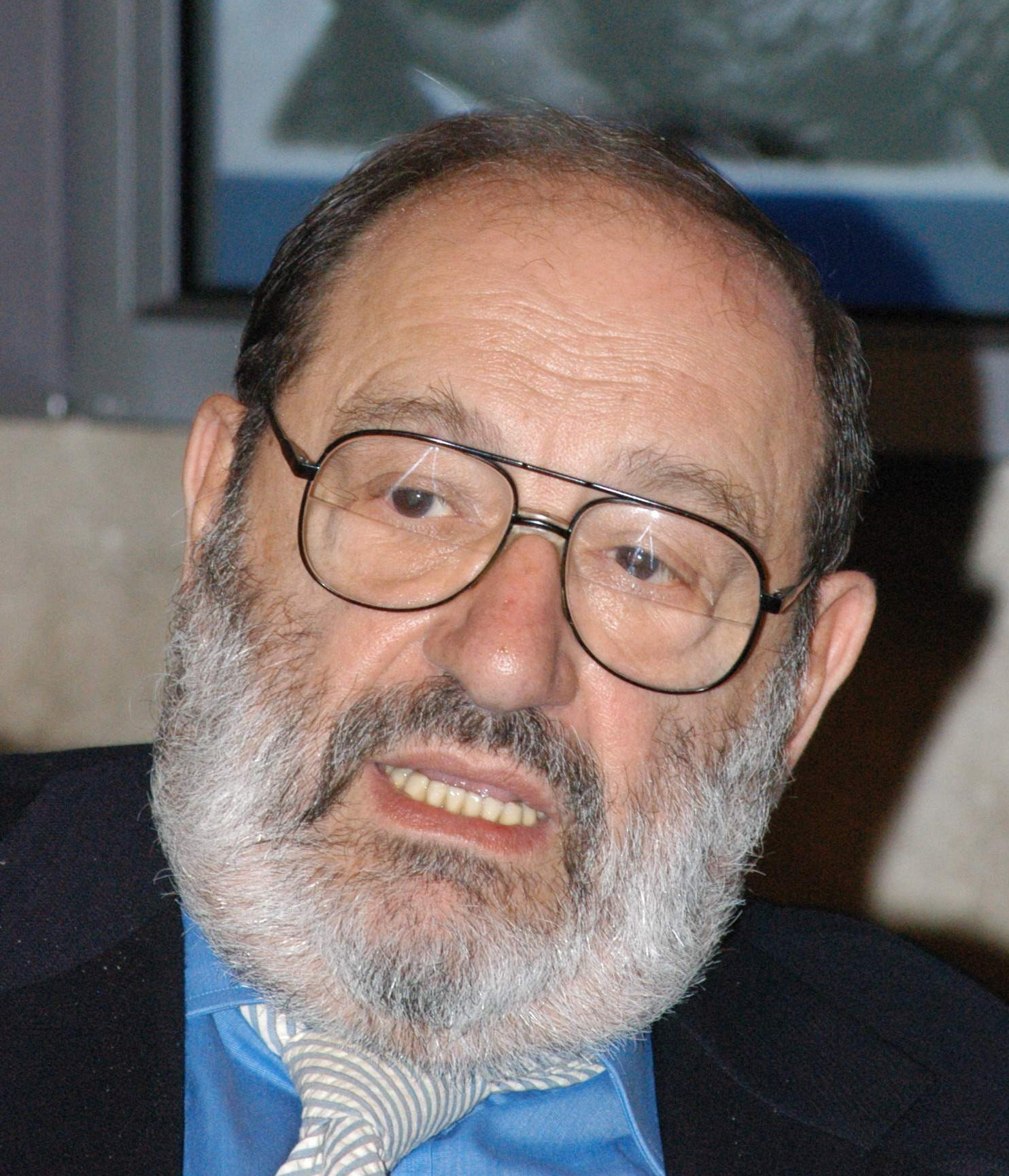
Umberto Eco.

La filosofía contemporánea se ha preocupado ampliamente por el signo, el análisis semiótico. Igualmente, el interés de la antropología por la mitología clásica y primitiva ha comportado un creciente interés por los elementos simbólicos del arte. Ivor Armstrong Richards y Charles Kay Ogden, en El significado del significado (1923), distinguieron en el lenguaje dos funciones, la «emotiva» y la «referencial». De aquí dedujeron que la distinción entre lenguaje poético y científico se encuentra en la consideración de la poesía como lenguaje emotivo, de donde se desprende que los juicios estéticos son igualmente emotivos.
Ernst Cassirer realizó un encomiable intento de sintetizar estas teorías en una sola formulación que denominó «antropología filosófica». En su Filosofía de las formas simbólicas (1923-1929) elaboró una teoría, de raíz neokantiana, donde definía las grandes «formas simbólicas» presentes en la cultura: el lenguaje, el mito, el arte, la religión y la ciencia. Así, el hombre se halla determinado por estas formas, que son una representación de sí mismo, por lo que cada una de ellas supone una distinta manera de concebir el mundo. La filosofía de Cassirer influyó en Susanne K. Langer, que definió en La filosofía en una nueva clave (1942) el arte como «símbolo presentacional» o «apariencia», que articula la vida emocional del ser humano; y Wilbur Marshall Urban, que en Lenguaje y realidad (1939) definió los símbolos estéticos como «símbolos intuitivos» de naturaleza reveladora.
Charles William Morris, en Fundamentos de la teoría de los signos (1938), distinguió tres «formas primarias de discurso» (científica, tecnológica y estética) en relación con tres «funciones básicas»: la informativa –que expresa enunciados–, la performativa –que controla el comportamiento– y la valorativa –que ofrece valores–. Por tanto, así como la ciencia permite al ser humano expresar de forma racional conocimientos adquiridos de la naturaleza, y la tecnología facilita una forma de elaboración práctica de estos conocimientos, la estética proporciona al hombre la interpretación de los valores, sean positivos o negativos. Estos valores nos son revelados a través de signos que percibimos en el lenguaje comunicativo, que Morris denominó «iconos», signos que contienen en sí mismos las propiedades de aquellos objetos que describen. Para Morris, el arte es un lenguaje, «el lenguaje para la comunicación de los valores».
Luigi Pareyson, influido por Croce, elaboró en Estética. Teoría de la formatividad (1954) una estética hermenéutica, donde el arte es interpretación de la verdad. Para Pareyson, el arte es «formativo», es decir, expresa una forma de hacer que, «a la vez que hace, inventa el modo de hacer». En otras palabras, no se basa en reglas fijas, sino que las define conforme se elabora la obra y las proyecta en el momento de realizarla. Así, en la formatividad la obra de arte no es un «resultado», sino un «logro», donde la obra ha encontrado la regla que la define específicamente. El arte es toda aquella actividad que busca un fin sin medios específicos, debiendo hallar para su realización un proceso creativo e innovador que dé resultados originales de carácter inventivo.
Pareyson influyó en la denominada Escuela de Turín, que desarrollaría su concepto ontológico del arte: Umberto Eco, en Obra abierta (1962), afirmó que la obra de arte solo existe en su interpretación, en la apertura de múltiples significados que puede tener para el espectador; Gianni Vattimo, en Poesía y ontología (1968), relacionó el arte con el ser, y por tanto con la verdad, ya que es en el arte donde la verdad se muestra de forma más pura y reveladora.

### Fenomenología

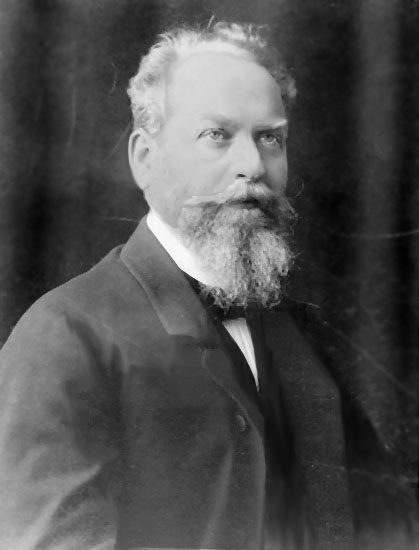
Edmund Husserl.

La fenomenología, formulada por Edmund Husserl, puso énfasis en la autonomía de la obra de arte, desligándola tanto del propio artista como del espectador, y buscando en la obra cualidades objetivas inherentes a la misma. Roman Ingarden, siguiendo las teorías de Husserl, estudió en Fenomenología de la obra literaria (1931) dicha obra como objeto intencional, distinguiendo cuatro «estratos» en la literatura: el sonido, el significado, el «mundo de la obra» y sus «aspectos esquematizados». Hizo una interpretación realista de la fenomenología, opinando que el arte refleja la «realidad existencial», de forma compleja y estratificada pero expresiva y armónica.
Nicolai Hartmann concibió el arte como la elevación del elemento empírico hacia un plano más trascendental, en que sea reflejo de un mundo ideal y simbólico. El artista trasciende el mundo material, expresando de forma simbólica los valores y significados de la experiencia empírica. Para Hartmann el arte es intuitivo, no deductivo, defendiendo un concepto mimético del arte: a través de la representación de la realidad, el arte evoca el mundo exterior a través de una significación trascendente, es decir, es la forma y no su significado la que nos llega de una forma trascendente.
Mikel Dufrenne analizó en Fenomenología de la experiencia estética (1953) la diferencia entre los objetos estéticos y el mundo circundante, encontrando que la única diferencia estriba en el «mundo expresado» de cada objeto, es decir, su personalidad inherente. El objeto estético no posee ningún valor por sí mismo, sino en el acto subjetivo de su percepción por parte del espectador. Asimismo, debe ser percibido de forma intrínseca, separada del sujeto que lo percibe. La obra de arte es fiel reflejo de la naturaleza que la origina, el artista solo puede desvelarla partiendo de sus cualidades intrínsecas. Así, el arte expresa «lo real en su verdad», es decir, no en su forma física o en la que lo elaboramos mentalmente, sino en la esencia del objeto que reproduce.

### Existencialismo
El existencialismo recibió la influencia de Kierkegaard, reflejando una filosofía de la vida cuyo principal objeto de estudio es la existencia, tanto desde la ontología como de la relación del hombre con el mundo que lo envuelve. Martin Heidegger pretendía enfrentar la filosofía al arte, considerando la estética metafísica como una utopía, ya que el arte está en continua transformación y no se puede aprehender su concepto. Según Heidegger, la metafísica reduce el «ser» a un objeto de estudio, perdiendo su esencia, hallando un «no ser». De igual forma, la estética pierde la noción del arte al reducirlo a objeto de análisis. El arte no se puede entender como producto, como objeto transmisor de valores y significados, sino como un proceso vivo y abierto, en continua transformación y evolución, como origen de múltiples procesos de comunicación. En El origen de la obra de arte (1935) vio en el proceso artístico la primacía del ser respecto a la existencia, que se hace patente en la imposibilidad del lenguaje de nombrar el ser y su verdad. Para Heidegger, la verdad es a la vez revelación y ocultamiento, pero, si es poetizada, se convierte en «histórica»: la poesía logra unir la revelación y el ocultamiento presentes en la verdad, de forma que no logran ni la filosofía ni la ciencia. Al «hacerse historia», la poesía –y el arte en general– reflejan de forma fidedigna la verdad y, por tanto, el «ser».
Hans-Georg Gadamer también concibió el arte como reflejo de la verdad, pero no de la verdad histórica de Heidegger, sino de la verdad intrínseca a la propia obra de arte, la verdad que genera la obra como obra en sí. Para Gadamer, el arte es un «aumento de ser», ya que la verdad de la obra de arte es la verdad del ser. En Verdad y método (1960) analizó el arte como representación de su «modo de ser», haciendo una «ontología de la imagen»: el arte no puede ser copia, ya que ésta pierde su función al ser identificado el original; en la reproducción artística, representación y representado, modelo e imagen, están interrelacionados, revelándose en lo representado la esencia de la representación, en una «inseparabilidad ontológica» de la imagen que hace que ésta «imponga su propio ser para hacer ser lo representado». La imagen estética tiene así para Gadamer un «ser propio», que hace ser lo que representa, expresando del origen de la representación más de lo que este pueda decir por sí mismo.

### Estética postmoderna
Una de las últimas derivaciones de la filosofía y el arte es la postmodernidad, teoría sociocultural que postula la actual vigencia de un período histórico que habría superado el proyecto moderno, es decir, la raíz cultural, política y económica propia de la Edad Contemporánea, marcada en lo cultural por la Ilustración, en lo político por la Revolución Francesa y en lo económico por la Revolución Industrial. Los postmodernos asumen el fracaso de los movimientos de vanguardia como el fracaso del proyecto moderno: las vanguardias pretendían eliminar la distancia entre el arte y la vida, universalizar el arte; el artista postmoderno, en cambio, es autorreferencial, el arte habla del arte, no pretenden hacer una labor social. El arte postmoderno vuelve sin pudor al sustrato material tradicional, a la obra de arte-objeto, al «arte por el arte», sin pretender hacer ninguna revolución, ninguna ruptura. Ante la crisis del objeto artístico en los años 1970, los postmodernos lo retoman como reivindicación del arte como institución, toda vez que ha fracasado la pretensión vanguardista de integrar el arte con la sociedad. Frente a las propuestas del arte de vanguardia, los postmodernos no plantean nuevas ideas, ni éticas ni estéticas; tan solo reinterpretan la realidad que les envuelve, mediante la repetición de imágenes anteriores, que pierden así su sentido. La repetición encierra el marco del arte en el arte mismo, se asume el fracaso del compromiso artístico, la incapacidad del arte para transformar la vida cotidiana. Algunos de sus más importantes teóricos han sido Jean-François Lyotard, Jacques Derrida y Michel Foucault.

## Estética no occidental

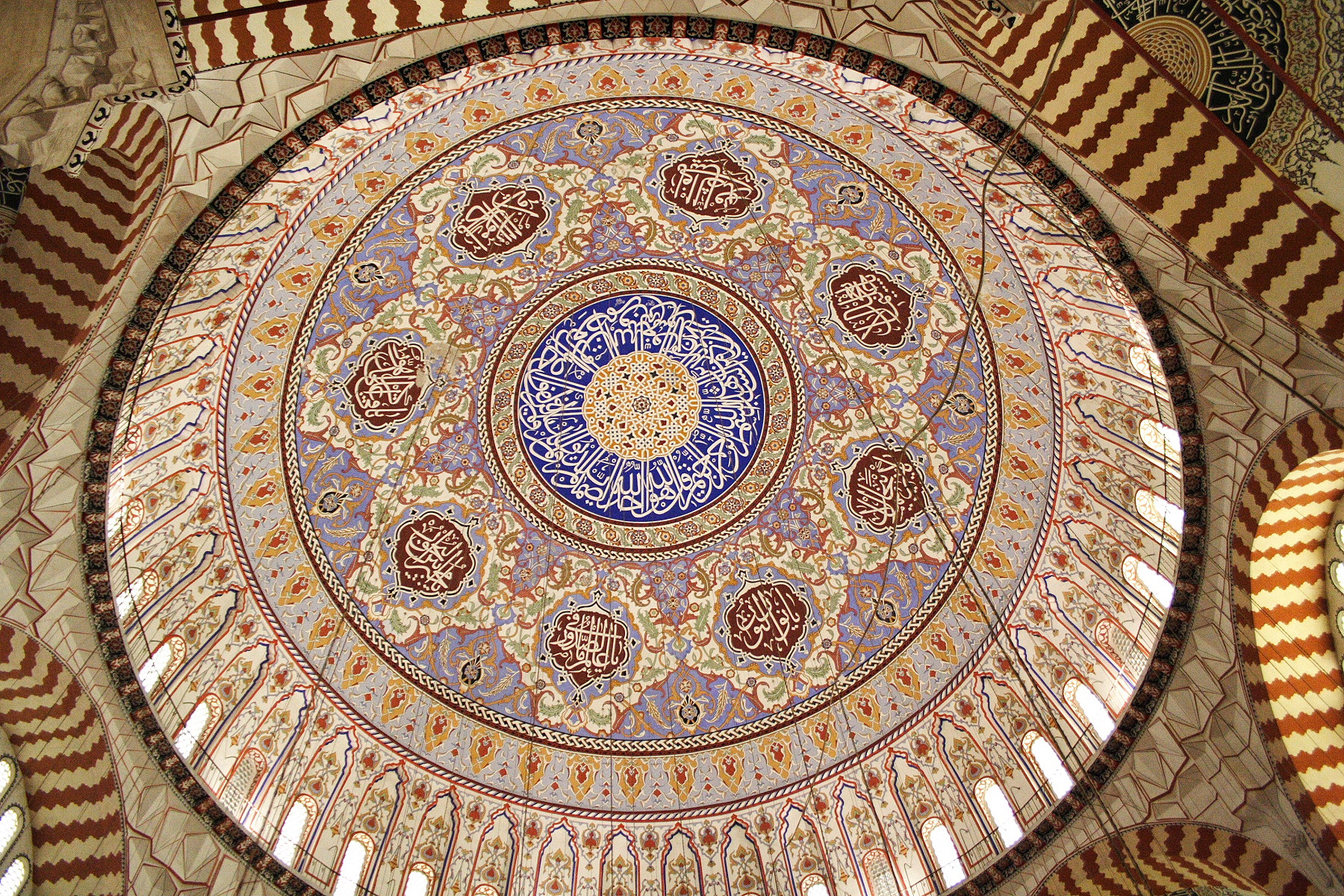
La cúpula de la mezquita de Selim en Edirne.

### Islam
Según el Islam, las obras de arte son defectuosas en comparación con la obra de Dios, por lo que se cree que tratar de describir de una forma realista cualquier animal o persona es una insolencia hacia Dios. Esta tendencia, a menudo impuesta por la autoridad religiosa, ha tenido el efecto de reducir la esfera artística a formas de arte como arabescos, mosaicos, la caligrafía islámica y la arquitectura islámica, así como en general cualquier forma de abstracción artística. Aun así, en realidad la representación humana o animal no está totalmente prohibida en el arte islámico: de hecho, la imagen se puede encontrar en todas las culturas islámicas, con distintos grados de aceptación por parte de las autoridades religiosas. Es solo la representación humana con fines de culto lo que es considerado de manera uniforme como idolatría y prohibido en la ley de la sharia.
El arte islámico tiene una fuerte tendencia a la geometrización, debido a la creencia en la perfección de la geometría y las matemáticas como manifestaciones de la perfección de Dios. Así, la mayoría de elementos arquitectónicos y decorativos están basados en formas geométricas, especialmente el círculo –que simboliza la esencia de Dios– y el cuadrado –que representa los cuatro elementos y los cuatro puntos cardinales–, así como sus derivados: octógonos, dodecágonos, polígonos estrellados, etc. Esta tendencia hacia la abstracción y la geometrización del arte podría hacer parecer que el arte islámico es puramente racional, pero lo cierto es que al mismo tiempo es bastante sensual, deja la puerta abierta a los sentidos, al goce estético de la contemplación, al disfrute de la belleza, que es altamente valorada en la cultura islámica. El propio Mahoma dijo:

Dios es bello y ama la belleza, así a través de la belleza se reconoce a Dios. Lo bello es bueno y verdadero y está por encima de las cosas bellas, por eso no deja lugar al tiempo, no se altera ni marchita, es esencia inmutable y como toda verdad, eterna.

Este sensualismo se expresa tanto en la poesía como en las artes plásticas, fundamentalmente en la búsqueda de la armonía y en la predilección por la simetría y el equilibrio. El carácter árabe es esencialmente contemplativo, debido a la vida nómada y a la experiencia del desierto, lo que provoca un proceso de conocimiento inductivo, de los sentidos a la razón. Para el artista musulmán la belleza es camino de perfección, la belleza conduce a Dios; lo bello es moral y espiritual. La religión está presente de forma indisoluble en el arte islámico, que es místico y trascendente, aunando lo cotidiano y lo universal, lo permanente y lo efímero, lo mental y lo sensorial. En su forma de concebir el mundo tienen especial relevancia elementos como la luz, el agua, el color, mientras que las formas geométricas se complementan con el vacío, con la prefiguración de la nada –cabe recordar que fueron los árabes los que nos transmitieron el concepto del número cero–. Así como la belleza es fugaz, su plasmación en el arte se realiza a través de lo decorativo, lo efímero, lo cambiante, lo dinámico –como los efectos de luz y el fluir del agua–. También tiene mucha importancia la caligrafía, la palabra escrita, ya que su religión se fundamenta en el Corán, cuyos textos decoran a menudo los edificios islámicos.

### India

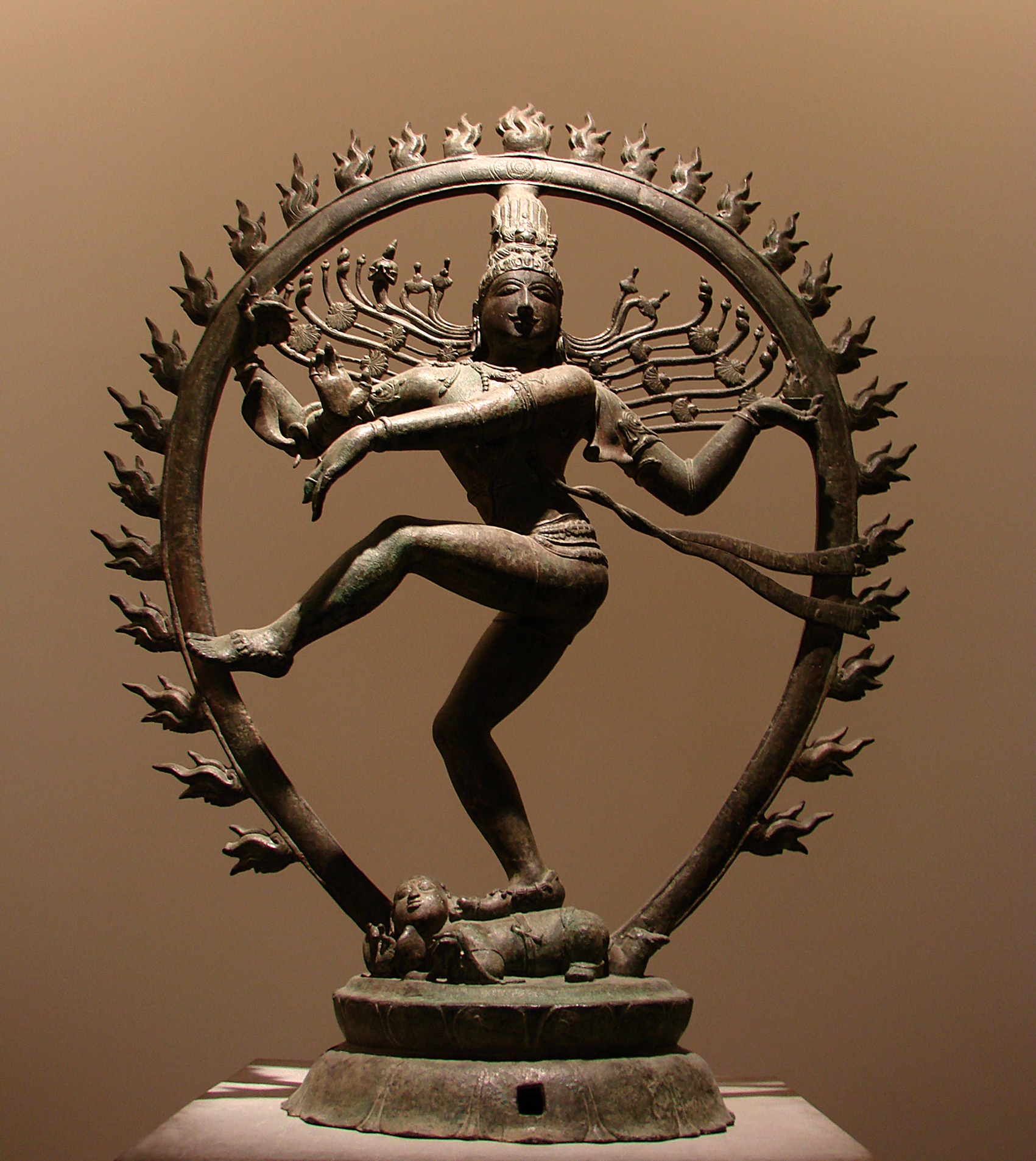
Śiva Naṭarāja, dinastía Chola, Tamil Nadu, siglo XI.

El arte indio es esencialmente religioso, reflejando un concepto trascendental de la realidad, donde lo material se mezcla con lo espiritual, estableciendo un puente entre lo humano y lo divino. La principal manifestación artística india es la escultura, ya que incluso la arquitectura y la pintura reflejan una plástica escultórica. Dicha escultura presenta múltiples formas y estilos, si bien conserva a lo largo del tiempo una forma de transmitir la espiritualidad basada en la sensualidad. Una de las principales premisas del arte indio es la integración con la naturaleza, siendo el arte reflejo de ésta, bien de forma simbólica o más o menos realista. La naturaleza aporta al arte indio una gran riqueza iconográfica, ya que los elementos naturales se convierten a menudo en símbolos generalmente relacionados con la divinidad. Además, la influencia del clima monzónico genera una actitud cíclica en la mentalidad india que hace que el arte se elabore desde diferentes perspectivas estilísticas a menudo contrapuestas: desde el naturalismo a la abstracción, del realismo al idealismo, etc.
La estética india se desarrolló sobre todo en el período gupta, en el que se analizaron, recopilaron y clasificaron la mayoría de escritos védicos (los textos sagrados hindúes, transmitidos de forma oral desde aproximadamente el 1500 a. C.). Para el arte fueron primordiales especialmente los textos sagrados denominados Śastras, en particular los Vastu-Śastras, tratados arquitectónicos que hablaban de la construcción de templos para los dioses, y los Śilpa-Śastras, tratados figurativos para pintores y escultores y la forma de transcribir en imágenes el mensaje divino. Los gupta desarrollaron varios tratados técnicos y normativos sobre los principios fundamentales del arte, así como técnicas, materiales, estilos, iconografía, etc. Uno de los más importantes es el Śadanga, que establece los «seis principios» estéticos para la pintura: rūpa-bheda (ciencia de las formas), pramani (sentido de las relaciones), bhava (ciencia del sentimiento), lavanna-yojanam (sentido de la gracia), sadrisyam (ciencia de las comparaciones) y varnika-bhanga (ciencia de los colores). Más adelante se añadieron otros dos: rasa (quintaesencia del gusto) y chanda (ritmo).

### China

Colores del otoño en las montañas Qiao y Hua, de Zhao Mengfu.

En China las representaciones artísticas tienen una gran influencia religiosa, principalmente del taoísmo, el confucianismo y el budismo. Asimismo, como en el arte indio, es esencial la relación del hombre con la naturaleza: el taoísmo, por ejemplo, es una religión panteísta, que relaciona la naturaleza con la sociedad. El arte chino pretende conseguir la armonía universal, la reproducción del hombre en sí mismo, yendo más allá de la materia para encontrar el principio generador de vida. La estética china pretende encontrar el sentido de la vida por medio del arte: belleza equivale a armonía, a creatividad; es un impulso poético, un camino sensorial que lleva a la realización de la obra, que no tiene finalidad en sí, sino que va más allá. La belleza es una categoría ontológica, que remite a la existencia: consiste en alcanzar el sentido con el todo. El arte no está basado en las cualidades sensibles, sino en las sugestivas; no ha de ser perfecto, sino expresar una cualidad que lleve a la totalidad. Se pretende captar lo esencial a través de la parte, que sugiere la totalidad: el vacío es un complemento de aquello que existe. En la filosofía oriental hay una unidad entre materia y espíritu, predominando la contemplación y comunión con la naturaleza, por vía de adhesión interior, de intuición.
La estética china se basa en el simbolismo trascendente de todas sus expresiones artísticas, así como en la profunda relación que mantienen con la naturaleza: toda obra de arte tiende a buscar la esencia vital de seres y objetos, apartando su carácter individual para comunicar una relación intrínseca con el orden de las cosas, con el yin y el yang. Así, el ser humano es una parte más de la naturaleza, por lo que no se le concede la importancia que tiene en el arte occidental. De igual manera, se tiende a conceder un especial valor a lo pequeño, lo frágil, lo fugaz, lo anecdótico, como partes indisolubles de un todo mucho mayor. Este concepto se aprecia en el gusto por el detalle y por plantas y animales de pequeño tamaño: insectos, pájaros, flores, etc. Pero al mismo tiempo tienen un especial valor las grandes manifestaciones de la naturaleza: montañas, ríos, cataratas, o elementos como la lluvia, la nieve o la niebla. La representación del ser humano se suele ceñir al retrato, especialmente religioso o funerario; cuando no es así, por lo general son pequeñas figuras inmersas en el paisaje: un pescador, un campesino, un filósofo meditando. De igual forma, ignoran la perspectiva, con una visión completamente subjetiva donde lo que importa es la expresión, no la descripción detallada de la realidad.
El sentido simbólico del arte chino queda patente asimismo en la caligrafía, que está considerada un arte equiparable a la pintura: la escritura china tiene un gran valor estético, pues su trazado depende de la calidad como dibujante del calígrafo, percibiéndose en sus líneas la expresión emocional del artista. La caligrafía busca expresar la vida, rechazando la simetría y los movimientos mecánicos en aras de una mayor naturalidad y originalidad. Para el escritor, como para el pintor, su escritura tiene un carácter trascendente, cada palabra se convierte en símbolo, igual que en pintura cada objeto representado. El trazado de una línea no es una simple expresión gráfica, sino un fin en sí mismo. Cabe remarcar que los objetos empleados tanto en caligrafía como en pintura (plumas, papel, tinta) son los mismos, y que el color tiene una importancia relativa, otorgándose más protagonismo a la tinta negra, que simboliza la profundidad y el vacío espiritual –así, el carácter hsuan significa a la vez «negro» y «esencia inagotable del mundo»–.

### Japón

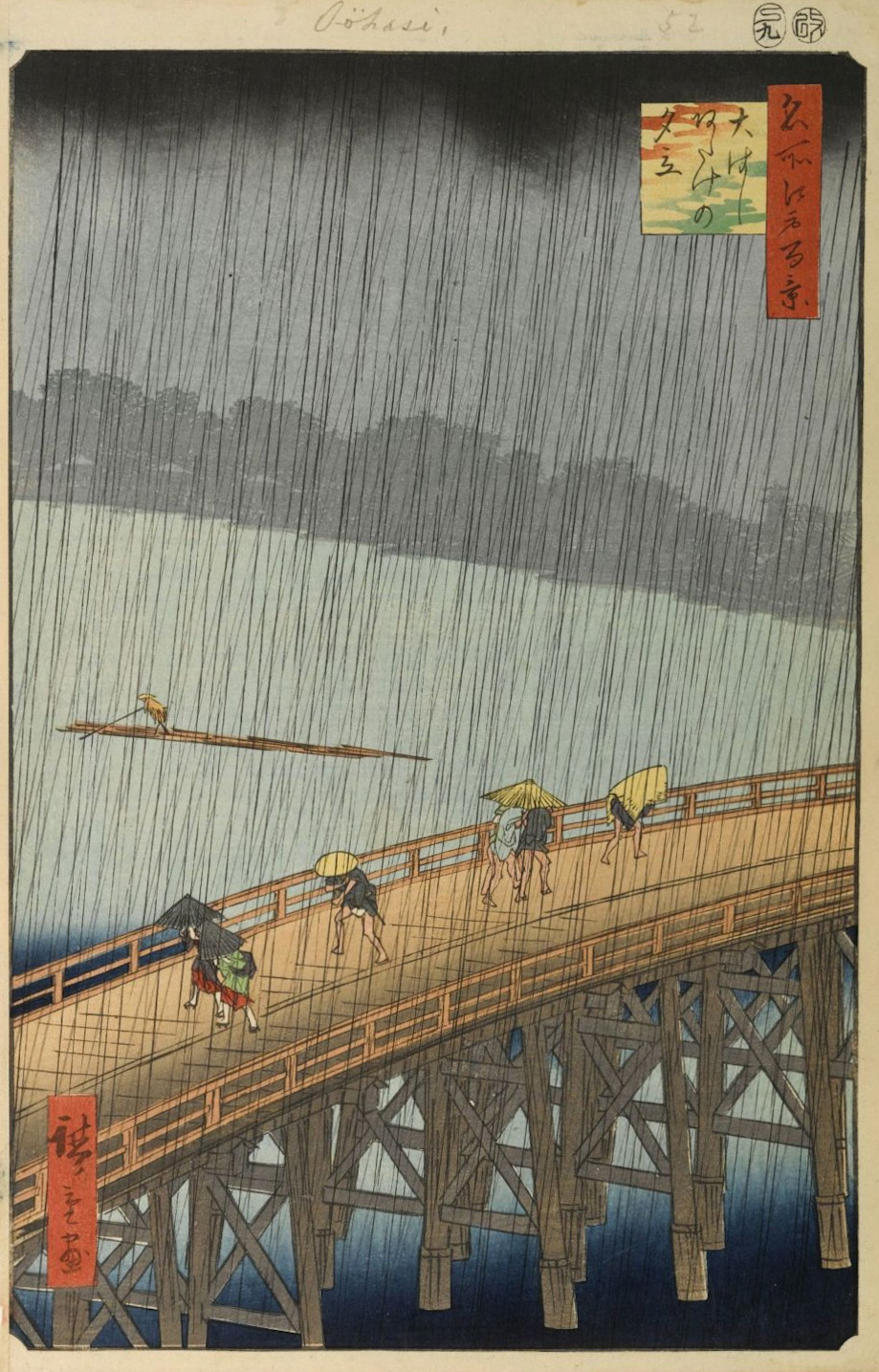
El puente Ōhashi en Atake bajo una lluvia repentina (1857), de Utagawa Hiroshige.

El arte japonés, como el resto de su filosofía –o, simplemente, su forma de ver la vida– es propenso a la intuición, la falta de racionalidad, la expresión emocional y la sencillez de actos y pensamientos, expresados a menudo de forma simbólica. Dos de sus características distintivas son la simplicidad y la naturalidad: las manifestaciones artísticas son reflejo de la naturaleza, por lo que no requieren una elaborada producción, sino que se basan en una economía de medios que otorga al arte una gran trascendencia, como reflejo de algo más elevado que queda tan solo esbozado, sugerido, siendo posteriormente interpretado por el espectador. En Japón existe una innata naturalidad en la relación entre el arte y la naturaleza, que para los japoneses es reflejo de su vida interior, y la sienten con un delicado sentimiento de melancolía, casi de tristeza. En especial, el transcurrir de las estaciones les provoca una sensación de transitoriedad, viendo en la evolución de la naturaleza lo efímero de la vida. Naturaleza, vida y arte están indisolublemente unidos, y la realización artística es un símbolo de la totalidad del universo.
La estética japonesa se ha ido desarrollando en paralelo a la evolución del arte: las primeras reflexiones sobre el arte y la belleza provienen de la antigüedad, cuando se forjaron los principios creadores de la cultura japonesa y surgieron las principales obras épicas de la literatura japonesa: el Kojiki (Relatos de cosas antiguas), el Nihonshoki (Anales de Japón) y el Man'yōshū (Colección de diez mil hojas). En esta época predominó el concepto de sayakeshi («puro, claro, fresco»), que hacía referencia a un tipo de belleza caracterizada por la simplicidad, el frescor, una cierta ingenuidad, otorgando un valor especial a la belleza efímera, transitoria, fugaz, que evoluciona con el tiempo. Posteriormente, durante los periodos Nara y Heian, la estética japonesa evolucionó rápidamente gracias a su contacto con la cultura china, así como a la llegada del budismo. El principal concepto de esta época fue el aware, un sentimiento emotivo que sobrecoge al espectador y le lleva a una profunda sensación de empatía o piedad; a su vez, el mono-no-aware transmite un sentimiento de melancolía, de tristeza contemplativa derivada de la transitoriedad de las cosas, de la belleza efímera, que dura un instante y perdura en el recuerdo. Esta idea de una búsqueda ideal de la belleza, de un estado de contemplación donde se unen el pensamiento y el mundo de los sentidos, es característica de la innata sensibilidad japonesa para la belleza, y queda patente en la fiesta del Hanami, basada en la contemplación de los cerezos en flor. 
Durante la Edad Media japonesa (periodos Kamakura, Muromachi y Momoyama), en paralelo al militarismo de la sociedad feudal japonesa, se impuso el concepto de dō («vía»), que ponía énfasis en el proceso creativo del arte, en la práctica ceremonial de los ritos sociales, como se pone de manifiesto en el shodō (caligrafía), el chadō (ceremonia del té), el kadō o ikebana (el arte de los arreglos florales) y el kōdō (ceremonia del incienso). En estos nuevos conceptos tuvo una influencia decisiva una variante del budismo llamada zen, que hacía hincapié en unas determinadas «reglas de vida» basadas en la meditación, donde la persona pierde la conciencia de sí mismo. Así, cualquier labor cotidiana trasciende su esencia material para significar una manifestación espiritual, la cual queda reflejada en el movimiento y el paso ritual del tiempo, como queda patente en el arte de la jardinería, que llegó a un grado tal de trascendencia donde el jardín es una visión del cosmos. La ambivalencia zen entre el carácter sencillo y la profundidad de una vida trascendente imbuyó de un espíritu de «elegancia sencilla» (wabi) no solo al arte, sino al comportamiento, las relaciones sociales y los aspectos más cotidianos de la vida. Por último, en época moderna –iniciada con el período Edo–, aunque perduran los conceptos anteriores se introducen algunas nuevas categorías estéticas, relacionadas con las nuevas clases urbanas que surgen a medida que Japón se va modernizando: sui (finura de corte espiritual); iki (elegancia honesta y directa); karumi (ligereza como cualidad esencial bajo la cual se alcanza lo «profundo» de las cosas); shiori (belleza nostálgica); hosomi (delicadeza que llega hasta la esencia de las cosas); y sabi (belleza simple, despojada, sin adornos ni artificios). Esta última entroncó con el concepto anterior de wabi, creando una nueva noción llamada wabi-sabi, la trascendencia de la simplicidad, donde la belleza reside en la imperfección, en lo incompleto, basada en la fugacidad e impermanencia.

### África

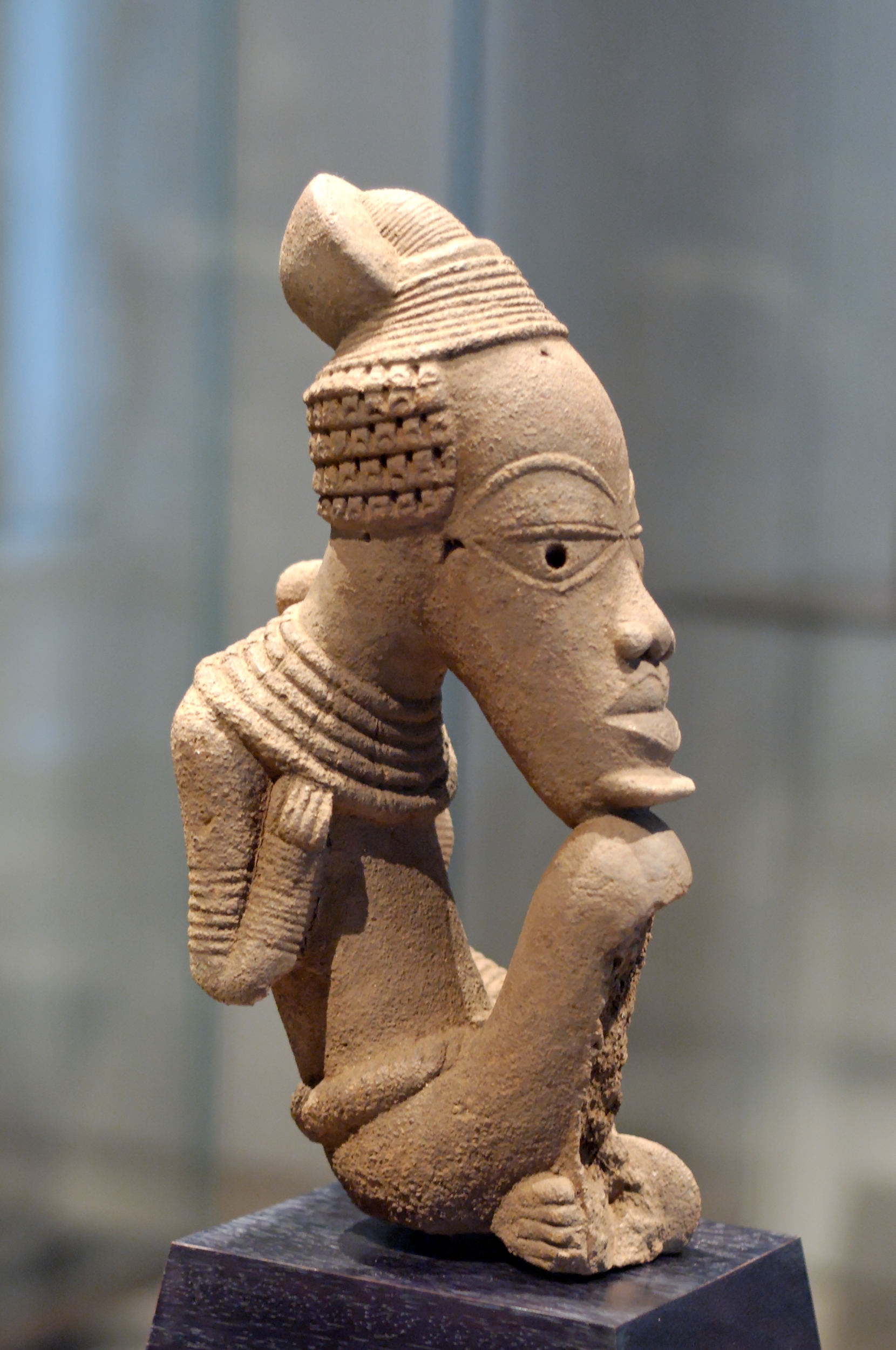
Escultura nok.

Los estudios de estética aplicados al arte africano tienen el inconveniente de una evidente ausencia de reflexiones por escrito. Si la filosofía del arte se puede dividir en teoría de la creación artística y teoría de la percepción estética, en África la falta de fuentes escritas provoca la práctica imposibilidad de la primera acepción. Así, para designar la estética aplicada a formas culturales ajenas a la escritura se forjó el término «etnoestética», concepto de filiación occidental no exento de un cierto eurocentrismo. La mayoría de estudios realizados sobre la percepción estética en las culturas africanas están vinculados a la antropología, centrados en el estudio particular de una cultura o bien en el análisis comparativo de diversas manifestaciones culturales. Debido a la multiplicidad de etnias y culturas repartidas por todo el continente, la mayoría de análisis se centran en el estudio comparativo y sintético de las diversas manifestaciones artísticas africanas, para establecer unos criterios comunes que permitan hablar de una «estética africana» –término introducido por Susan M. Vogel que no deja de tener un carácter algo simplista–.
Según estas premisas, se pueden percibir en el arte africano en general unos cuantos conceptos en común, como serían: el naturalismo –que no implica realismo, sino inspiración en formas naturales–, la búsqueda del equilibrio y la proporción, la simetría, la originalidad, el geometrismo, la estilización, el expresionismo, la tendencia al paidomorfismo –imágenes en forma de niño, por la preferencia hacia la juventud como edad ideal del ser humano–, la búsqueda de la tridimensionalidad en escultura con una cierta tendencia a la frontalidad, el gusto por la forma redonda, la predilección por la claridad, la luminosidad, el lustre, la pulidez, el rechazo de la rugosidad –que relacionan a la enfermedad–, etc. También hay que mencionar la indisoluble relación del arte con múltiples creencias religiosas, ritos y ceremonias de diversa índole, desde la magia hasta el animismo –de ahí la importancia de máscaras y fetiches–, siendo el arte la principal manifestación cultural de numerosos pueblos africanos. Asimismo, el arte está interrelacionado con la naturaleza, ya que para la mayoría de pueblos africanos los elementos naturales tienen carácter sagrado, y pueden ser fuerzas benéficas o destructoras. Por último, cabe remarcar que el arte africano influyó poderosamente en las vanguardias artísticas europeas de principios del siglo XX, debido al colonialismo y a la apertura de numerosos museos de etnología en la mayoría de ciudades europeas. En particular, a los jóvenes artistas europeos les interesó vivamente la estilización geométrica de la escultura africana, su carácter expresivo y su aire primitivo, original, espontáneo, subjetivo, producto de una fuerte interrelación entre la naturaleza y el ser humano.